# Spoliazioni napoleoniche

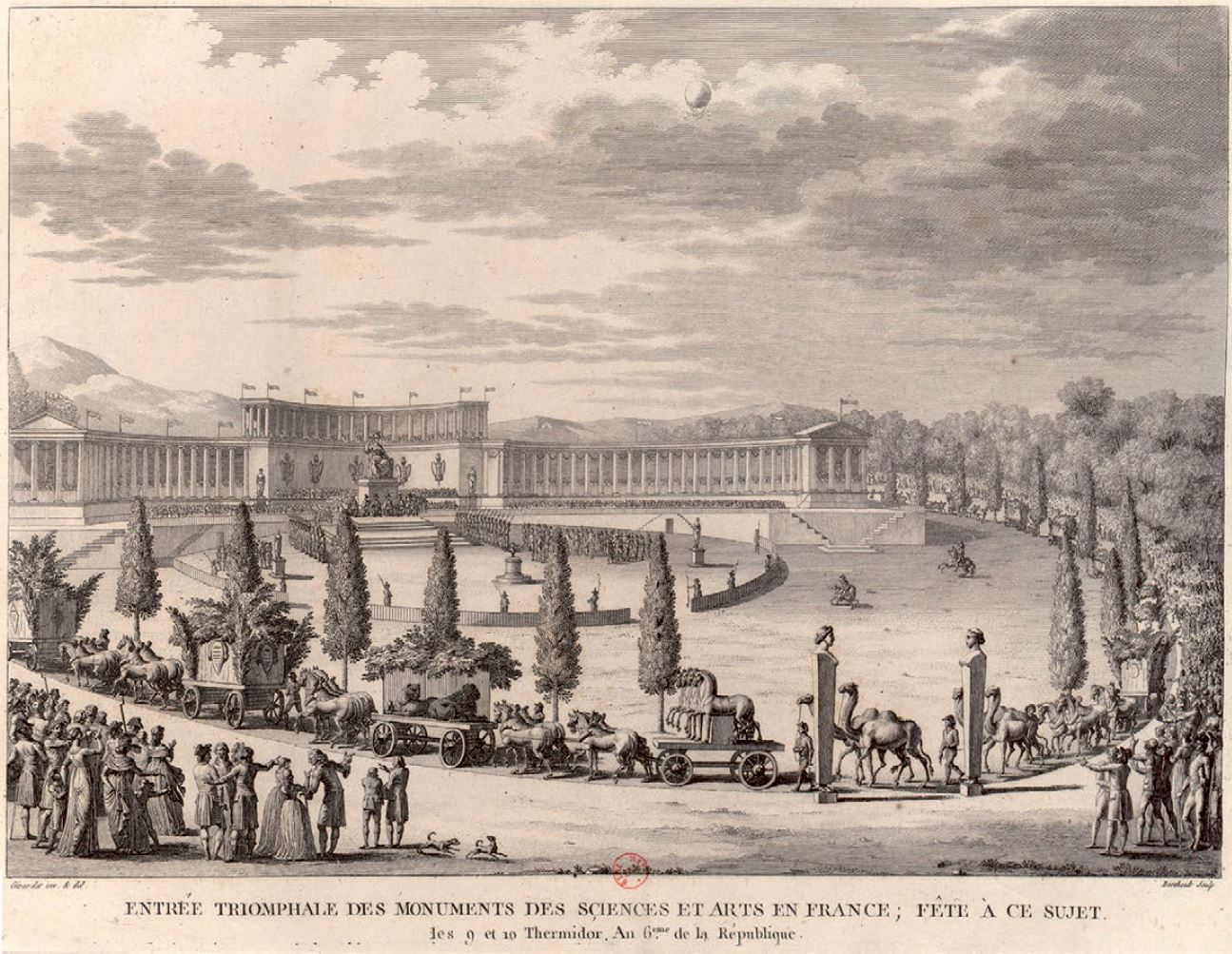
Ingresso a Parigi del corteo delle opere oggetto delle spoliazioni napoleoniche dopo la prima Campagna d'Italia

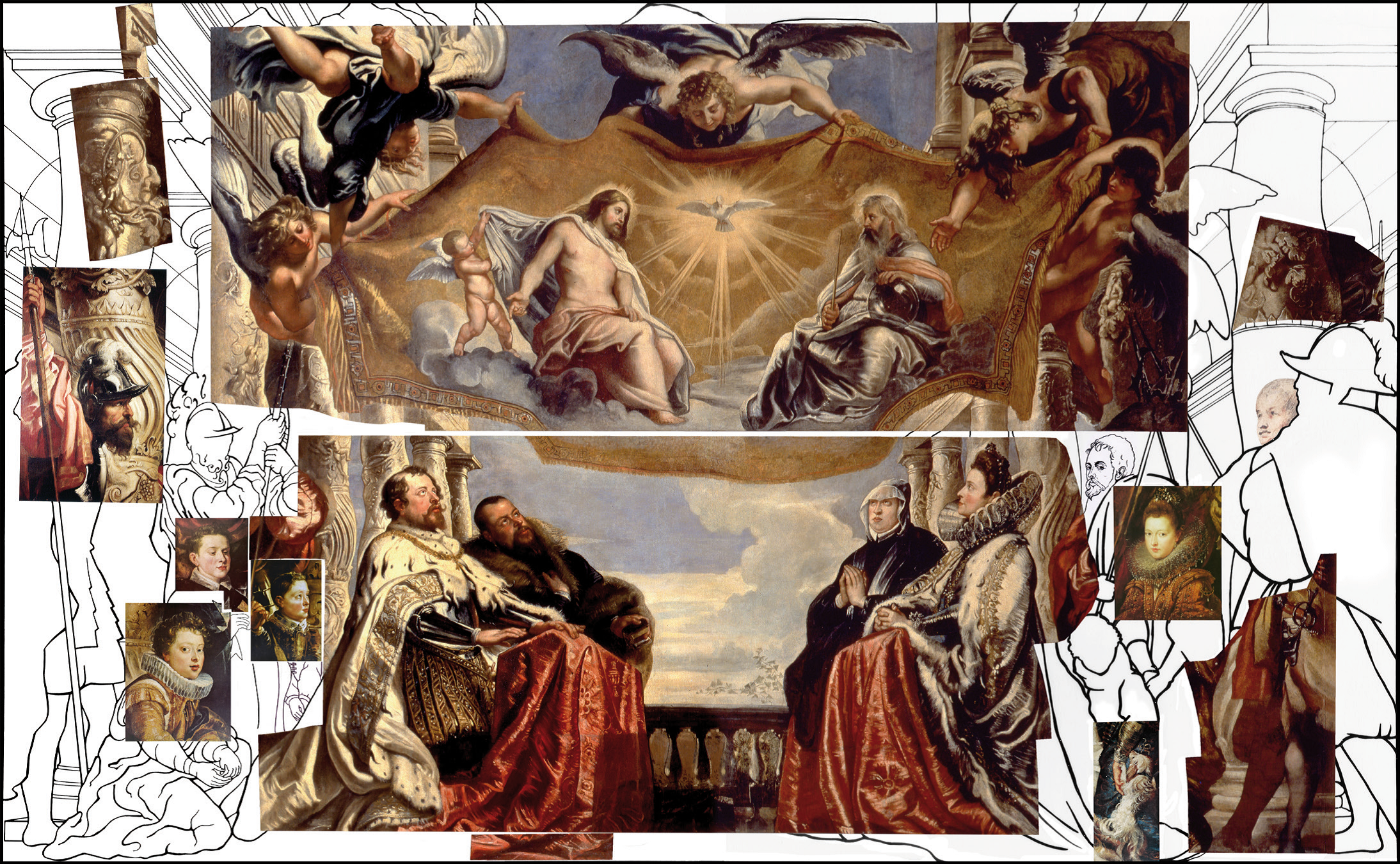
Ricostruzione della Trinità adorata dalla famiglia Gonzaga di Peter Paul Rubens quale essa poteva apparire prima di essere tagliata dai francesi

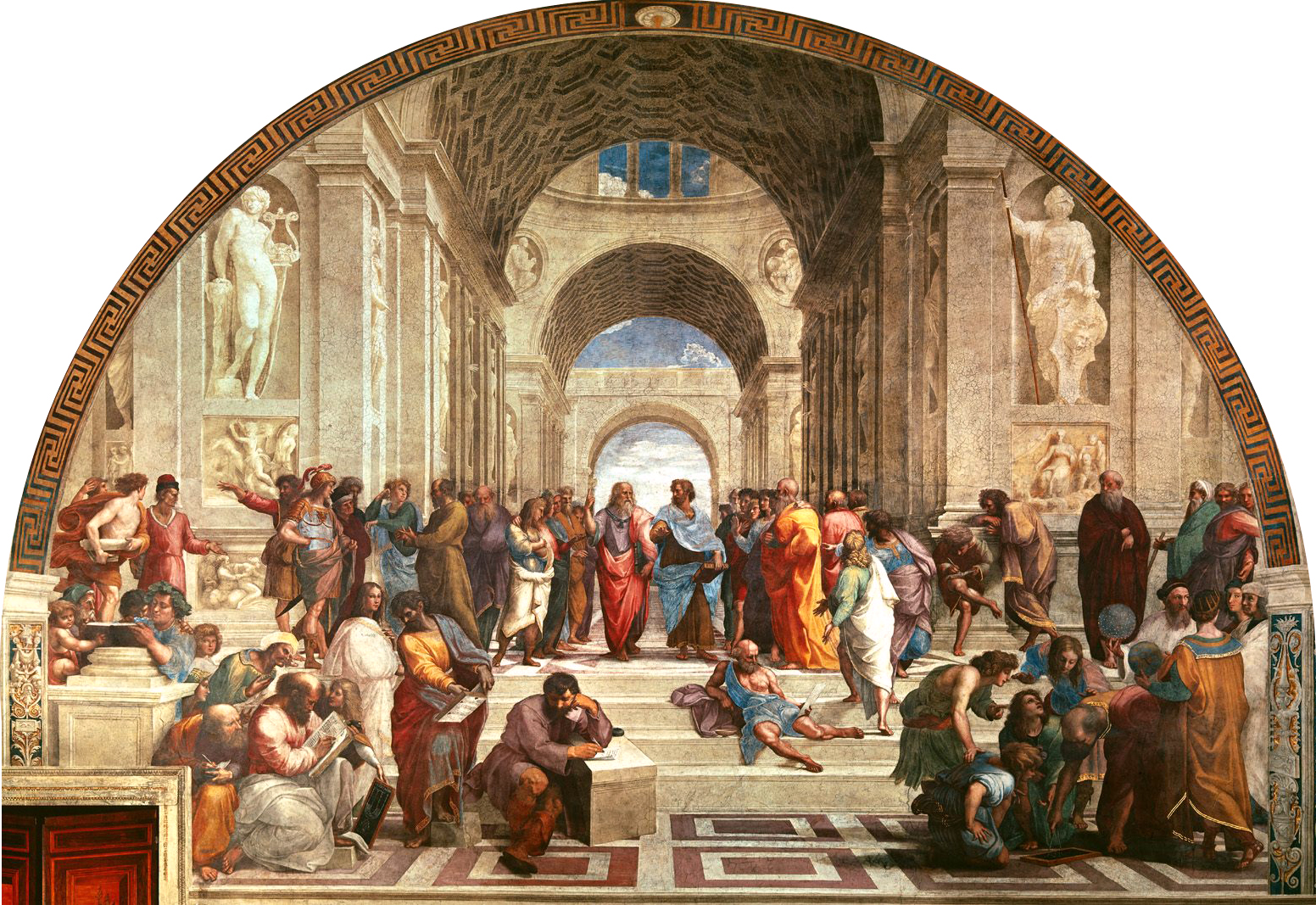
Scuola di Atene, Raffaello, Vaticano. I funzionari napoleonici espressero l'obiettivo di staccare gli affreschi di Raffaello in Vaticano.

Le spoliazioni napoleoniche, impropriamente note anche come furti napoleonici, furono una serie di sottrazioni di beni, in particolare opere d'arte e in genere di opere preziose, attuate dall'esercito francese o da funzionari francesi e napoleonici in Italia, Spagna, Portogallo, Paesi Bassi, Belgio, ed Europa centrale durante l'età napoleonica. Anche se prendono il nome da Napoleone Bonaparte, l'ordine di iniziarle partì dal Direttorio e il loro prosieguo fu dovuto a svariati funzionari della Repubblica e dell'Impero. Le spoliazioni vennero costantemente perpetrate nell'arco di venti anni, dal 1797 fino al Congresso di Vienna nel 1815. Secondo lo storico Paul Wescher, le spoliazioni napoleoniche rappresentarono "il più grande spostamento di opere d'arte della storia", che provocò anche diversi danni in quanto "è difficile stabilire con esattezza quante opere d'arte di valore unico andarono distrutte o disperse in quei giorni".
(Ordine del Direttorio a Napoleone Bonaparte, 1796)
(Petizione degli artisti francesi al Direttorio, 1797)
Durante il Congresso di Vienna, le potenze vincitrici ordinarono l'immediata restituzione di tutte le opere sottratte, «senza alcun negoziato diplomatico», sostenendo come «la spoliazione sistematica di opere d'arte è contraria ai principi di giustizia e alle regole della guerra moderna». Venne infine affermato il principio di come non ci potesse essere alcun diritto di conquista che permettesse alla Francia di detenere il frutto di spoliazioni militari e che tutte le opere d'arte dovessero essere restituite.
Secondo la storica Mackay Quynn, gli Stati europei, ma specialmente quelli italiani separati dalle Alpi dalla Francia, si trovarono davanti a elevatissimi costi di trasporto e all'ostinata resistenza dell'amministrazione francese. I prussiani, vedendosi negato l'accesso alle gallerie del Musée Napoléon, minacciarono di spedire in prigione in Prussia il Direttore Vivant Denon in persona se questi non avesse lasciato agire i propri ufficiali. La strategia dovette funzionare, se in meno di qualche settimana tutti i capolavori dei prussiani erano pronti per l'imballaggio fuori dai cancelli dell'ex Musée Napoléon, divenuto Louvre. La Spagna inviò funzionari dell'esercito insieme a un discreto numero di militari prima delle conclusioni del Congresso di Vienna, i quali, rompendo i portoni del Louvre, si ripresero tutte le opere con la forza. Anche Belgio e Austria mandarono il proprio esercito, senza attendere la conclusione del Congresso di Vienna. Giova ricordare come i furti napoleonici ebbero lunghi strascichi nella storia europea. Durante la guerra franco-prussiana, la Germania di Bismarck chiese alla Francia di Napoleone III la restituzione delle opere d'arte ancora detenute dai tempi delle spoliazioni napoleoniche ma che non erano state restituite. Per quanto riguarda gli Stati italiani, questi si mossero lentamente e in maniera non coordinata, tranne lo Stato della Chiesa che inviò a Parigi Antonio Canova, il quale scelse le opere da far rientrare in Italia. 
In Italia le spoliazioni napoleoniche erano sconfinate nelle ruberie e in speculazioni da parte di funzionari del nuovo Stato. Alla ricerca di oro e di argento, gli ufficiali francesi fusero il Gioiello di Vicenza del Palladio, e tentarono pure di fondere le opere del maestro orafo manierista Benvenuto Cellini. I francesi cercarono in diverse occasioni di sviluppare delle tecniche che consentissero loro il distacco degli affreschi, con notevoli danni strutturali sia alle opere sia ai muri. Nel 1800 si tentò con la Deposizione di Daniele da Volterra nella cappella Orsini di Trinità dei Monti a Roma attraverso lo stacco a massello che provocò danni così seri all'intera struttura che la rimozione dovette essere interrotta e il muro restaurato da Pietro Palmaroli, rinunciando a spedirlo a Parigi. Simili tentativi vennero effettuati presso la Chiesa di San Luigi dei Francesi, ma vennero abbandonati per i danni arrecati agli affreschi. Secondo lo storico dell'arte Steinmann (che scrisse nel primo dopoguerra, violentemente antifrancese), questi tentativi non vanno intesi come episodi isolati, poiché il vero obiettivo degli ufficiali francesi era di riuscire a distaccare gli affreschi di Raffaello nelle Stanze Vaticane e di spedire in Francia la Colonna Traiana.

Per la Lombardia e il Veneto, che erano sotto gli Asburgo d'Austria, il governo di Vienna negoziò ma non richiese le opere d'arte portate via dalle chiese, che gli stessi austriaci non intendevano riaprire al culto, come l'Incoronazione di spine di Tiziano, commissionata per la chiesa di Santa Maria delle Grazie a Milano, che non fu restituita perché non fu richiesta ufficialmente al governo francese. Il governo toscano, sotto gli Asburgo-Lorena, non richiese i capolavori sottratti alle chiese sostenendo che sarebbero serviti a pubblicizzare la grandiosità dell'arte toscana, lasciando così in Francia capolavori assoluti quali le stigmate di San Francesco di Giotto, la Maestà di Cimabue o L'Incoronazione della Vergine del Beato Angelico. Per Parma, sotto il governo della moglie di Napoleone, Maria Luigia, si adottò un'istanza mediatrice, lasciando metà delle opere in Francia e rimpatriandone l'altra metà. Il governo pontificio preferì non richiedere tutto, soprattutto i quadri conservati nei musei delle province francesi, come molti Perugino sottratti alle chiese di Perugia, per non turbare la ri-cristianizzazione delle campagne francesi uscite dal giacobinismo. Antonio Canova, delegato dallo Stato della Chiesa ai rimpatri, era dotato di documentazione archivistica assai limitata e si affidava ai funzionari dell'esercito austriaci. Secondo un catalogo pubblicato nel Bulletin de la Société de l'histoire de l'art français del 1936, dei 506 dipinti portati in Francia, 248 rimasero in Francia, 249 tornarono in Italia, 9 vennero indicati come non rintracciabili, raro caso in Europa di opere catalogate e non restituite.

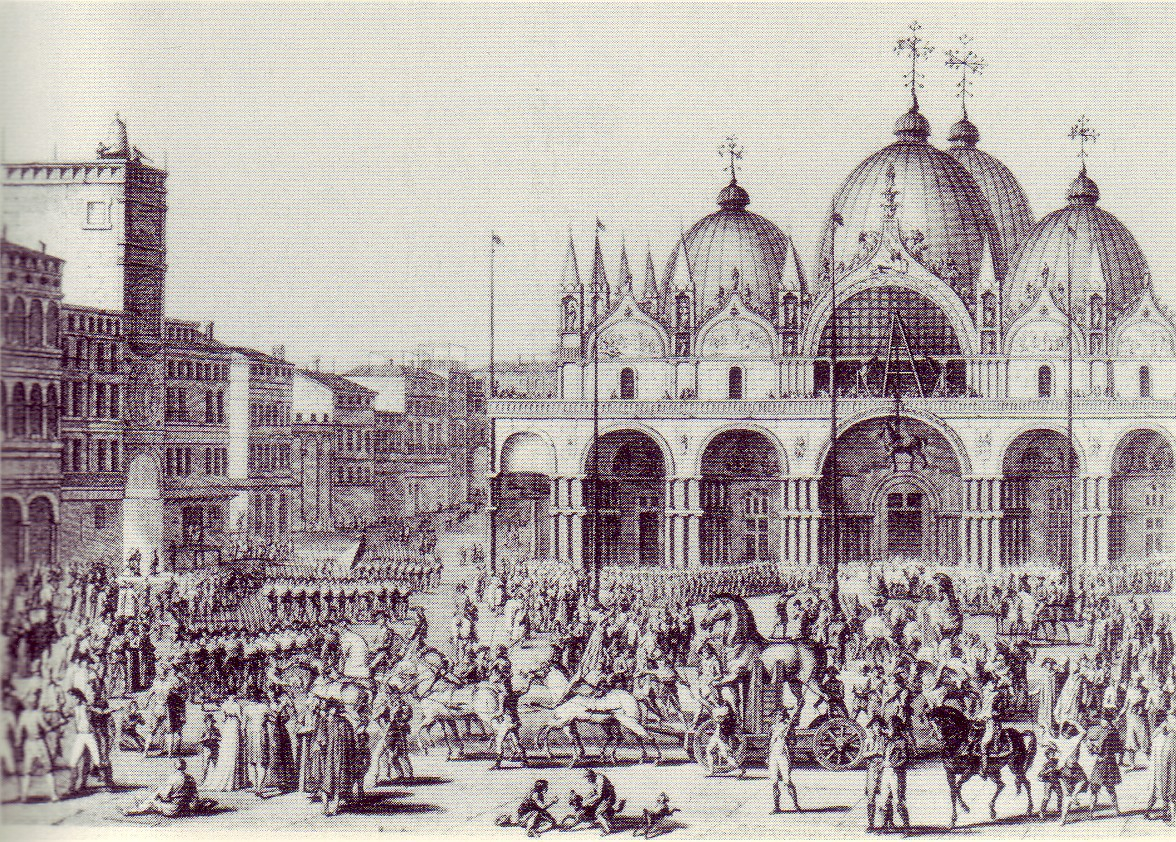
I cavalli bronzei di piazza San Marco vengono inviati a Parigi. Venezia, 1797.

## Storia

### Le celebrazioni

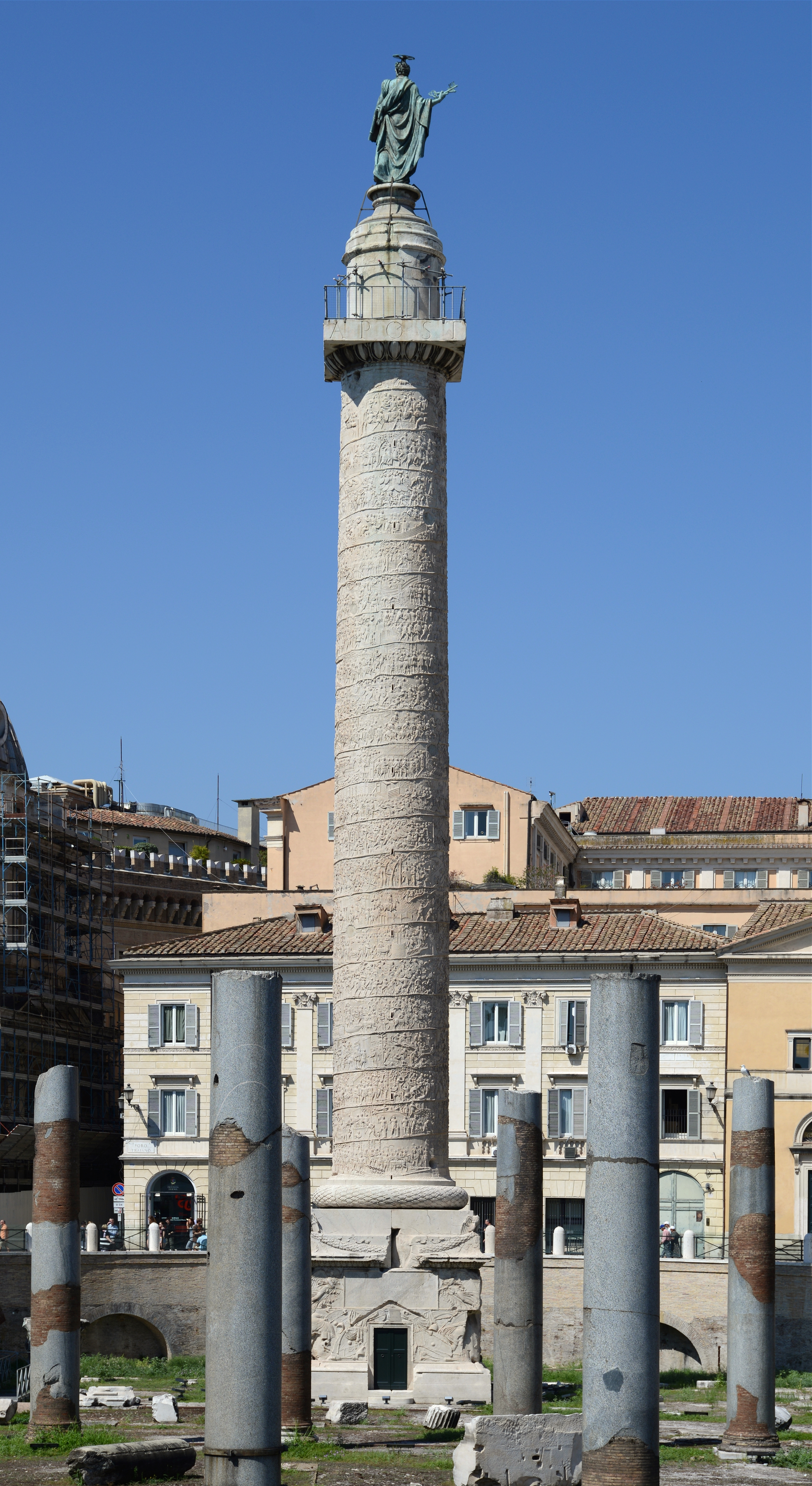
Colonna Traiana, Foro Traiano. Il generale Pommereul, progettava di rimuovere la Colonna Traiana e spedirla in Francia, probabilmente tagliandola a pezzi. L'assistente di Pommereul, Daunon, scriveva tal proposito il 15 aprile 1798: "Spediremo un obelisco", in tal modo riferendosi alla colonna di Traiano.

La Maestà di Cimabue, in origine a Pisa nella chiesa di San Francesco, oggi conservata presso il Museo del Louvre, Parigi

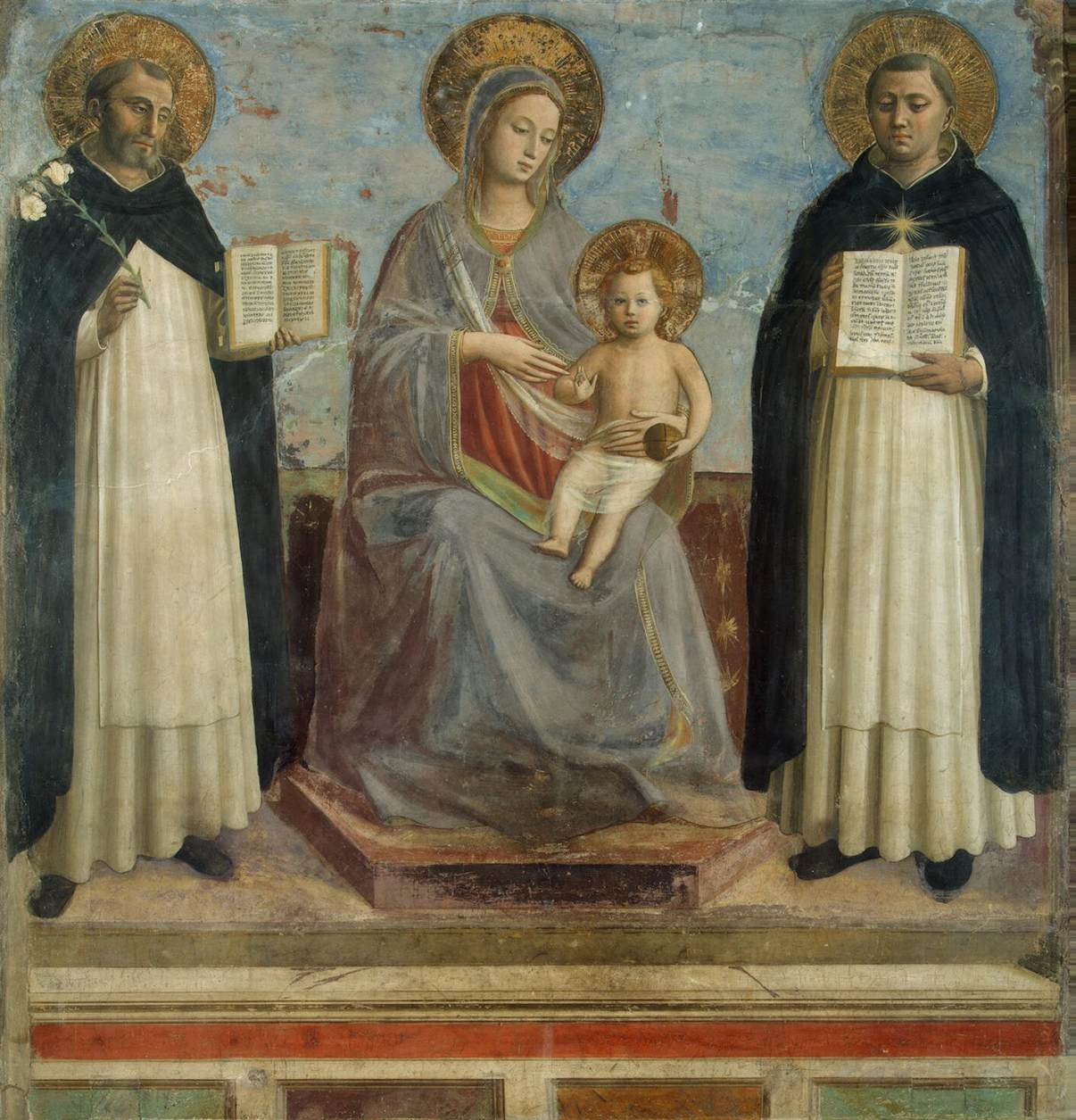
La Madonna col Bambino tra i santi Domenico e Tommaso d'Aquino è un affresco staccato di Beato Angelico, già nel convento di San Domenico a Fiesole, e oggi conservato nel Museo dell'Ermitage di San Pietroburgo. Risale al 1435 circa e misura.

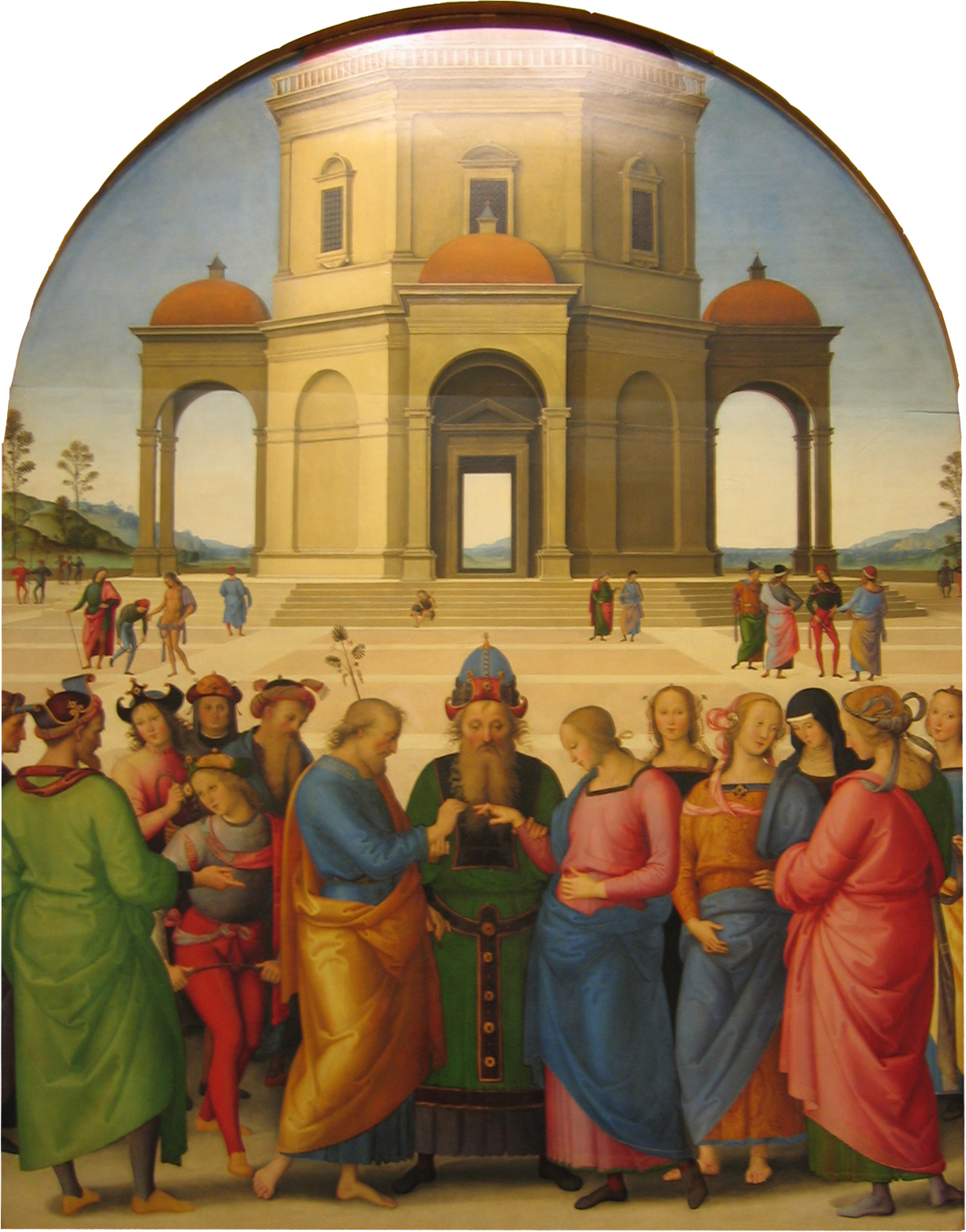
Sposalizio della Vergine, Perugino, Musée des Beaux-Arts, Caen

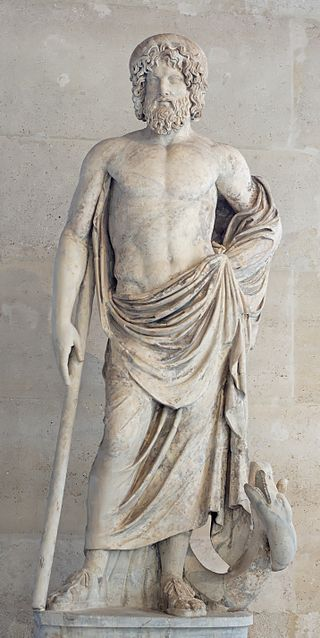
Asclepio Albani, con restauri del Cavaceppi; ottenuto grazie al Trattato di Tolentino; Museo del Louvre

Nel giorno nono di Termidoro dell'anno VI (27 luglio 1798) prese luogo la più grande celebrazione di una vittoria militare che si fosse vista a Parigi fino a quel momento. L'evento è impresso su una famosa stampa presso la Biblioteca Nazionale di Parigi. Questa mostra l'arrivo del primo convoglio con i beni confiscati al termine della Campagna d'Italia di Napoleone a Champ de Mars, di fronte all'École Militaire di Parigi. Per l'occasione erano stati ben potati gli alberi e gli studenti dell'École Polythecnique erano stati chiamati a partecipare tra il pubblico. Nelle stampe d'epoca si notano i cavalli della Basilica di San Marco a Venezia su un carro trainato da sei cavalli, preceduto da uno con una gabbia di leoni e succeduto da quattro dromedari. Davanti un pannello che dichiara: "La Grèce les ceda; Rome les a perdus; leur sort changea deux fois, il ne changera plus" (la Grecia li cedette, Roma li ha persi, la loro sorte cambiò due volte, ora non cambierà più). In questa processione erano inclusi l'Apollo del Belvedere, la Venere de' Medici, il Discobolo, il Laocoonte, e una sessantina di altre opere tra cui nove Raffaello, due Correggio, collezioni minerali e antiquarie, diversi animali esotici, ma anche diversi manoscritti dal Vaticano datati prima del 900 d.C. L'attenzione popolare era attratta dagli animali esotici e dalla Vergine di Loreto, ritenuta opera di San Luca e capace di realizzare miracoli.
I francesi avevano giustificato le spoliazioni di opere d'arte sia in virtù al diritto di preda sia a teorie più oscure. Una petizione di artisti francesi riteneva che le opere servissero come ispirazione per il progresso delle arti repubblicane e per educare il pubblico francese come fecero i romani trasportando opere d'arte dalla Grecia a Roma. Il luogotenente Hussars riteneva che le opere fossero rimaste "imprigionate da troppo tempo...queste opere immortali non più in terra straniera, ma portate nella patria delle arti e del genio, nella patria delle libertà e della sacra eguaglianza: la Repubblica Francese". Ancora, "statue che i francesi hanno prelevato dalla degenere Chiesa Romana per adornare il grande Museo di Parigi, per distinguere i più nobili tra i trofei, il trionfo della libertà sulle tirannie, della conoscenza sulla superstizione". Ancora, il vescovo Henri Grégoire davanti alla Convenzione del 1794: "Se le nostre armate vittoriose entrassero in Italia, l'asportazione dell'Apollo del Belvedere e dell'Ercole Farnese sarebbe la più brillante delle conquiste. È la Grecia che ha decorato Roma: perché i capolavori delle repubbliche greche devono decorare il paese degli schiavi (i.e. l'Italia)? La Repubblica Francese dovrebbe essere la loro sede definitiva." Di fronte a queste rapine, alcuni come Quatremère de Quincy, allievo del Winckelmann, ricordò come le più grandi opere del genio umano, quali il Colosseo, Villa Farnesina, la Cappella Sistina o le Stanze vaticane, non potessero essere rimosse e anzi sfidò la retorica dell'amministrazione napoleonica argomentando che per riscoprire le opere del passato, occorrerebbe "rivolgersi alle rovine in Provenza, investigare le rovine di Arles, Orange, e restaurare il bell'anfiteatro di Nîmes", invece di spogliare Roma.

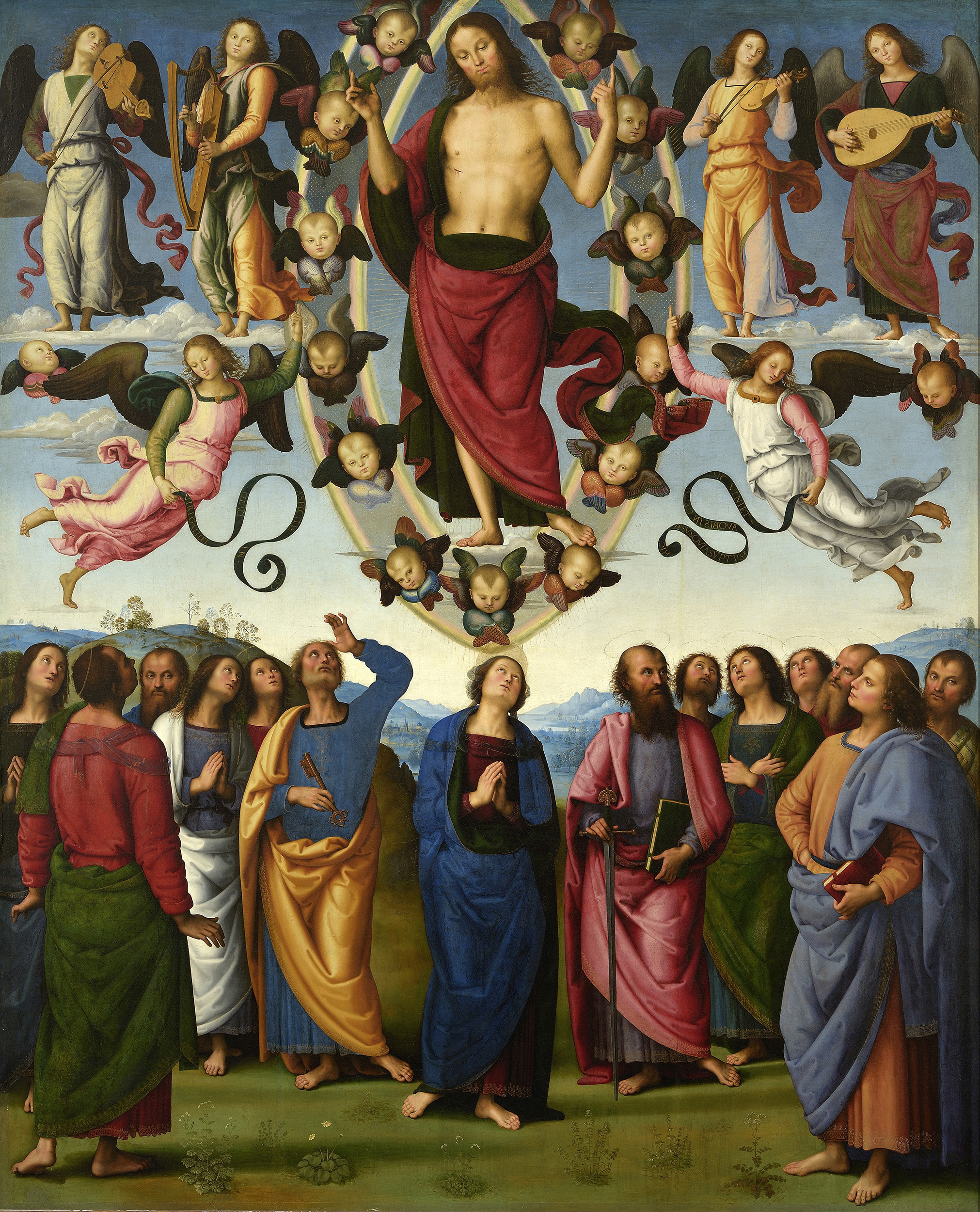
Polittico San Pietro, Perugino

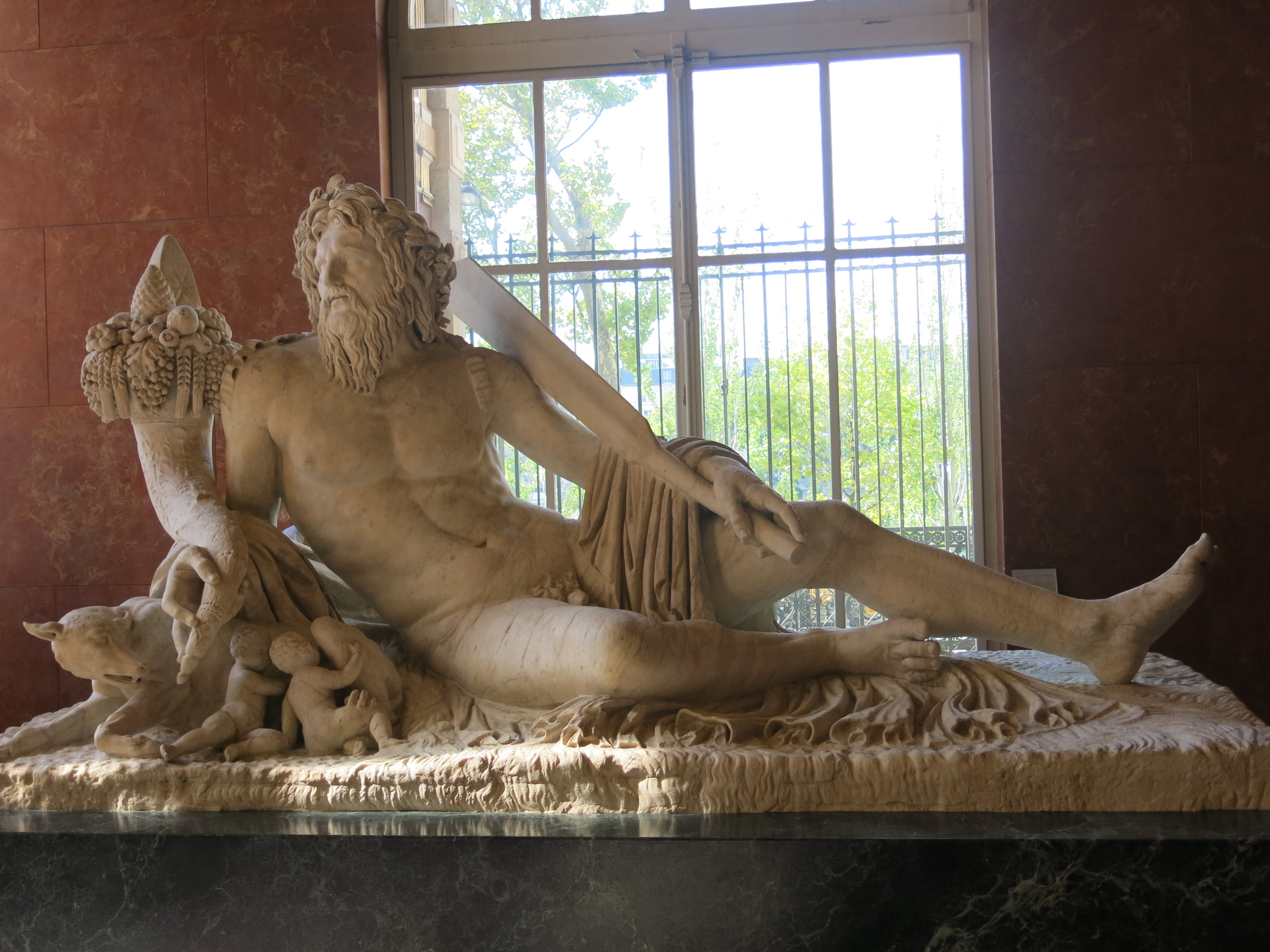
Personificazione del Tevere con Romolo e Remo, marmo pentelico, ottenuto col Trattato di Tolentino, Museo del Louvre; rimase in Francia nel 1815 perché ritenuto troppo grande e pesante per il trasporto.

In occasione del Trattato di Tolentino, nelle Lettres à Miranda Quatremère de Quincy reiterava l'esistenza di un forte rapporto che lega l'opera d'arte al luogo cui è stata destinata e il contesto in cui essa viene prodotta. Quatremère sosteneva che sradicando l'opera dal contesto in cui è stata creata e destinata venisse irrimediabilmente compromessa la sua leggibilità autentica, e ne assumesse una nuova, estranea alle sue finalità. Quatremère de Quincy credeva che l'arte italiana potesse essere soltanto studiata in Italia per essere pienamente compresa, biasimando le ruberie dei napoleonici. A tal proposito si ricordi come il capo militare a Roma di Napoleone, il generale Pommereul, avesse progettato di far rimuovere la Colonna Traiana e spedirla in Francia, probabilmente tagliandola a pezzi. L'assistente di Pommereul, Daunon, scriveva tal proposito il 15 aprile 1798: "Spediremo un obelisco", in tal modo riferendosi alla colonna di Traiano. Questo proposito irrazionale venne solo bloccato dai costi di trasporto e dagli enormi ostacoli amministrativi pontifici che rallentarono il processo. 

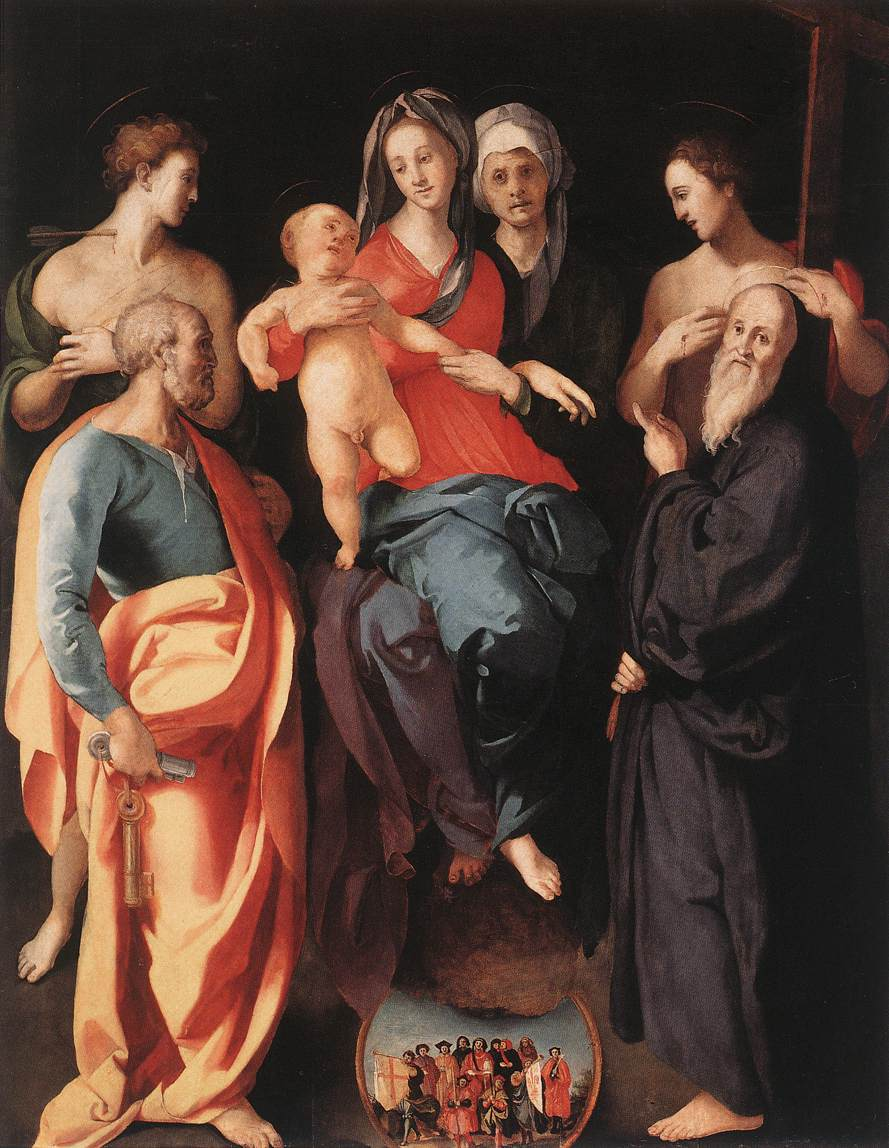
Madonna col Bambino, sant'Anna e quattro santi, Pontormo, Museo del Louvre

### Il sacco d'Italia

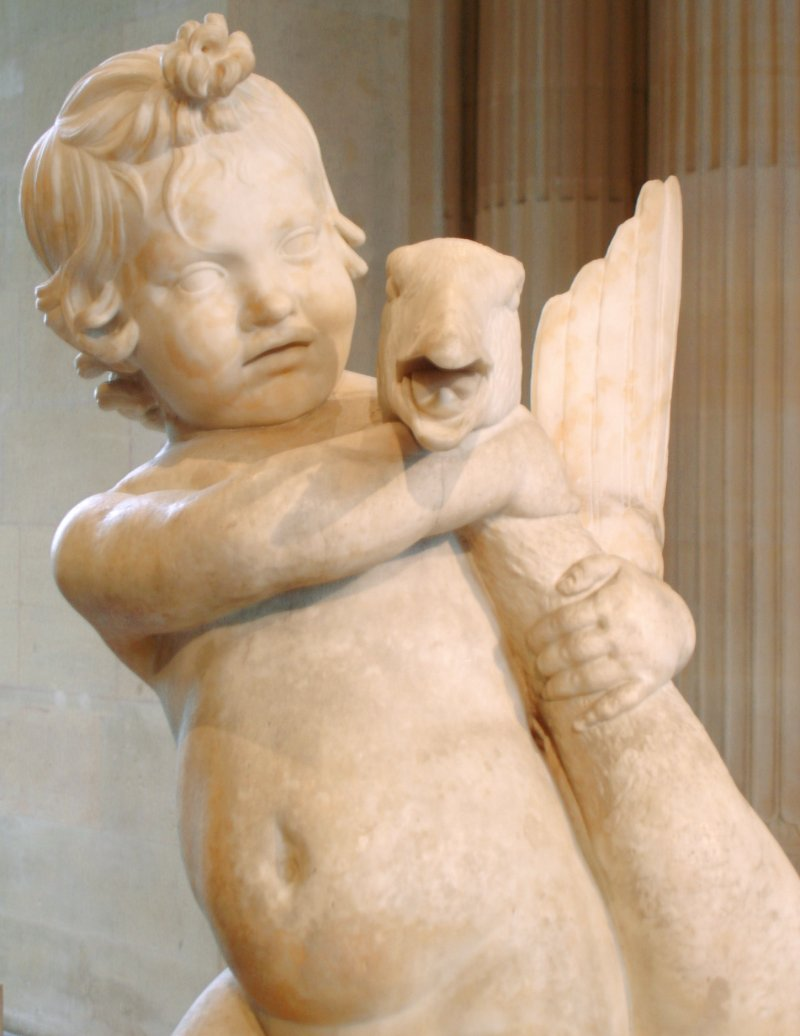
Bambino con oca, oggi al Museo del Louvre; scoperto nel 1792 presso la Villa dei Quintili sulla Via Appia, anticamente presso la Collezione Braschi e poi ceduto attraverso il Trattato di Tolentino

La prima campagna d'Italia aveva portato un grandissimo numero di oggetti di valore di tutti i tipi, da quando nel maggio del 1796 vennero firmati gli armistizi coi Ducati di Modena e di Parma fino e nel 1797 il Trattato di Tolentino con lo Stato della Chiesa e il Trattato di Milano con la Repubblica di Venezia. Milano era stata saccheggiata per prima e così le collezioni dei Gonzaga di Mantova. Ai duchi di Modena e Parma si era imposto di consegnare venti dipinti dalle loro collezioni private e dalle collezioni pubbliche, che presto diventarono 40, 50 e poi se ne perse il numero. In giugno, sia il Re di Napoli sia il Papa firmarono armistizi in cui si impegnavano a consegnare 500 manoscritti antichi dal Vaticano e un centinaio di dipinti e busti, specialmente i busti di Marco e Giunio Bruto capitolino. I manoscritti vennero scelti da Joseph de la Porte du Theil, erudito francese che conosceva bene le biblioteche vaticane e prelevò tra gli altri la Fons Regina, la biblioteca della Regina Cristina di Svezia.

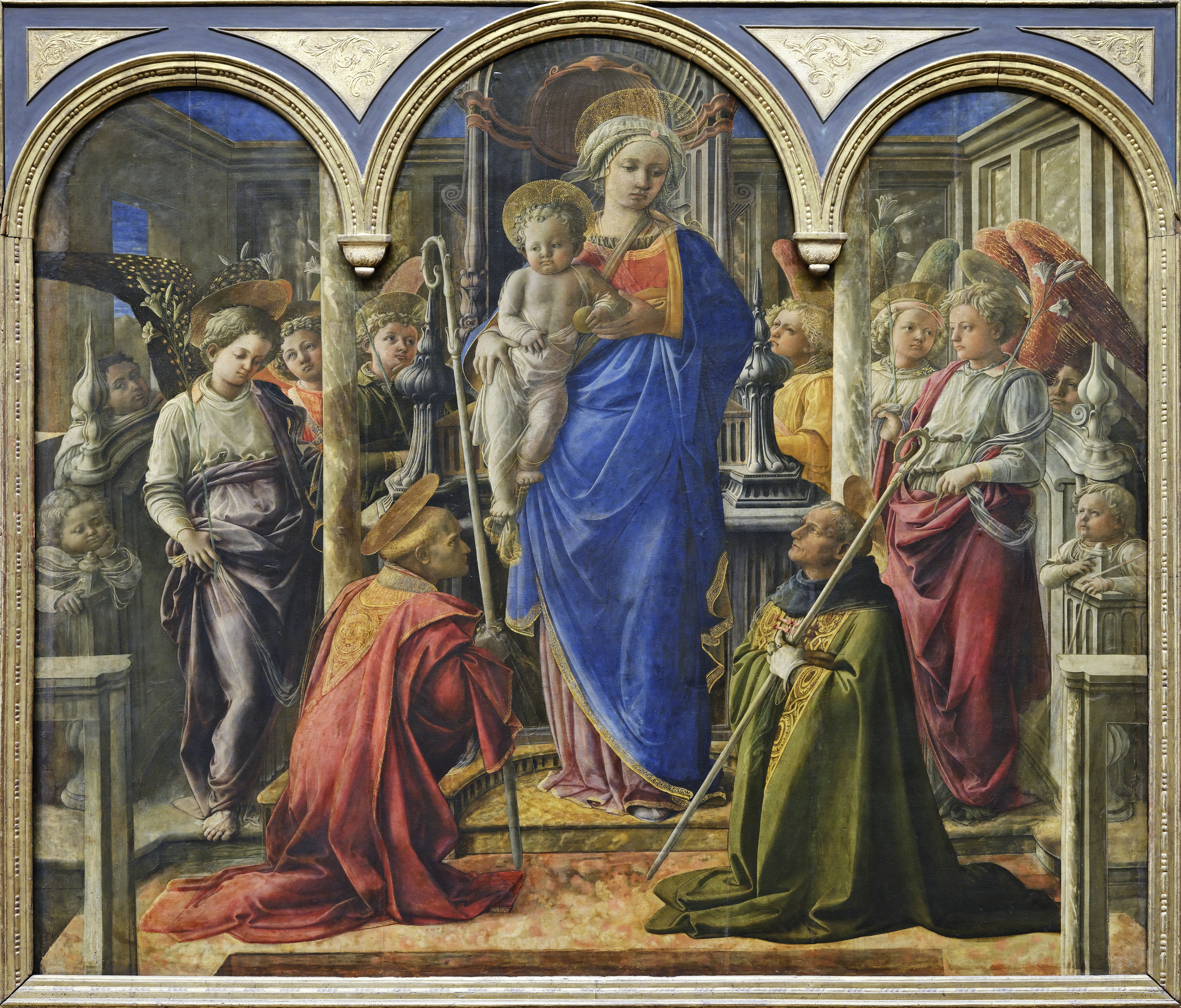
Pala Barbadori, dipinto da Fra Filippo Lippi, Museo del Louvre, Parigi proveniente dalla sagrestia di Santo Spirito di Firenze

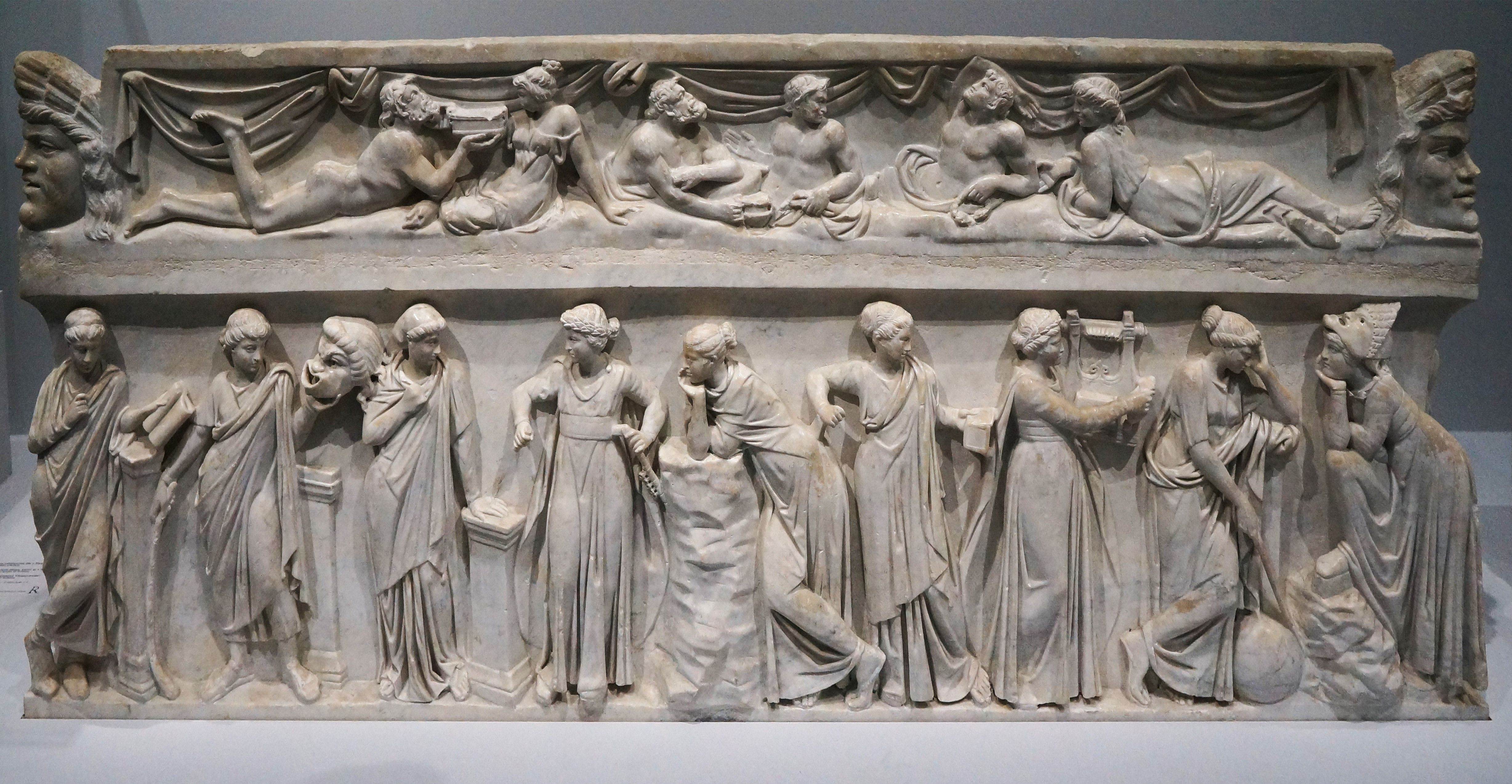
Sarcofago delle Muse, anticamente presso i Musei Capitolini, rastrellato dai funzionari francesi, oggi al Museo del Louvre

Il Papa fu obbligato a pagare le spese di trasporto dei manoscritti e delle opere fino a Parigi. Saccheggi avvennero anche nella Biblioteca Apostolica Vaticana, nella Biblioteca Estense di Modena, nella Biblioteca capitolare di Monza, e in quelle di Bologna, Pavia e Brera e infine nella Biblioteca Ambrosiana di Milano. Successivamente, il Trattato di Tolentino aggiungeva opere dai tesori di Ravenna, Rimini, Perugia, Loreto e Pesaro. In Vaticano, gli ufficiali napoleonici aprirono le stanze del Papa, spogliandole sia per arricchimento degli stessi ufficiali e sia per Napoleone, mentre i medaglioni in oro e argento del Vaticano venivano fusi. La biblioteca privata di papa Pio VI venne comprata dal funzionario Daunou e nel 1809 la collezione di marmi del principe Borghese venne venduta a Napoleone, messo in gravi difficoltà finanziarie a causa della pesante tassazione patrimoniale imposta dai francesi. Il Principe Borghese non ottenne neanche tutte le somme promesse, ma venne pagato in terreni requisiti alla Chiesa e in diritti minerari in Lazio, che successivamente dovette restituire ai legittimi proprietari con il Congresso di Vienna.

W. Buchanan, un antiquario inglese, nel 1824 notava come Napoleone avesse «impostò una pesante tassazione sui principi e la nobiltà romana [...] che si era opposta alla sua armata, e, come notava che le sue richieste erano già corrisposte dai proprietari, rinnovava le richieste osservando che i proprietari di opere d'arte detenevano ancora antichi tesori: così fu che i Colonna, Borghese, Barberini, Chigi, Corsini, Falconieri, Spada e molte altre famiglie nobili di Roma furono obbligate […] a vendere i loro quadri […] per dimostrare che non avevano più i mezzi per sostenere il pagamento delle imposizioni». A Venezia, i cavalli di bronzo di San Marco, attribuiti per tradizione al bronzista di Alessandro Magno, Lisippo, vennero spediti a Parigi, la tela delle Nozze di Cana del Veronese venne tagliata in due e spedita al Musée Napoléon. L'Arsenale di Venezia venne smantellato e i cannoni, le armature più belle e le armi da fuoco vennero spedite in Francia ma vennero perduti perché la nave che li trasportava fu affondata dagli inglesi al largo di Corfù. Talvolta l'incompetenza dei commissari francesi incaricati delle requisizioni fece sì che alcuni capolavori rimanessero in loco, come fu per la Sacra conversazione di Piero della Francesca poiché ritenuta di scarsa importanza, o per La Velata di Raffaello poiché attribuita a Sustermans.

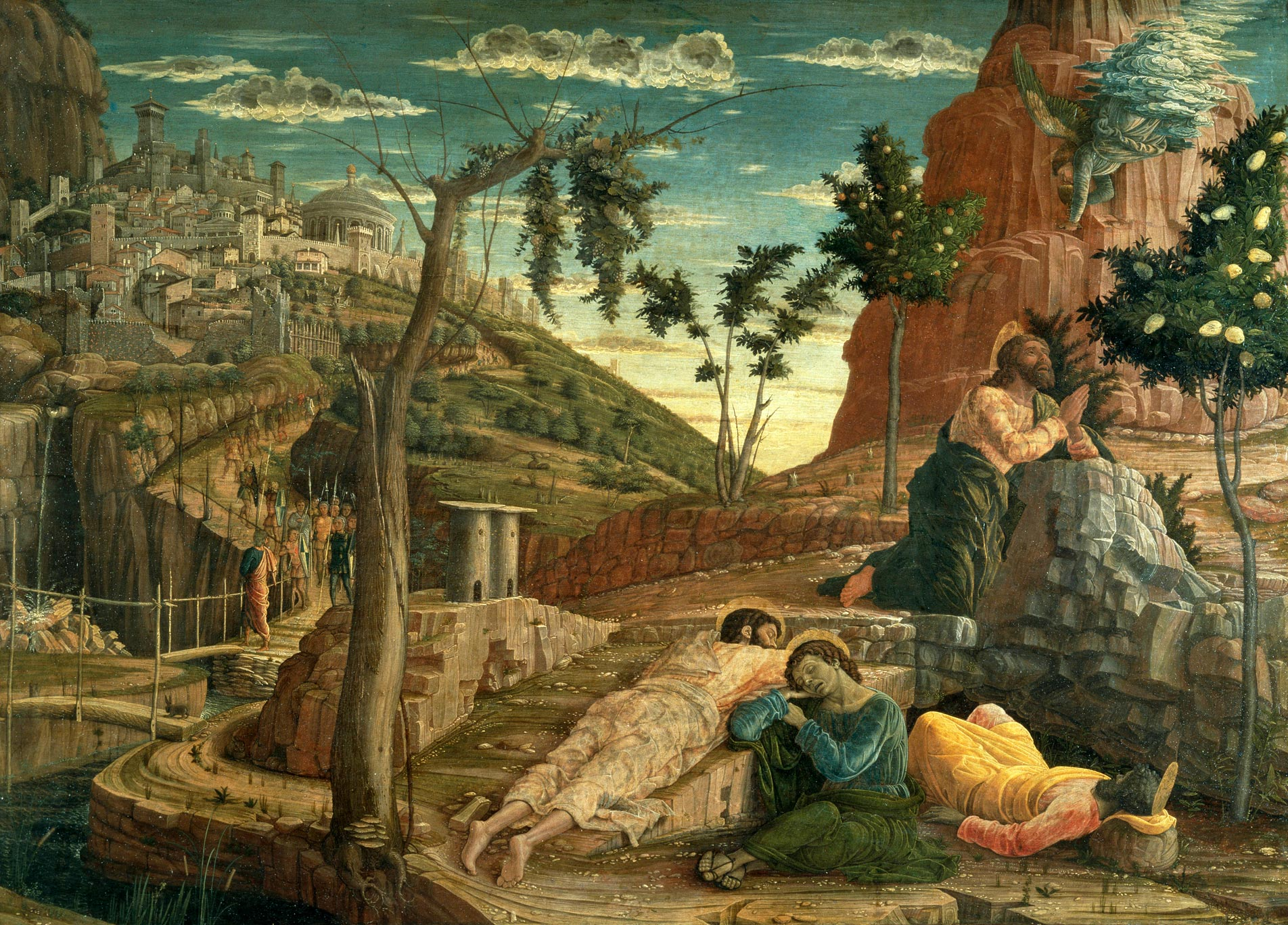
Orazione nell'orto di Andrea Mantegna, Tours, Musée des Beaux-Arts
in origine a Verona presso la Basilica di San Zeno

#### Spoliazioni nel Ducato di Modena
L'armistizio tra Napoleone e il Ducato di Modena venne stipulato il 17 maggio a Milano da parte di san Romano Federico d'Este rappresentante del Duca Ercole III. La Francia richiedeva la consegna di venti dipinti dalle collezioni d'Este e una somma in denaro tripla rispetto a quella dell'armistizio con Parma. La prima spedizione venne curata da Giuseppe Maria Soli, direttore dell'Accademia Atestina di Belle Arti, che si occupo della selezione dei dipinti, che furono levati dagli appartamenti del Duca d'Este, e spediti a Milano nel 1796 coi commissari Tinet e Bethemly. Tuttavia, arrivati in Francia vennero giudicati mediocri da Lebrun e Napoleone dichiarò infranto l'armistizio col duca d'Este a causa della violazione delle clausole.

Il 14 ottobre Napoleone entrò a Modena con due nuovi commissari, Pierre-Anselme Garrau e Antoine Christophe Saliceti, che si recarono più volte a setacciare le gallerie delle medaglie e la galleria del palazzo ducale per prelevare la collezione di cammei e pietre dure incise. Il 17 ottobre, dopo aver prelevato dalla biblioteca ducale numerosissimi manoscritti e libri antichi, vennero spediti 1213 oggetti: 900 monete romane imperiali in bronzo, 124 monete dalla colonie romane, 10 monete d'argento, 31 contornati, 44 monete di città greche, 103 monete dei pontefici inviati alla Bibliothèque Nationale di Parigi e da allora li conservati. La moglie Giuseppina nel febbraio del 1797 non fu da meno: alloggiando a Palazzo ducale di Modena volle vedere la collezione di cammei e pietre preziose, ma non si accontentò di guardarle e ne prese circa duecento, oltre a quelli di cui si impossessarono alcuni aiutanti di campo del marito che la accompagnavano. Vennero spediti al Musée Napoléon 1 300 disegni trovati nelle collezioni estensi, 16 cammei in agata, 51 pietre dure e diversi vasi in cristallo di rocca, dove si trovano da allora. Il 20 ottobre vennero requisiti il busto di Lucio Vero e Marco Aurelio, un disegno della Colonna traiana, e un altro coi busti degli imperatori. Saliceti e Garrau prelevarono a titolo personale diversi cammei con montatura in oro e oro smaltato. La seconda spedizione di dipinti avvenne il 25 ottobre, quando Tinet, Moitte e Berthelmy scelsero 28 dipinti da spedire a Parigi, insieme con altri 554 disegni, quattro album per un totale di 800 disegni. Numerosissimi dipinti della scuola emiliana rimasero in Francia:

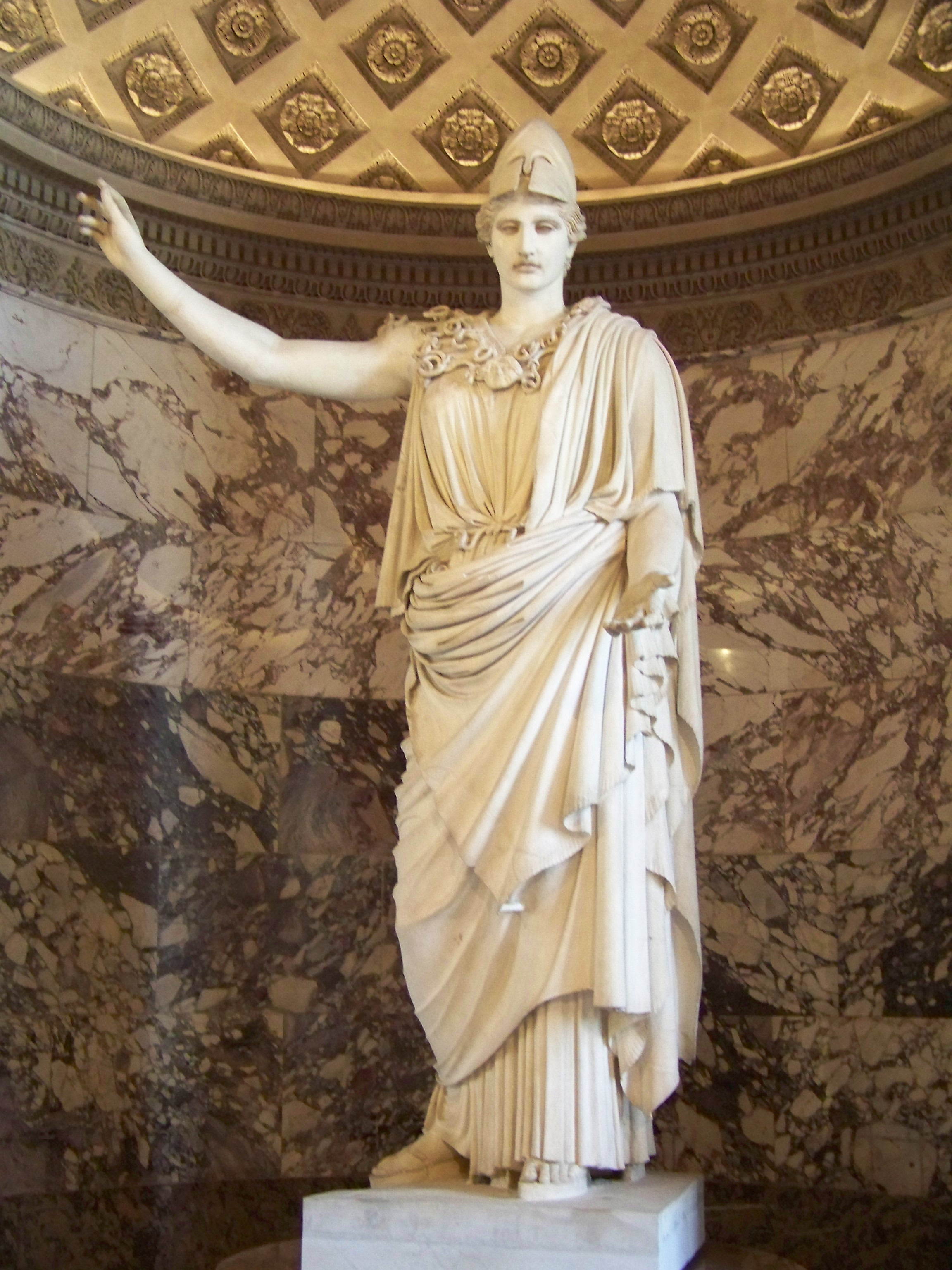
Atena di Velletri, Museo del Louvre, ceduta con il Trattato di Firenze (1801)

- I santi protettori della città di Modena di Guercino, già a Parigi, Museo del Louvre, dal 2004 a Tolosa, Musée des Augustins[23]
- Cristo deriso e incoronato di spine di Valentin de Boulogne, Bordeaux, Musée des Beaux-Arts[20][24]
- La purificazione della Vergine di Guido Reni, Parigi, Museo del Louvre
- San Bernardino da Siena libera Carpi di Ludovico Carracci, Parigi, Cattedrale di Notre-Dame
- San Paolo di Guercino, Parigi, Museo del Louvre
- L'apparizione della vergine ai santi Caterina e Luca di Annibale Carracci, Parigi, Museo del Louvre
- Il ritorno del figliol prodigo di Leonello Spada, Parigi, Museo del Louvre
- Il sogno di Giacobbe del Cigoli, Nancy, Musée des Beaux Arts
- La Madonna con il bambino Gesù benedicente di Guercino, Chambéry Musée d'Art et d'Histoire[20]
- Martirio di San Pietro e Paolo di Francesco Camullo e Ludovico Carracci, Rennes, Musée des Beaux Arts
- Salome riceve la testa di san Giovanni di Guercino, Rennes, Musée des Beaux Arts
- Gesù compianto dalla Vergine di Guercino, Rennes, Musée des Beaux Arts
- La visitazione di Guercino, Rennes, Musée des Beaux Arts
- La Madonna e il Bambin Gesu e il martirio di San Paolo di Guercino, Tolosa, Musée des Augustins
- La gloria di Ognissanti di Guercino, Tolosa, Musée des Augustins
- San Sebastiano curato da Irene di Francesco Cairo, Tours, Musée des Beaux Arts La Visitazione, di Domenico Ghirlandaio, dalla chiesa di Santa Maria Maddalena de' Pazzi, di Firenze, oggi conservata presso il Museo del Louvre, Parigi

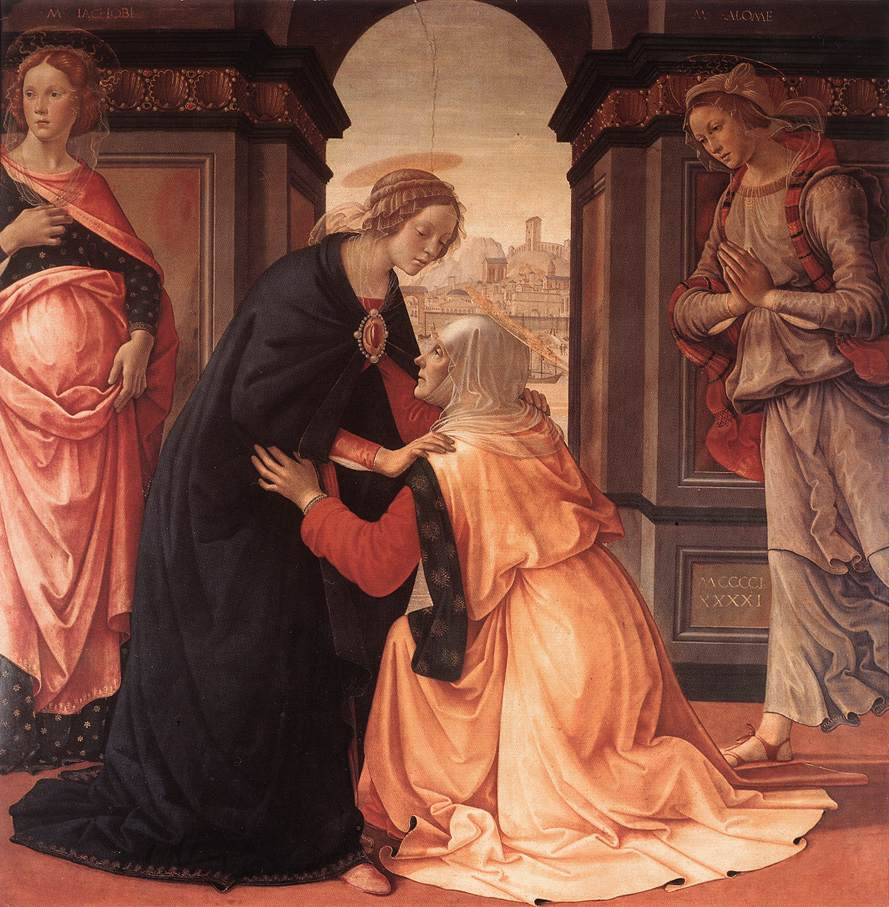
La Visitazione, di Domenico Ghirlandaio, dalla chiesa di Santa Maria Maddalena de' Pazzi, di Firenze, oggi conservata presso il Museo del Louvre, Parigi

- San Francesco d'Assisi riceve le stigmate di Guercino, Magonza, Mittelrehinschers Landesmuseum[20]
- Cristo adorato dagli angeli con San Bernardino e Sebastiano di Carlo Bononi, Parigi, Museo del Louvre
- Cristo e l'adultera di Giuseppe Porta, Bordeaux, Musée des Beaux-Arts[20]
- La sacra famiglia contempla il Bambin Gesù dormiente di Francesco Gessi, Clermont-Ferrand, Musée des Beaux-Arts
- Il martirio di Santa Vittoria di Giovanni Antonio Burrini, Compiègne, Musée National du Chateau
- Il martirio di San Cristoforo di Leonello Spada, Épernay, Notre Dame
- Giuseppe e la moglie di Putifarre di Leonello Spada, Lilla, Musée des Beaux Arts
- Rinaldo impedisce ad Armida di uccidersi di Alessandro Tiarini, Lilla, Musée des Beaux Arts
- San Bernardino da Siena salva Carpi da un esercito nemico di Ludovico Carracci, Cattedrale di Notre-Dame.

#### Spoliazioni nel Ducato di Parma, Piacenza e Guastalla
Con l'armistizio del 9 maggio 1796, il Ducato di Parma e Piacenza devono consegnare 20 quadri, poi ridotti a 16, identificati da commissari francesi. A Piacenza vengono scelte due tele conservate in Duomo di Piacenza: si tratta del Funerale della Vergine e gli Apostoli al sepolcro della Vergine di Ludovico Carracci, che vengono portate al Musée Napoléon. Nel 1803, per ordine del ministro Moreau de Saint Mery, furono tolti gli intagli e gli ornati di palazzo Farnese, da San Sisto il quadro dell'Incoronata coi SS. Anselmo e Martino di Giuseppe Maria Crespi, dal Duomo i due quadri del Lanfranco di Sant’Alessio e San Corrado, da San Lazzaro la Tavola di S. Rocco opera di Giuseppe Ribeira. Ettore Rota pubblica alcune tabelle riassuntive: 55 opere dal ducato di Parma, Piacenza e Guastalla e 8 oggetti in bronzo da Velleia dei quali 30 opere restituite e 8 oggetti di bronzo restituiti. Il San Corrado del Lanfranco e l'Incoronata dello Spagnolo rimangono in Francia dove sono ancora visibili. Le restanti opere risultano disperse. A Parma, a partire dal 1803, dopo la costituzione del Dipartimento del Taro da parte dei francesi, il museo archeologico ducale venne spogliato dei pezzi più prestigiosi, che furono portati a Parigi, come la Tabula alimentaria traianea e la Lex Rubria de Gallia Cisalpina.

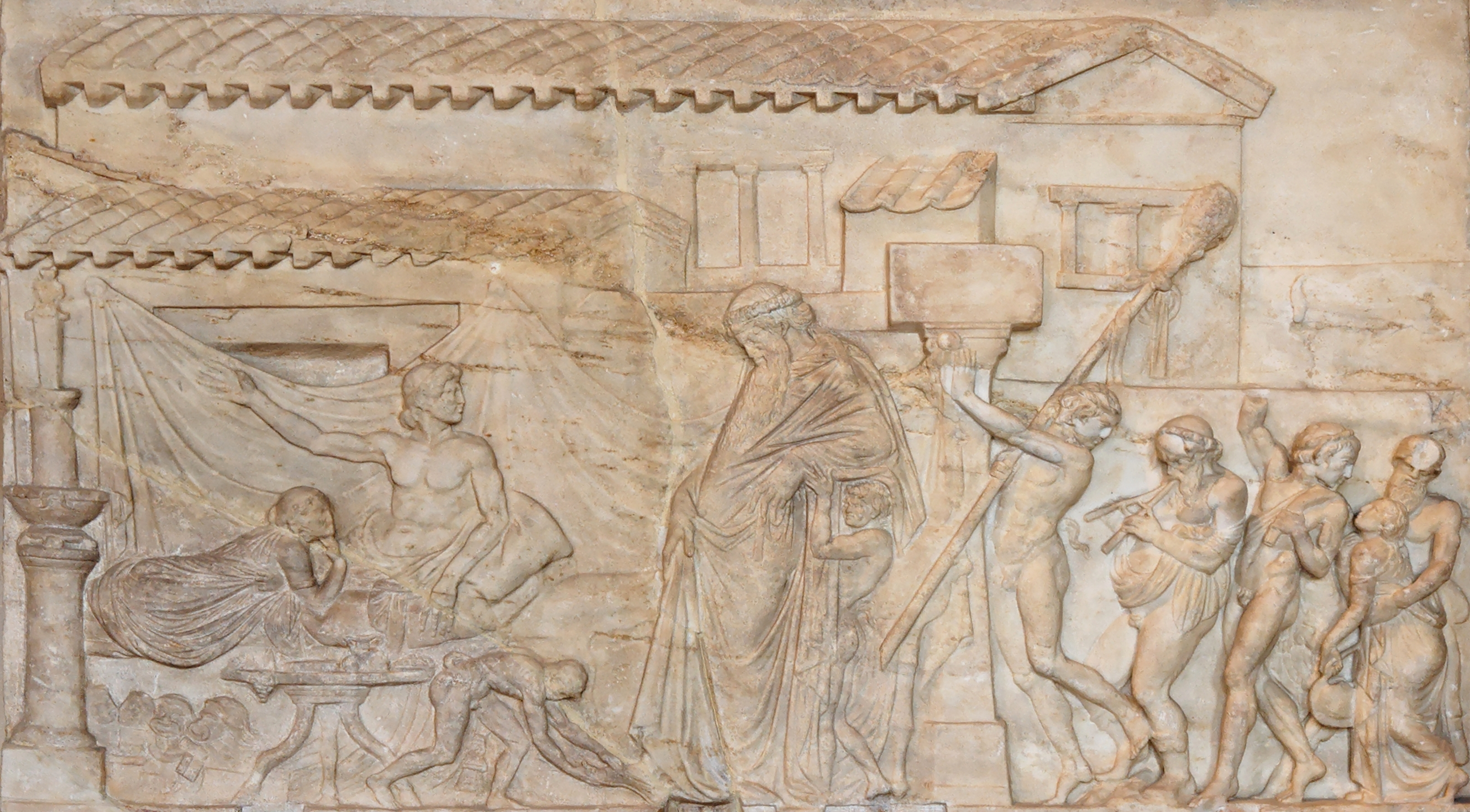
Dioniso e poeta drammatico, ottenuto con il Trattato di Tolentino, Museo del Louvre

#### Spoliazioni nel Granducato di Toscana

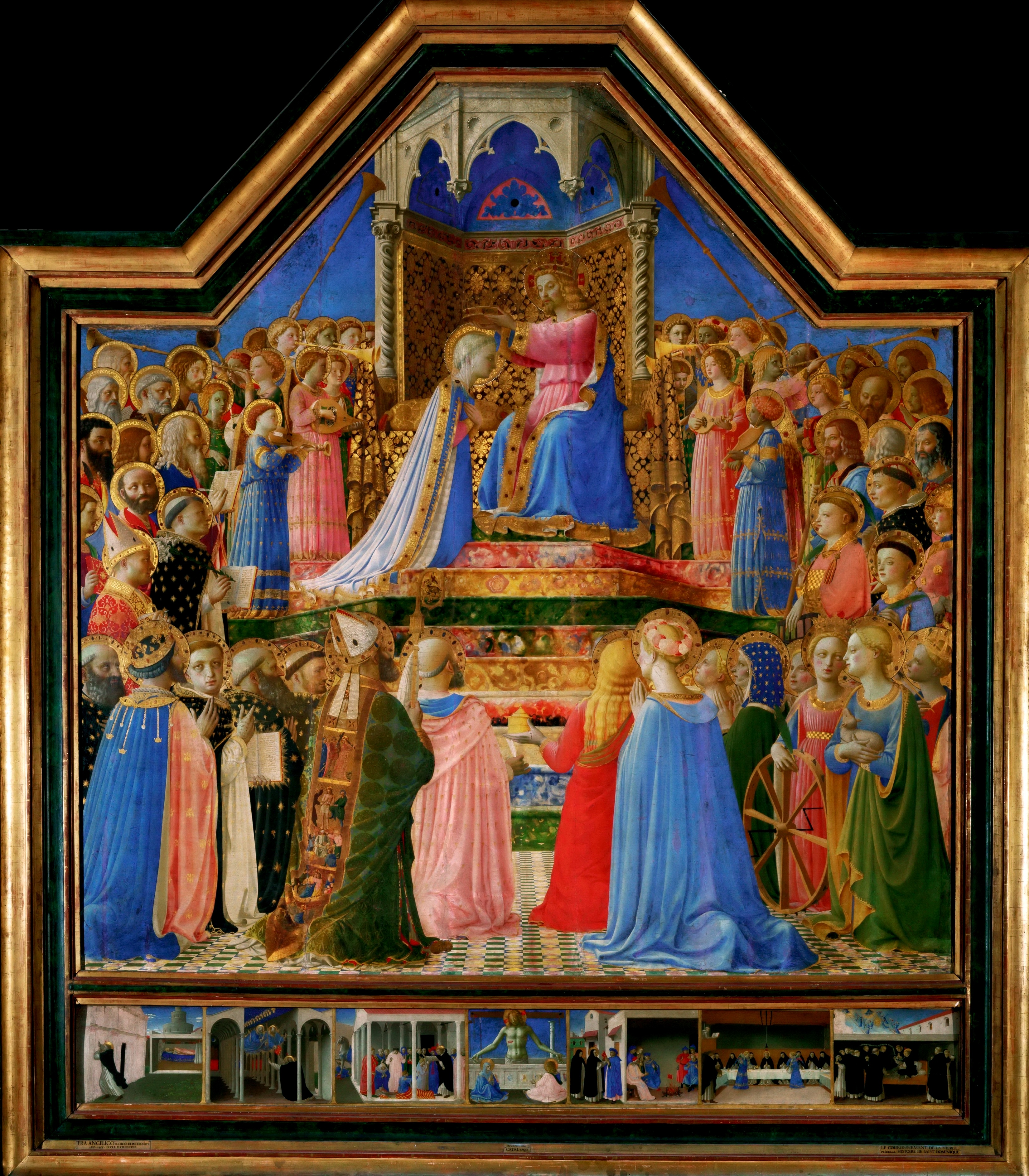
Incoronazione della Vergine di Beato Angelico, in origine a Fiesole il convento di San Domenico, oggi conservata presso il Museo del Louvre, Parigi

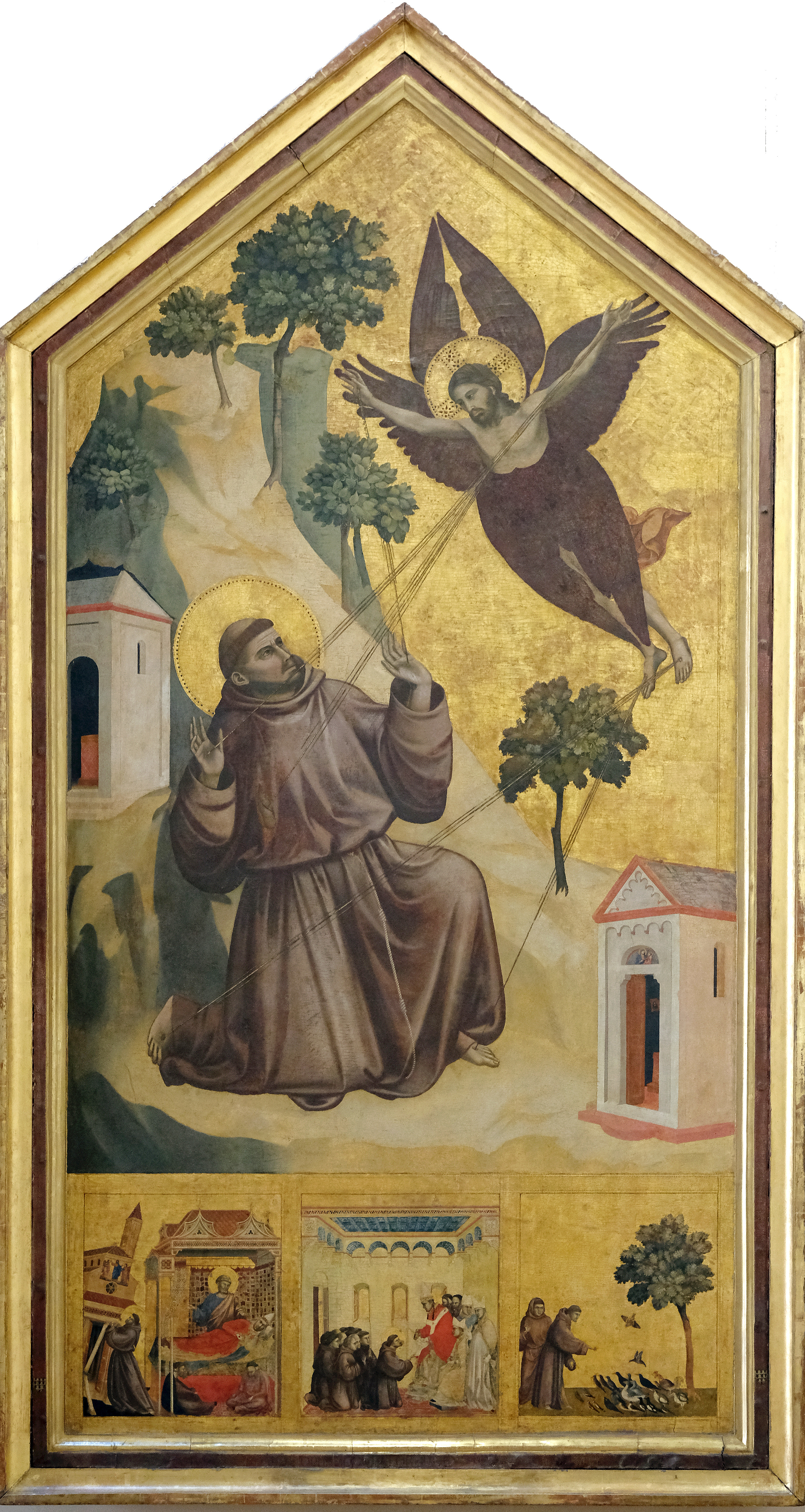
Stigmate di San Francesco di Giotto, Museo del Louvre, in origine a Pisa nella chiesa di San Francesco

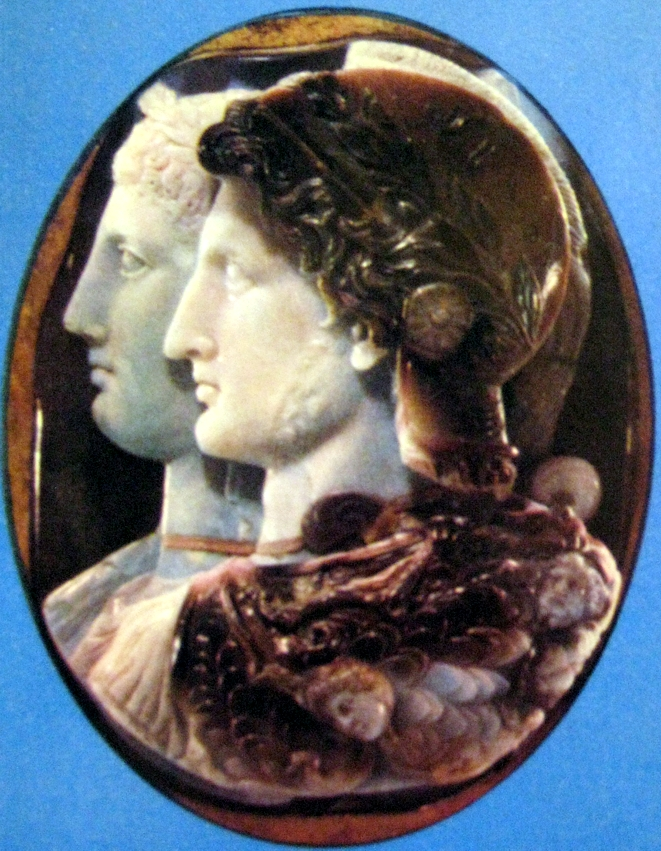
Il Cammeo Gonzaga è un'opera della glittica arte ellenistica in sardonice (15,7x11,8 cm), databile forse al III secolo a.C. e conservato oggi nel Museo dell'Ermitage a San Pietroburgo

Le spoliazioni nel Granducato di Toscana vennero portate a termine dallo stesso direttore del Musée Napoléon, Vivant Denon. Tra l'estate e l'inverno 1811, setacciò prima Massa, Carrara, Pisa, poi Volterra e infine Firenze. Ad Arezzo, Vivant Denon prelevò L'Annunciazione della Vergine, dipinto da Giorgio Vasari, proveniente dalla soppressa chiesa di S. Maria Novella d’Arezzo, che all'epoca era tenuta in gran considerazione, mentre a Prato La Natività, dipinto da Fra Filippo Lippi, oggi al Museo del Louvre, proveniente dal Convento di Santa Margherita. In ciascuna annotò le opere da spedire a Parigi.
A Fiesole presso il Convento di San Domenico, vennero prelevati:
- Beato Angelico, Incoronazione della Vergine, Museo del Louvre

Madonna della Colomba, Piero di Cosimo, Museo del Louvre

- Beato Angelico, Madonna col Bambino tra i santi Domenico e Tommaso d'Aquino, affresco, Museo dell'Ermitage, San Pietroburgo
- Beato Angelico, Crocifissione con i dolenti e san Domenico, dal refettorio, Museo del Louvre, Parigi

A Pisa Denon selezionò nove dipinti e un bassorilievo, ma di queste non tornarono diverse opere e a tutt'oggi rimangono in Francia:

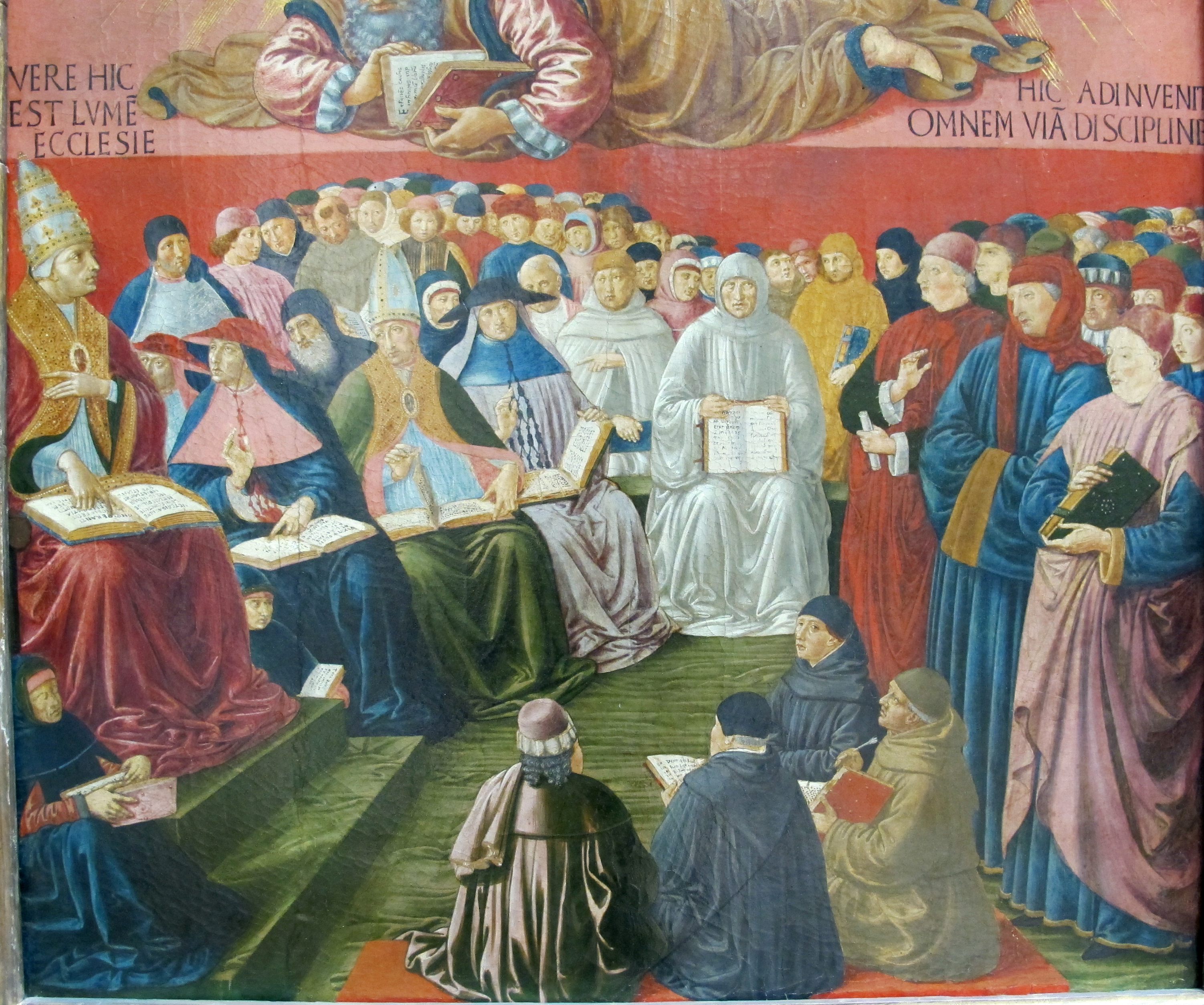
San Tommaso d'Aquino fra i Dottori della Chiesa di Benozzo Gozzoli, oggi al Museo del Louvre, in origine proveniente dal Duomo di Pisa, particolare

- La Maestà di Cimabue, oggi al Museo del Louvre, in origine a Pisa nella chiesa di San Francesco
- Sacrificio di Abramo del Sodoma, proveniente dalla Tribuna del Duomo di Pisa
- La Vergine coronata da Gesù ed altri santi, dipinta in tavola da Cenobio Machiavelli, proveniente dal convento di Santa Croce in Fossabanda
- Vergine e bambino, scultura di Giovanni Pisano, bassorilievo proveniente dal monastero di Santa Marta
- Stigmate di San Francesco di Giotto, oggi al Museo del Louvre, in origine a Pisa nella chiesa di San Francesco
- San Tommaso d'Aquino fra i Dottori della Chiesa di Benozzo Gozzoli, oggi al Museo del Louvre, in origine proveniente dal Duomo di Pisa
- Maria con Gesù di Taddeo di Bartolo, oggi al Museo di Grenoble, proveniente dalla chiesa di San Paolo all'Orto
- Maria con Gesù e degli Angioli di Turino Vanni, oggi al Museo del Louvre, dal Chiesa di San Silvestro
- Morte di San Bernardo dell'Orcagna, proveniente dal Duomo di Pisa
- San Benedetto di Andrea del Castagno, provenienti dal Duomo di PisaMadonna con Bambino in trono e Santi (1395), per la chiesa di San Paolo all'Orto a Pisa (oggi al Museo di Grenoble)

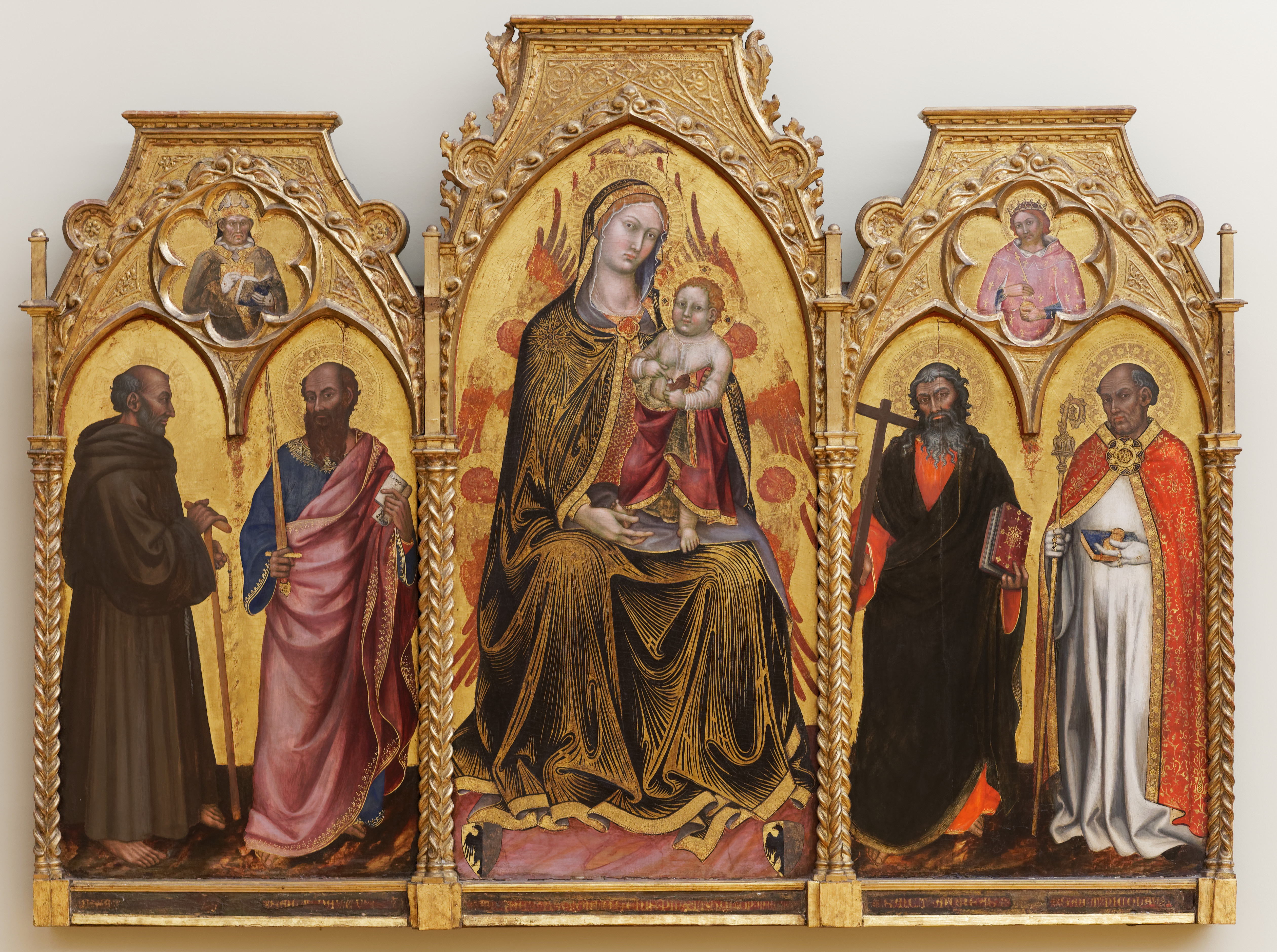
Madonna con Bambino in trono e Santi (1395), per la chiesa di San Paolo all'Orto a Pisa (oggi al Museo di Grenoble)

A Firenze, Vivant Denon rovistò nel deposito del convento di Santa Caterina. Dalla chiesa di Santa Maria Maddalena de' Pazzi di Firenze spedì:
- La Visitazione, Domenico Ghirlandaio, oggi al Museo del Louvre
- La Vergine, Gesù e S. Bernardo, dipinto da Cosimo Rosselli
- La Vergine, Gesù, S. Giuliano, S. Niccolò, dipinto da Lorenzo di Credi

Dall'Accademia di belle arti di Firenze, Vivant Denon individuò:
- Vergine col Bambino in braccio, diversi santi e angeli, dipinto dall'Empoli
- San Giovanni Battista e due monaci dipinto da Andrea del Castagno
- La Vergine con Gesù Bambino e quattro angeli, dipinto da Sandro Botticelli, dalla Sala delle Belle Arti
- Presentazione al tempio, di Gentile da Fabriano, oggi al Museo del Louvre

Dalla chiesa di Santo S. Spirito di Firenze spedì:
- Pala Barbadori, dipinto da Fra Filippo Lippi, oggi al Museo del Louvre, proveniente dalla sagrestia
- Gesù che appare alla Maddalena, dipinto da Angelo Bronzino
- Portare della Croce dipinto da Benedetto Ghirlandaio

Tra le altre opere inviate da Denon, si ricordano:
- La Madonna con Bambino, Sant'Anna, San Sebastiano, San Pietro e San Benedetto, di Jacopo da Pontormo, oggi al Museo del Louvre, proveniente dalla chiesa di Sant'Anna sul Prato di Firenze
- L'Incoronazione della Vergine e quattro santi, dipinto da Raffaellino del Garbo, proveniente dal Convento di S. Salvi.
- Incoronazione della Vergine, dipinto da Piero di Cosimo, proveniente dalla chiesa soppressa di S. Girolamo di Firenze.
- Vergine con Bambino in braccio e due santi dipinto da Mariotto Albertinelli, proveniente dalla chiesa di SS.ma Trinita di Firenze
- Vita di Cristo dipinto da Taddeo Gaddi, proveniente dal convento di Santa Maria degli Angeli di Firenze
- San Francesco, e il Miracolo del moribondo dipinti da Pesello Peselli, provenienti dal convento di Santa Croce di Firenze.
- Incoronazione della Vergine, dipinto da Ridolfo Ghirlandaio, proveniente dalla chiesa di Ripoli di Firenze
- Incoronazione della Vergine e due angeli, Simone Memmi, proveniente dal convento della SS.ma Annunziata di FirenzeMadonna della Colomba, Piero di Cosimo, Museo del Louvre

#### Spoliazioni nella Repubblica di Venezia
La commissione francese incaricata di spedire i capolavori in Francia era guidata da Monge, Berthollet, Berthélemy e Tinet, che in precedenza erano passati a Modena. Vennero fuse le opere in oro e argento accumulate nel corso di secoli presso la Zecca di Venezia e spedite in Francia.

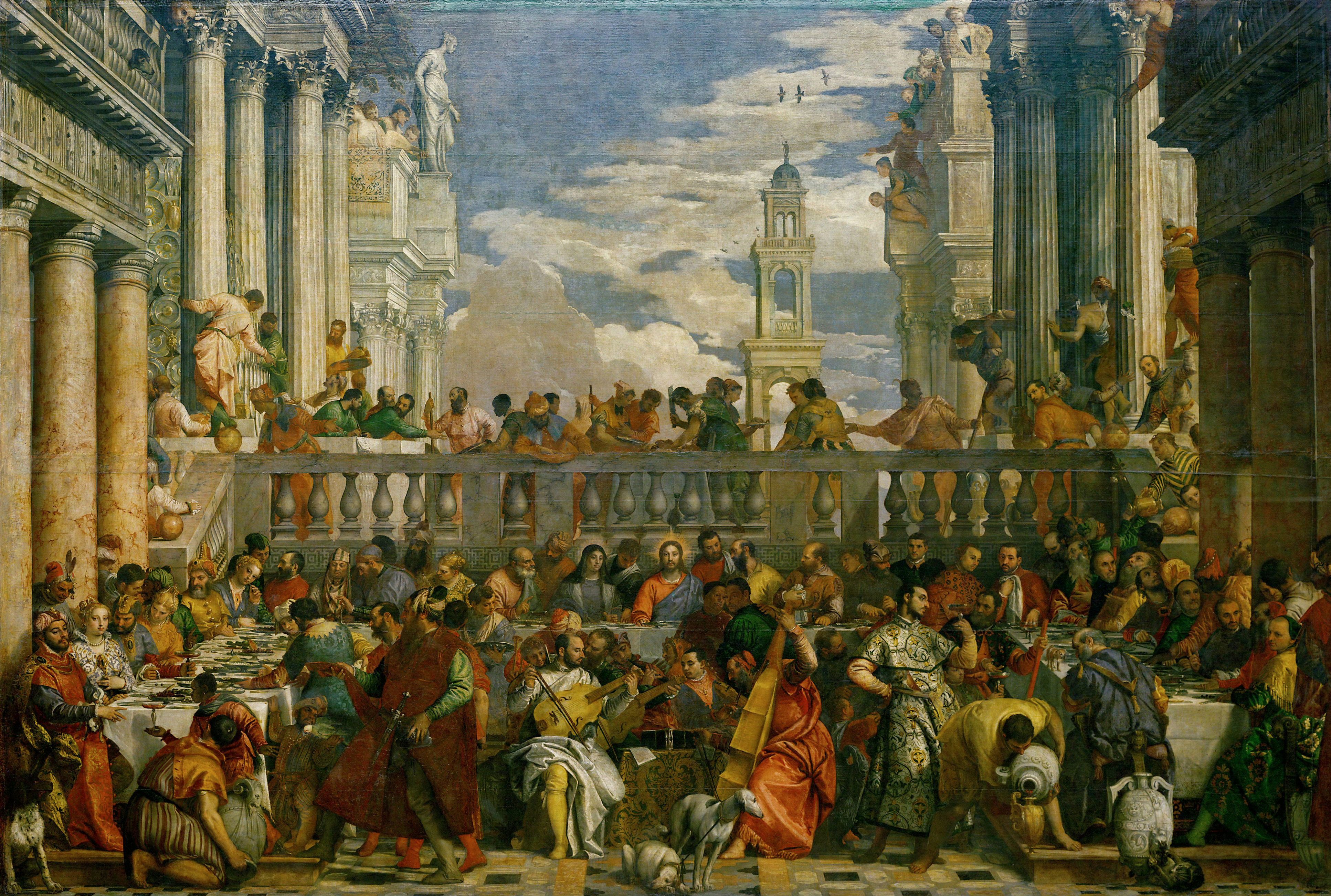
Nozze di Cana del Veronese, in origine presso il refettorio benedettino dell'Isola di San Giorgio Maggiore a Venezia, oggi conservata presso il Museo del Louvre, Parigi

Venne fuso il tesoro della Basilica di San Marco e con l'oro liquefatto furono pagati i soldati francesi.

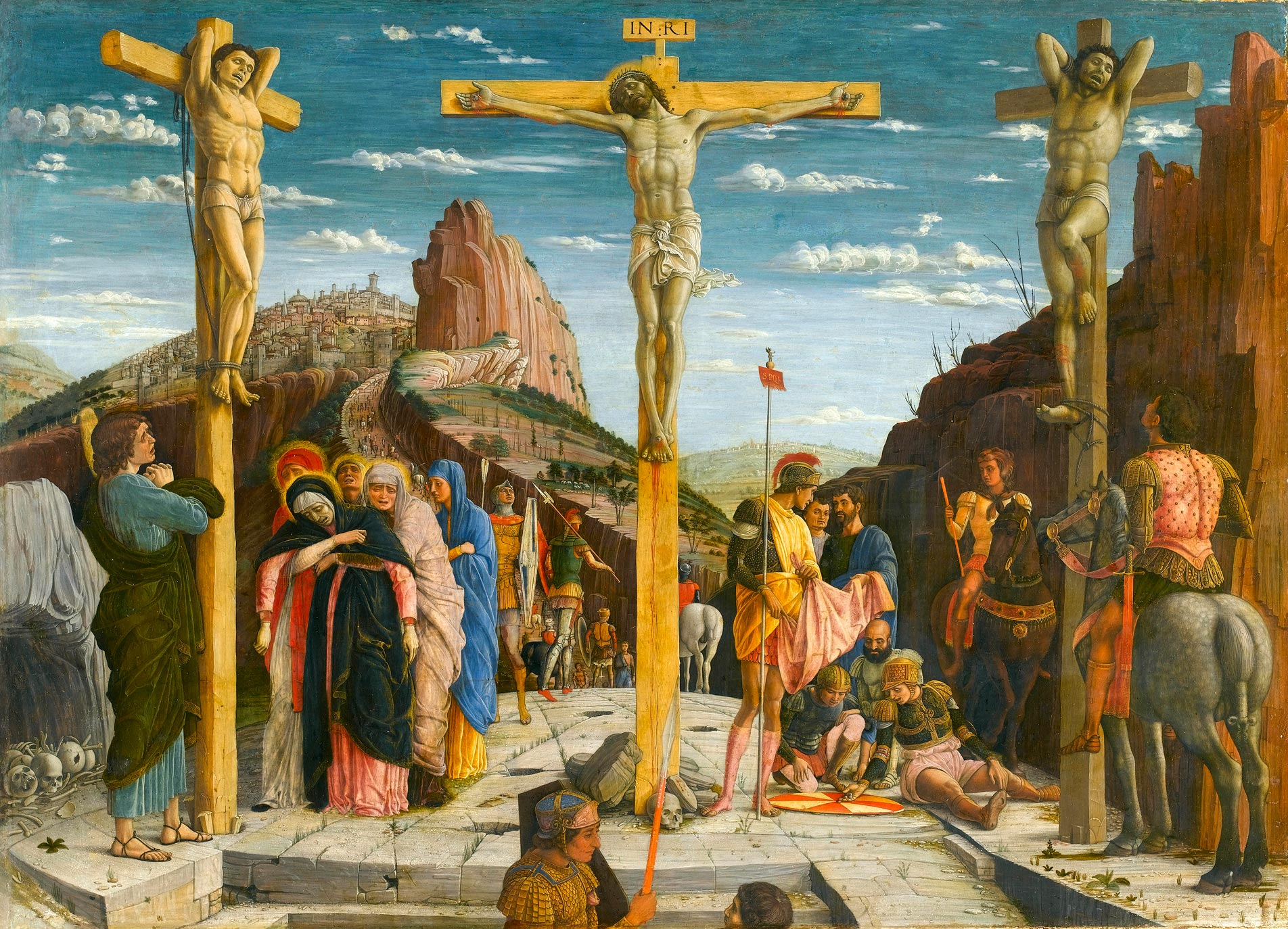
Crocifissione di Andrea Mantegna, Tours, Musée des Beaux-Arts, in origine a Verona presso la Basilica di San Zeno

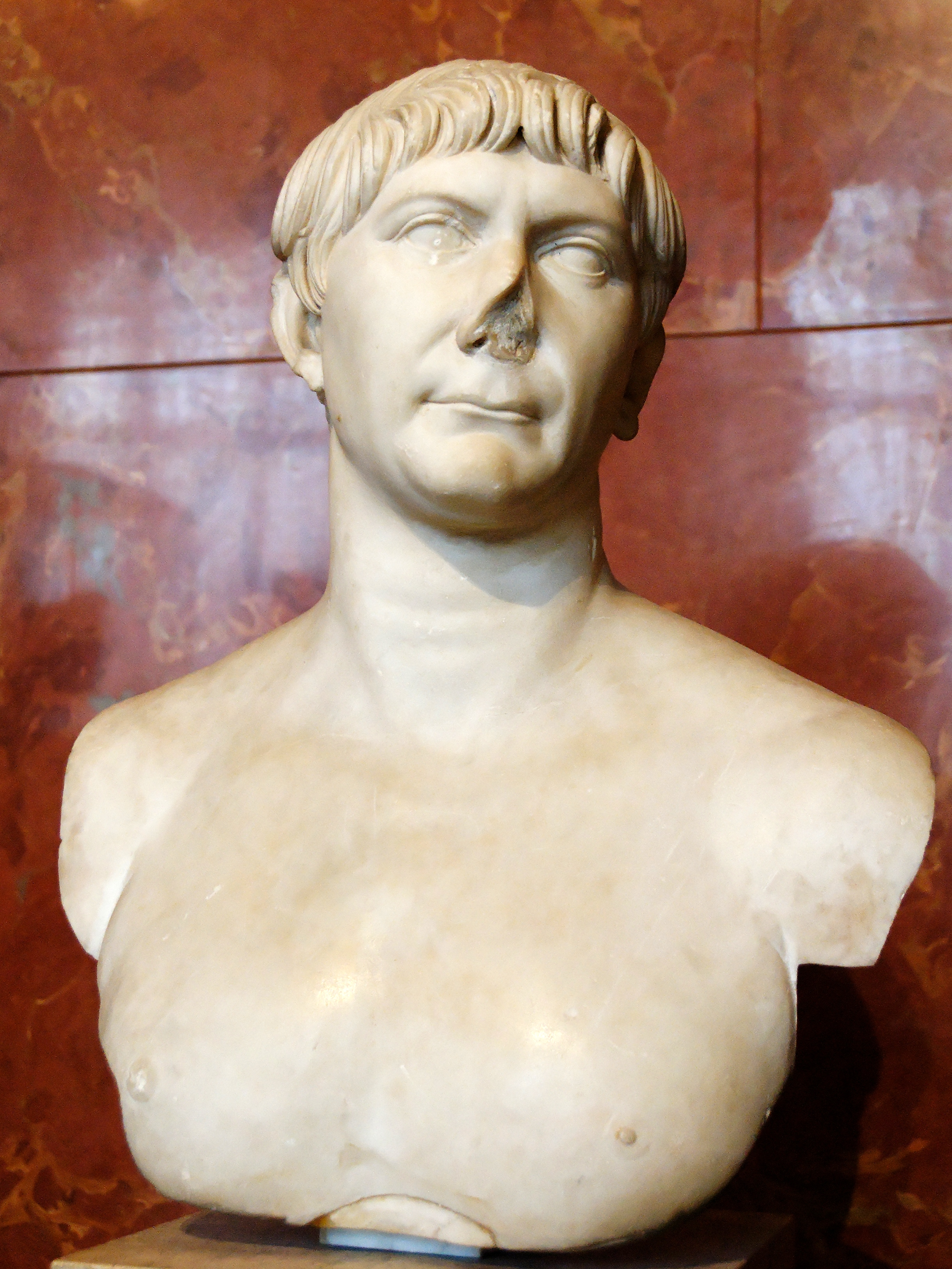
Traiano Albani, ottenuto col Trattato di Tolentino, Museo del Louvre

Gli ordini religiosi vennero abrogati e furono abbattute 70 chiese. Circa 30 000 opere d'arte sparirono o furono vendute. Il Bucintoro, la nave ducale, fatta a pezzi assieme a tutte le sculture, che furono arse nell'isola di San Giorgio Maggiore per fondere la foglia d'oro che le ricopriva. L'Arsenale di Venezia venne smantellato, i cannoni, le armature più belle e le armi da fuoco vennero spedite in Francia. Si fusero oltre 5 000 cannoni facenti parte dell'armeria - museo, nonché le armi antiche, i cannoni e le pietraie in ferro e in rame che erano il vanto dell'Arsenale e frutto delle conquiste e delle vittorie della Repubblica vennero spedite nei musei francesi. Presso l'Hôtel National des Invalides conosciuto come Les Invalides, si ospita anche il celebre Musée de l'Armée.
Il Museo è tra i più grandi musei d'arte e di storia militare del mondo, inclusi un cannone in bronzo di fattura veneziana, da 36 libre non destinato a uso militare, fuso dalla Serenissima per celebrare l'alleanza tra il regno di Danimarca e di Norvegia e la Repubblica di Venezia, i cui emblemi sono posti a ornamento dell'arma stessa. Il cannone in questione porta la data di fusione: Anno Salutis. MDCCVIII. Le Nozze di Cana del Veronese un tempo presso il refettorio benedettino dell'Isola di San Giorgio Maggiore a Venezia a vennero tagliate in due e spedite al Musée Napoléon, dove si trovano ancora. La Pala di San Zeno del Mantegna, in origine a Verona presso San Zeno, venne tagliata e spedita in Francia. Le predelle sono oggi rimaste in Francia al Museo del Louvre mentre il pannello principale è tornato a Verona, rompendo l'autenticità del capolavoro per sempre.
A Verona, la collezione Gazola di fossili dal monte Monte Bolca (in gran parte costituita da reperti di pesci appartenenti all'Eocene) venne confiscata nel maggio 1797 e depositata presso Museo nazionale di storia naturale di Francia a Parigi, dove si trova ancora oggi dal Settembre 1798. Sembra che Gazola fosse stato retrospettivamente compensato con un'annuità dal 1797 e una pensione dal 1803. A ogni modo Gazola ricostituì una seconda collezione di fossili anch'essa confiscata e portata a Parigi nel 1806. Nell'aprile 1797 i francesi rimossero il leone e le famose statue in bronzo dei cavalli di San Marco, che la tradizione attribuiva a Lisippo, il bronzista di Alessandro Magno. Quando Napoleone decise di commemorare le sue vittorie del 1805 e 1806, ordino la costruzione dell'Arco di Trionfo in piazza del Carrousel e che i cavalli fossero posti in cima come unico ornamento dell'arco. Gli austriaci si premunirono di ottenere il recupero dei cavalli ma non delle glorie sottratte all'Arsenale, il Leone alato di San Marco tornò frammentato e dovette essere ricomposto.

#### Spoliazioni a Mantova
A farne le spese a Mantova le opere di alcuni degli artisti più importanti che lavoravano per i Gonzaga. Tra le principali opere non restituite e provenienti da Mantova e dalle collezioni dei Gonzaga:

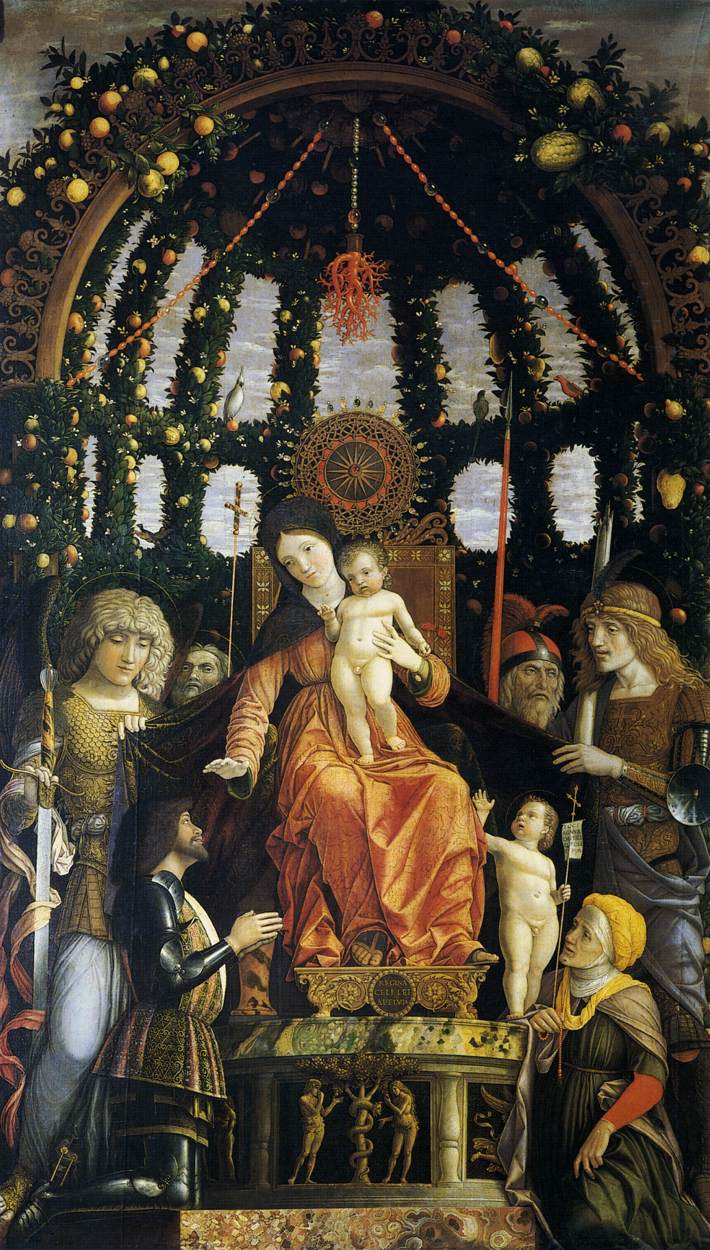
Madonna della Vittoria, Mantegna

- Madonna della Vittoria, pala d’altare di Andrea Mantegna nella Chiesa della Madonna della Vittoria, commissionata per celebrare la grande vittoria di Fornovo da parte di Francesco II Gonzaga al comando della Lega Italica, oggi al Museo del Louvre.

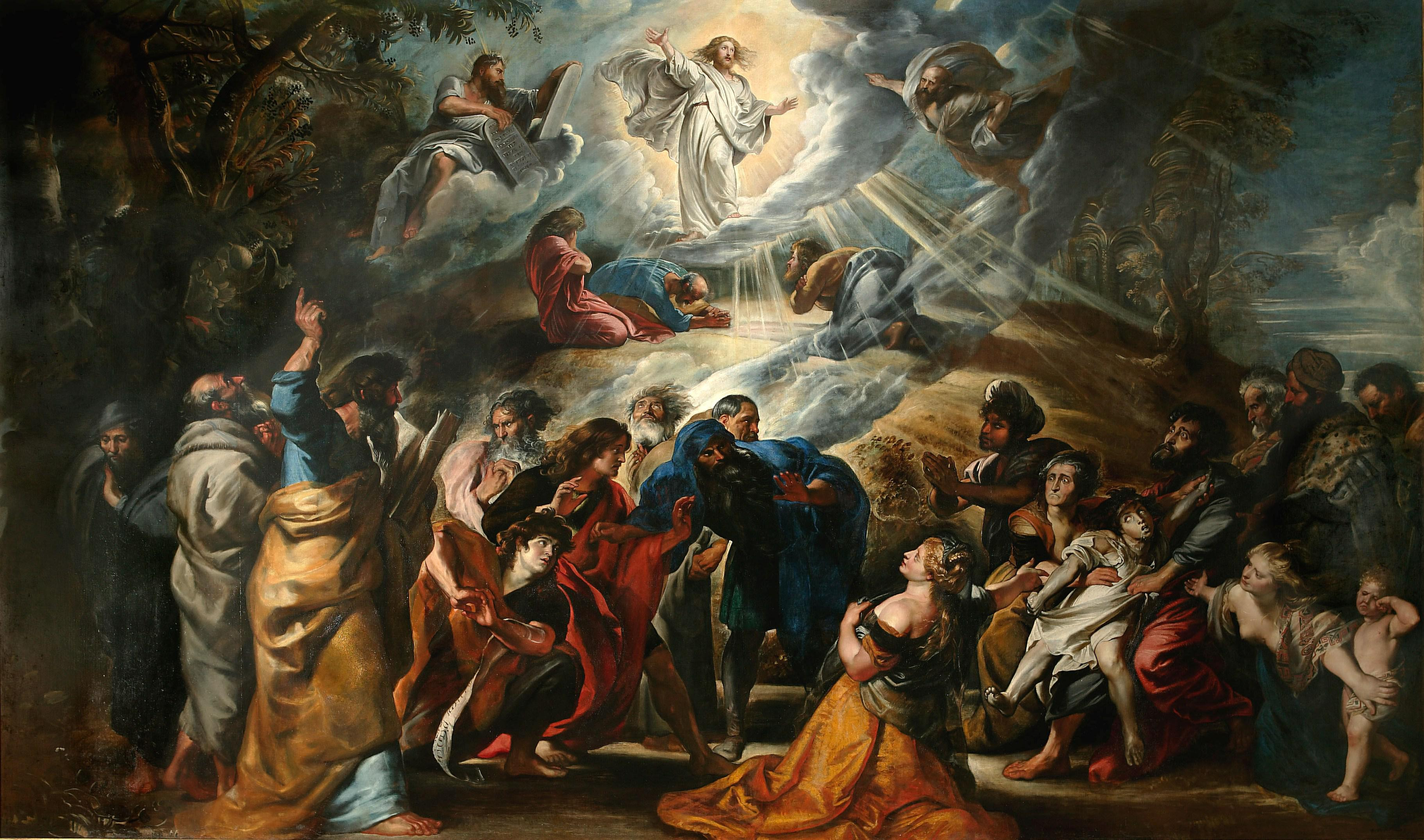
Trasfigurazione di Cristo, Rubens

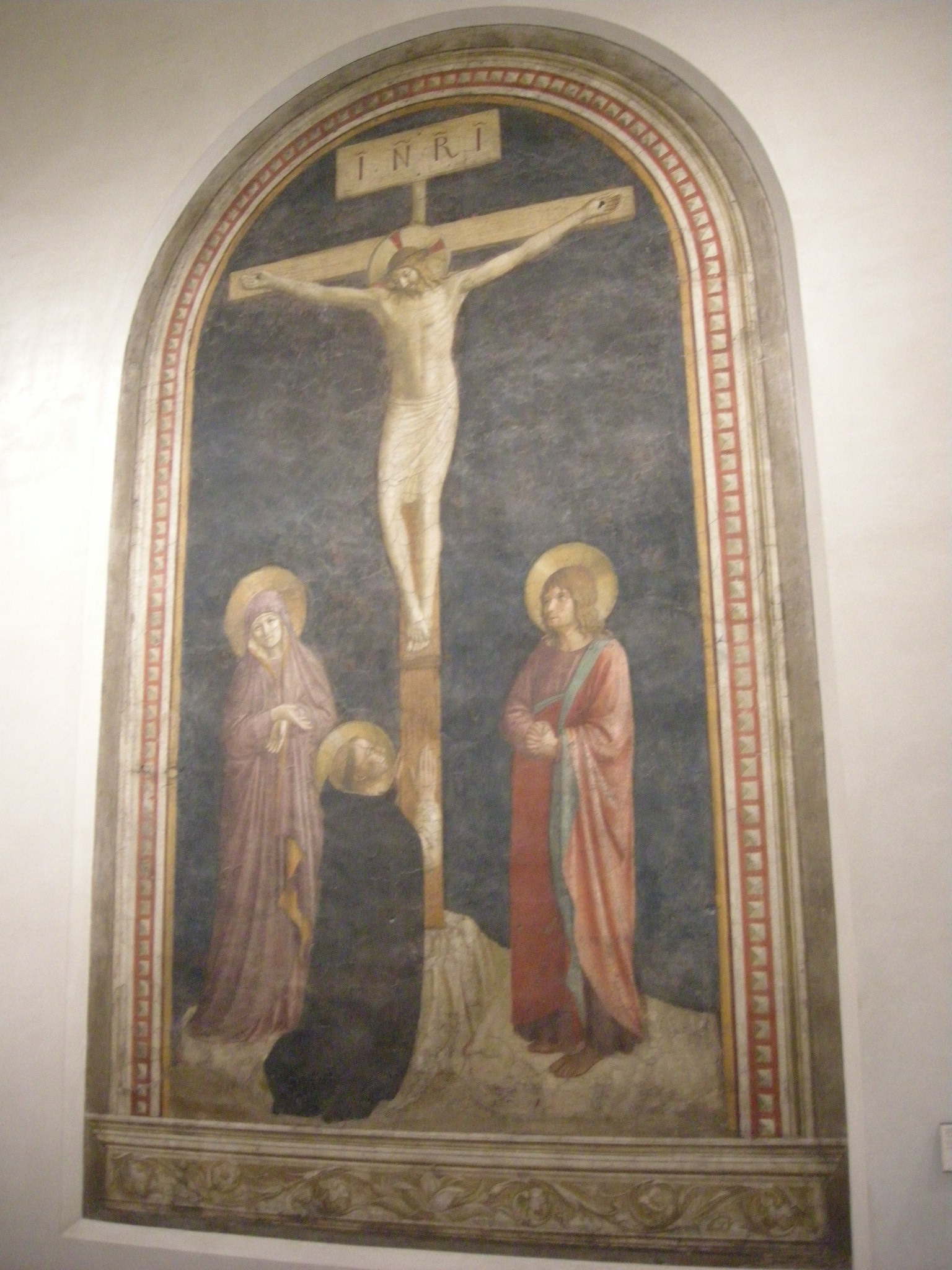
- Crocifissione con i dolenti e san Domenico, Beato Angelico, già nel convento di San Domenico a Fiesole e oggi conservato nel Museo del Louvre di Parigi. Risale al 1435

- Tentazioni di Sant’Antonio abate, di Paolo Veronese, tra le 10 tele del Duomo di Mantova, commissionate ad artisti veronesi e mantovani dal cardinale Ercole Gonzaga alla metà del millecinquecento. Oggi si trova al Museo di Caen, in Normandia.
- Battesimo di Cristo, di Pietro Paolo Rubens per la cappella maggiore della chiesa della Trinità dei Gesuiti. L’opera si trovava sulla parete sinistra, di fronte alla Trasfigurazione. Il dipinto e nel Museo reale di belle arti di Anversa.
- Trasfigurazione di Cristo, di Pietro Paolo Rubens per la chiesa dei Gesuiti. L’inaugurazione del trittico si tenne il 5 giugno 1605, festa della SS. Trinità, e le opere di Rubens diventarono subito una meta per i visitatori della città, oggi al Museo di Nancy.
- Adorazione dei pastori con San Longino e San Giovanni Evangelista, anche questa opera di Giulio Romano decorava la cappella dei Sacri Vasi nella Basilica di Sant'Andrea. Oggi la tela è al Museo del Louvre.

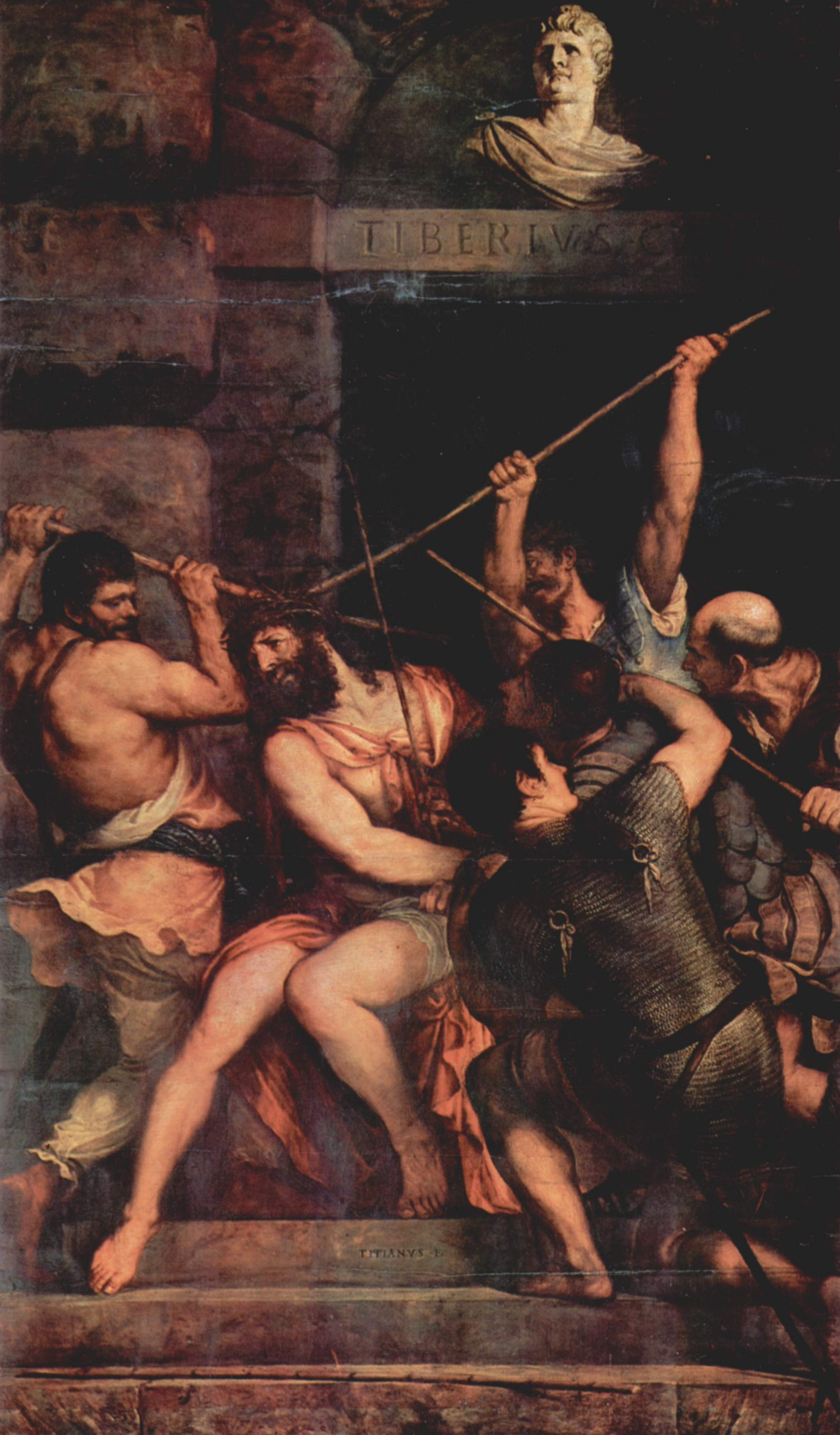
LIncoronazione di spine è un dipinto a olio su tela, misurante 303x180 cm, eseguito dal pittore italiano Tiziano Vecellio tra il 1542 e il 1543. È conservato nella stanza 6 dei dipinti italiani, all'interno del Museo del Louvre di Parigi.

#### Spoliazioni nella Lombardia
I francesi entrarono a Milano nel 1796 in concomitanza con la prima Campagna d'Italia di Napoleone. Nel maggio 1796 a Milano ancora si combatteva al Castello Sforzesco che già il commissario Tinet era all'Ambrosiana, dove requisiva il disegno preparatorio di Raffaello per la Scuola di Atene al Vaticano, dodici disegni e il Codice Atlantico di Leonardo, il prezioso manoscritto delle Bucoliche di Virgilio con le miniature di Simone Martini, e cinque paesaggi dipinti da Jan Brueghel per Carlo Borromeo conservati presso la Biblioteca Ambrosiana di Milano dal 1673. L'Incoronazione di spine, eseguita da Tiziano Vecellio tra il 1542 e il 1543 su commissione della Confraternita della Chiesa di Santa Maria delle Grazie a Milano, fu spedito al Musée Napoléon. Il Codice Atlantico venne restituito non-integro all'Ambrosiana. Infatti diversi fogli del Codex sono conservati a Nantes e a Basilea, mentre tutti gli altri quaderni e scritti autografi di Leonardo sono conservati nella Bibliothèque National de France di Parigi. Dalla Pinacoteca di Brera, vennero prelevate:
- La predicazione a Gerusalemme, di Carpaccio, già frutto della confisca alla Scuola di Santo Stefano di Venezia, ora al Museo del Louvre
- La Vergine Casio, di Boltraffio, ora al Museo del Louvre
- San Bernardino e San Luigi, del Moretto da Brescia, ora al Museo del Louvre
- Saint Bonaventue et saint Antoine de Padoue, del Moretto da Brescia, ora al Museo del Louvre
- Sacra Famiglia con Elisabetta, Gioacchino e Giovanni Battista, Marco di Oggiono, ora al Museo del Louvre

#### Spoliazioni nel Regno di Sardegna
Con l'armistizio di Cherasco, 100 opere italiane e fiamminghe vennero cedute alla Francia. Torino venne annessa al territorio francese e la scuola piemontese non era conosciuta, quando non era considerata marginale. Ciò evitò un massiccio prelievo di opere che si vide invece nei territori delle repubbliche sorelle. L'attenzione francese si rivolse a documenti, codici dei Regi Archivi e ai pittori di scuola fiamminga nelle collezioni sabaude. In occasione del rimpatrio del Martirio di Santo Stefano di Giulio Romano alla città di Genova, Vivant Denon, direttore del Museo del Louvre, sostenne che l'opera era stata "offerta in omaggio al governo francese dal consiglio comunale di Genova" e che il trasporto avrebbe messo a rischio la fragilità dell'opera, ben sapendo tuttavia che l'opera era stata sostanzialmente confiscata come tributo culturale e dando contestualmente ordine al ministero degli interni francese di bloccare alla dogana l'opera senza menzionarne né la fragilità né la legittimità delle istanze piemontesi.
- Trittico dell'annunciazione, Rogier van der Weyden (1434), pannello centrale al Museo del Louvre, scomparti laterali presso la Galleria Sabauda
- L'idropica, dipinto da Gerard Dou (1663), oggi al Museo del Louvre
- Vergine con Gesù e san Giovanni Battista, Lorenzo Sabatini (1520), oggi al Museo del Louvre
- Madonna con bambino tra san Cristoforo e san Giorgio, Defendente Ferrari (1515) oggi a Caselle Torinese, palazzo comunale
- Giovane olandese alla finestra, dipinto da Gerard Dou (1662) oggi a Torino nella Galleria Sabauda
- Cena in casa di Simone, dipinta per il refettorio del convento degli Agostiniani ad Asti da Pierre Subleyras (1739) oggi al Museo del Louvre
- Adorazione dei Magi, Defendente Ferrari (1520) oggi a Malibu, Getty Museum
- Madonna in gloria, Defendente Ferrari (1520) ubicazione ignota

#### Spoliazioni nel Regno di Napoli
Nel 1799, il generale Jean Étienne Championnet attuò la stessa politica nel Regno di Napoli, come risulta da una missiva inviata al direttorio il 7 Ventoso Anno VII (25 febbraio 1799):
Le spoliazioni napoleoniche non furono limitate ai dipinti e alle sculture, ma riguardarono anche i patrimoni librari e le oreficerie. Gran parte di questi oggetti preziosi non fecero più ritorno.
Al patrimonio artistico napoletano i francesi imposero un durissimo colpo. Nel 1799, con l'arrivo a Napoli dei francesi e la breve istituzione della Repubblica Napoletana, il danno fu enorme. Temendo il peggio, l'anno precedente il Re Ferdinando IV Borbone di Napoli aveva già trasferito a Palermo 14 capolavori. I soldati francesi depredarono, infatti, numerose opere: dei 1.783 dipinti che facevano parte della Collezione Borbonica, di cui 329 della Collezione Farnese e il restante composto da acquisizioni borboniche, 30 furono destinati alla Repubblica Napoletana, mentre altri 300 vennero venduti, in particolar modo a Roma.
Secondo il catalogo pubblicato nel "Bulletin de la Société de l'Art Français" del 1936, nessuna delle opere d'arte ritornò in Italia.
Queste quelle censite nel detto "Bulletin":
| Quadro | Titolo | Autore | Collocazione originaria                                          | Collocazioni francesi | Spoliazione      | Restituzione | Note                                                                             |
| ------ | --- | --- | ---------------------------------------------------------------- | --- | ---------------- | ------------ | -------------------------------------------------------------------------------- |
|        | "La Vergine ed il Bambin Gesù" La Vierge et l'Enfant Jésus" Tempera su tavola ad arco 62,5 cm x 47 cm 1455/1510                                                                                          | Bencivieni di Pepo, detto "Cimabue" riattribuito a un Anonimo della bottega di Sandro Botticelli | Museo Nazionale di Capodimonte (Napoli)                          | - 1801-1802: Museo Nazionale di Capodimonte (Napoli, NA) - 1803-1804: ? (Paris) - 1804-1815: Musée Napoléon (Paris) - 1815-1872: Musée du Louvre (Paris) - 1872-oggi: Palais des Beaux-Arts de Lille (Lille), Inv.: 305/1893; P.789                | ??.??.1801/1802  | NO           | Blumer, nº 167, Pag. 277                                                         |
|        | "San Luca facente il ritratto della Vergine", detto "San Luca dipinge la Vergine" Saint Luc faisant le portrait de la Vierge", dit "Saint Luc peignant la Vierge" Olio su tela 230 cm x 190 cm 1650/1665 | Luca Giordano riattribuito ad un: Anonimo della bottega di Luca Giordano | ? (Napoli)                                                       | - 1797-1803: ? (Napoli, NA) - 1803-1804: ? (Paris) - 1804-1811: Musée Napoléon (Paris), Inv.: 1112/1804 - 1811-oggi: Musée des Beaux-Arts de Lyon (Lyon), Inv.: 27/1900; A.55                                                                      | 24 febbraio 1797 | NO           | Blumer, nº 193, Pagg. 282-283 Scambiato con Tavole dell'Antiquarium di Ercolano. |
|        | "Sofonisba prende la coppa di veleno", detto "La morte di Sofonisba" Sophonisbe prenant le poison", dit "La Mort de Sophonisbe" Olio su tela 202 cm x 178 cm 1660/1670                                   | Mattia Preti, detto "il Calabrese" *Taverna (CZ), 25.02.1613 †Valletta (Malta), 03.01.1699 riattribuito ad un: Pittore Anonimo della Bottega di Mattia Preti, detto "il Calabrese" | ? (Napoli, NA)                                                   | - 1802-1804: ? (Napoli, NA) - 1804-1811: ? (Paris) - 1811-oggi: Musée des Beaux-Arts de Lyon (Lyon), Inv.: 38/1900; A.60 | ??.??.1802       | NO           | Blumer, nº 260, Pagg. 296-297                                                    |
|        | "La Visitazione" La Visitation" Olio su tavola 115 cm x 71 cm 1510-1520 | Andrea Sabatini, detto "Andrea da Salerno" *Salerno (SA), ??.??.1480 †Gaeta (LT), ??.??.1545 riattribuito ad un: Pittore Manierista Anonimo di Antwerp della Scuola Fiamminga del Pieno Rinascimento Fiammingo e Olandese *Flandre, fine del XV Secolo †Flandre, inizio del XVI Secolo | ? (Napoli, NA)                                                   | - 1802-1803: ? (Napoli, NA) - 1803-1803: ? (Paris) - 1803-1815: Musée Napoléon (Paris), Inv.: 5/1803; 1064/1804 - 1815-1872: Musée du Louvre (Paris), Inv.: 1151 - 1872-oggi: Musée Fabre (Montpellier), Inv.: 967/1904; 333/1926; 2012.19.39/2012 | ??.??.1802       | NO           | Blumer, nº 299, Pag. 303                                                         |
|        | "La Sacra Famiglia" "La Sainte Famille" Olio su tela 107 cm x 89 cm 1610/1612 | Bartolomeo Ludovico Schedoni *Modena (MO), ??.01.1578 †Parma (PR), 23.12.1615 | Chiesa di San Gennaro nel Real Bosco di Capodimonte (Napoli, NA) | - 1801-1803: ? (Paris) - 1803-1815: Musée Napoléon (Paris), Inv.: 59/1803; 1196/1804 - 1815-oggi: Musée du Louvre (Paris), Inv.: 1159; 1520; 661                                                                                                   | ??.??.1801       | NO           | Blumer, nº 322, Pag. 309                                                         |
|        | "Venere ed Adone" Vénus et Adonis" Olio su tela 205 cm x 266 cm 1645 | Andrea Vaccaro *Napoli (NA), 08.05.1604 †Napoli (NA), 18.01.1670 riattribuito a un: Pittore Anonimo della Bottega di Onofrio Palumbo *Napoli (NA), ??.??.1606 †Napoli (NA), ??.??.1656                                                                                                 | ? (Napoli, NA)                                                   | - 1802-1815: Musée Napoléon (Paris) - 1815-1872: Musée du Louvre (Paris) - 1872-oggi: Musée Granet (Aix-en-Provence), Inv.: 488/1900; 706 | ??.??.1802       | NO           | Blumer, nº 353, Pag. 313                                                         |
|        | "L'adorazione dei pastori" L'Adoration des bergers" Olio su tela 239 cm x 181 cm 1650 | Jusepe de Ribera, detto "Spagnoletto" *Xàtiva (Spagna), 17.02.1591 †Napoli (NA), 02.09.1652 | ? (Napoli, NA)                                                   | - 1802-1803: ? (Napoli, NA) - 1803-1804: ? (Paris) - 1804-1815: Musée Napoléon (Paris), Inv.: 1099/1804 - 1815-oggi: Musée du Louvre (Paris), Inv.: 930; 1721; 939/Louvre                                                                          | ??.??.1802       | NO           | Blumer, nº 422, Pag. 325                                                         |

#### Spoliazioni nello Stato della Chiesa
Durate l'occupazione francese, i funzionari napoleonici divennero avidamente interessati al distacco degli affreschi. Per dare un senso delle dimensioni delle spoliazioni perpetrate in Italia, lo storico dell'arte Steinmann ha documentato come i francesi avessero ambizioni grandiose a Roma. Le intenzioni del capo militare a Roma di Napoleone, il generale Pommereul, il quale voleva cercare di trovare un modo per rimuovere la Colonna Traiana e spedirla in Francia. Tuttavia il vero obiettivo, come scriveva Steinmann, era di staccare gli affreschi nelle Stanze Vaticane di Raffaello e spedirle in Francia.
Durante l'occupazione francese, numerose opere d'arte vennero spedite in Francia come spoliazioni napoleoniche, e la maggior parte di queste non fece più ritorno. Secondo il catalogo francese del 1936, le opere che erano conservate a Palazzo Braschi fino a prima del periodo napoleonico e che non vennero restituite, sono:
- Ritratto equestre dell'ambasciatore di Spagna, Antoon van Dyck, portata al Musée Napoleon, oggi Louvre
- Uomo seduto ai piedi di un albero, Frans Viruly, portata al Musée Napoleon, oggi Museo del Louvre, e poi andata persa durante i recuperi del Canova
- I venditori cacciati dal tempio, Bartolomeo Manfredi, portata al Musee Napoleon, oggi Museo del Louvre, e poi andata persa durante i recuperi del Canova
- La Vergine, Gesu e San Giovanni Battista, Giulio Romano, portata al Musee Napoleon, oggi Museo del Louvre
- San Francesco, Francesco Albani, portata al Musée Napoleon, oggi Museo del Louvre
- Vergine e Gesu, Bernardino Fasolo, portata al Musée Napoleon, oggi Museo del Louvre
- La Vergine di Loreto, Raffaello Sanzio (copia), portata al Musée Napoleon, oggi Museo del Louvre
- Emmaus, lo Strozzi, oggi al Museo di Grenoble
- San Sebastiano, Orbetto, oggi al Musée des Beaux-Arts di Bordeaux

Dalla chiesa di San Francesco a Ripa:
- Pietà con Francesco e Maria Maddalena, Annibale Carracci, portato al Musée Napoleon, oggi Museo del Louvre

Da villa Albani
- Il Salvatore del mondo, Carlo Dolci, portato al Musée Napoleon, oggi Museo del Louvre
- Vergine e Gesù, Bernardino Fasolo, portato al Musée Napoleon, oggi Museo del Louvre
- Vergine e Gesù, Perugino, portato al Musée Napoleon, oggi Museo del Louvre

A Todi presso il Convento di Montesanto, il cronista padre Cesario da Montegiove, prima di iniziare a parlare dell'anno 1810, esclama: «Passiamo, mio lettor, con mesto volto/ al secol ladro, lussurioso e stolto». Infatti, l'11 giugno 1810, il governo francese, guidato dall'imperatore Napoleone Bonaparte, ordinò ai frati di fare l'inventario di tutta la roba, e costrinse la famiglia religiosa ad abbandonare il Convento, per far posto ad un ospizio. I frati dovettero abbandonare la casa religiosa per farvi ritorno solo nel 1815, quando la persecuzione della Chiesa da parte del governo francese cessò.

## Spoliazioni in altri paesi europei

### Origini degli attriti
La campagna delle Fiandre ha origine dall'inasprirsi delle controversie tra il Club dei Giacobini e il gruppo politico dei girondini, a seguito della caduta della monarchia. Giacobini e girondini, nonostante appartengano entrambi alla sinistra repubblicana, contrari all'assolutismo monarchico, ed entrambi siano i fautori delle libertà civili e dei diritti dell'uomo, hanno tra di loro un rapporto ostile, che viene evidenziato ancora di più il 10 agosto 1792, quando Luigi XVI viene fatto prigioniero. Da quel momento la necessità diventa quella di assicurare al paese una nuova identità politica nazionale. Nel frattempo, nello stesso anno, eventi come il riaccendersi del conflitto con la Prussia, e i Massacri di settembre, anticipano quella che poi diventerà la rivoluzione vera e propria. Carlo Guglielmo Ferdinando, duca di Brunswick - Wolfenbüttel e militare prussiano minaccia inoltre di assediare Parigi se solo qualcuno avesse fatto del male al re francese Luigi XVI o alla sua famiglia. La reazione del popolo al ricatto è inaspettata: anziché scappare di fronte al nemico ormai alle porte, la comunità viene pervasa dall'odio antimonarchico che funge da guida per la difesa della patria e la difesa di tutte le conquiste perseguite dal 1789. I sostenitori della monarchia e i preti refrattari, vengono prima incarcerati e poi uccisi: inizia un bagno di sangue che costituisce il preambolo e l'espressione fisica della psicosi generale che di lì a poco investirà il dibattito politico tra le differenti fazioni all'interno dell'Assemblea. Nonostante però il clima di incertezza, dovuto al vuoto politico dato dalla caduta dell'Ancien Régime, e la pressione psicologica e militare delle sconfitte prussiane avevano infervorato gli animi contro il re, i monarchici e il clero, all'interno dell'Assemblea il dibattito verte su ben altri temi: il sospetto che qualche gruppo politico stia attentando alla vita della neonata Repubblica con lo scopo di imporre un governo tirannico alla nazione, e quindi il desiderio di scoprire di chi si tratta.

#### I Rivoluzionari dichiarano guerra a Prussia e Austria
Il 27 agosto 1791 viene firmata la Dichiarazione di Pillnitz, con cui l'imperatore del Sacro Romano impero, Leopoldo II, nonché Re di Ungheria e Boemia e fratello di Maria Antonietta (di lì a breve sostituito da Francesco II d'Asburgo-Lorena, Re di Ungheria e Boemia) assieme a Federico Guglielmo II di Prussia, dichiarano il loro interesse nei confronti delle condizioni di Luigi XVI. La dichiarazione dell'interesse per la politica francese non era il fulcro dell'accordo, che invece riguardava la spartizione della Polonia, ma si presentava più come la concessione di un proficuo favore al Conte di Artois: il conte infatti rappresentava la moltitudine di nobili francesi, sfollati a seguito della Grande Paura, i cosiddetti "émigrés", che si erano precipitati nei territori limitrofi e strepitavano per un intervento armato delle monarchie europee contro la Francia rivoluzionaria. L'intenzione della dichiarazione era quella di ammonire l'Assemblea affinché quest'ultima lasciasse a Luigi XVI la libertà di scegliere la forma di governo più consona ma, soprattutto e più onestamente, il velato ammonimento mirava a salvaguardare l'incolumità stessa del sovrano e auspicava la rinascita della monarchia. La Dichiarazione viene letta dall'Assemblea come un'intollerabile intromissione nella politica interna della Francia, alla stregua di una vera e propria minaccia. Questo fatto rinsalda l'opinione pubblica a favore di un conflitto armato: il popolo, effettivamente, non ebbe scelta davanti alla concretizzazione di uno dei suoi peggiori timori, ovvero l'organizzazione di un complotto degli emigrati e delle potenze europee per la restaurazione della monarchia. Il 20 aprile del 1792, l'Assemblea dichiara ufficialmente guerra alla Prussia e all'Austria, pur non potendo contare su un esercito qualitativamente addestrato. La guerra viene combattuta nelle sue prime fasi lungo i confini orientali del territorio francese e non ebbe risvolti positivi per i rivoluzionari. Longwy cade e Verdun viene assediata dalle truppe di Brunswick, le quali continuano la loro avanzata verso le porte della capitale francese. Le armate francesi vengono invece ripartite tra i generali Charles François Dumouriez e François Christophe Kellerman: il piano di Dumouriez, a capo delle armate del nord, era quello di invadere i Paesi Bassi austriaci, ma fu costretto a virare verso est e stanziarsi nelle Argonne al fine di bloccare l'avanzamento dell'armata prussiana verso la capitale. Ai primi di settembre i prussiani, sotto la guida di Brunswick, riescono a forzare il valico della Croix-de-Bois e a costringere Dumouriez a ripiegare sulla vicina Sainte-Ménehould; il 19 le truppe di Kellerman riescono a ricongiungersi all'esercito di Dumouriez e lo scontro ha luogo già il giorno successivo, in concomitanza alla creazione dell'Assemblea costituente che avrebbe votato la fine della monarchia e la proclamazione della prima Repubblica francese. Entrambi gli eserciti, prussiano e francese, avevano dalla loro parte pro e contro: i primi erano debilitati dagli scarsi approvvigionamenti, i secondi erano numericamente inferiori e composti per lo più da soldati inesperti e indisciplinati; mentre i prussiani potevano moralmente contare su due precedenti vittorie, i francesi, appostati sulle alture delle Argonne, erano in una posizione strategicamente vantaggiosa. A sferrare il primo colpo fu il duca di Brunswick, sollecitato dal re prussiano a causa delle continue pressioni degli emigrati, che speravano di riprendere il prima possibile la marcia verso Parigi. La battaglia di Valmy non fu un evento militare straordinario dal punto di vista tattico e strategico, ma fu fondamentale e determinante per il futuro andamento della guerra. Il suo successo spesso viene attribuito dal contributo morale dato dal generale Kellerman.

#### Invasione dei Paesi Bassi austriaci
La Battaglia di Valmy è sicuramente il primo successo della Repubblica contro le forze austro-prussiane e viene ottenuto grazie alle masse, anche se impreparate, di volontari patrioti che sarebbero morti pur di non lasciar avanzare il nemico e che contro ogni previsione, ebbero la forza di restare unite e compatte contro il nemico. La vittoria ha talmente così una grande risonanza che Danton, politico e rivoluzionario francese, ordina subito a Dumouriez di oltrepassare i confini dei Paesi Bassi austriaci. Dall'altra parte nel frattempo le truppe di Brunswick si ritirano perché più interessate a difendere le proprie pretese in Polonia, che in quel momento erano minacciate da Caterina II di Russia. La vittoria di Valmy fa capire chiaramente come le leggi della guerra sono cambiate: i nuovi eserciti moderni, composti per lo più da volontari che combattono per l'amore e la difesa della patria, non possono competere con gli eserciti mercenari delle monarchie. I conflitti si spostano in territorio nemico e dopo una serie di brevi scontri, il 6 novembre, con la battaglia di Jemmapes, i rivoluzionari riescono ad avere la meglio e a portare a casa la prima vittoria sul suolo belga. La scontro fu molto diverso da quello di Valmy, infatti, Michelet racconta appassionatamente come l'esercito francese, sguarnito di rifornimenti ed equipaggiamenti, ridotto alla fame e svestito, era ancora più numeroso di quello della battaglia precedente, composto da migliaia di volontari uniti da un "unico cuore". I tre schieramenti francesi presenti nel territorio belga e guidati da Dumouriez e dai generali Thouvenot e Luigi Filippo d'Orléans per diventare ancora più efficienti decidono di unirsi sotto un unico comando: un violento e massiccio attacco frontale sancisce la vittoria dei francesi e costringono le truppe di Francesco II a ritirarsi e a lasciare di lì a breve l'intero Belgio in mano ai rivoluzionari. Entro la fine di dicembre la maggior parte dell'odierno Belgio, ormai libero dalle truppe austriache, passa sotto il dominio della Repubblica Francese: il 14 novembre Bruxelles accoglie senza troppi tentennamenti le truppe di Dumouriez, il 28 i giacobini belgi del principato di Liegi accolgono con entusiasmo le truppe rivoluzionarie francesi, al punto da distruggere, in un atto di violenza simbolica, anticlericale e anti monarchico, la cattedrale di San Lamberto, il 30 è il turno di Anversa e il 2 dicembre a Namur. A seguito di questa prima conquista dei Paesi Bassi meridionali, corrispondenti approssimativamente all'odierna Vallonia e al Lussemburgo, e al principato di Liegi, l'esercito rivoluzionario si prepara, sotto la guida di Dumouriez, a marciare verso nord per conquistare le Fiandre belghe e passare i confini della repubblica delle Sette Province unite. Fin dagli inizi del 1793 gli esiti della restante Campagna delle Fiandre sono negativi per la Francia rivoluzionaria, fintantoché essa dovette occuparsi principalmente dei suoi contrasti politici interni e delle ribellioni cattolico-realiste scoppiate in Vandea. La decapitazione di Luigi XVI, il 21 gennaio del 1793, ha una duplice ripercussione: da un lato si levarono proteste da parte di chi era ancora fedele al re e al cattolicesimo, dall'altra fece riunire le maggiori potenze europee in un'unica coalizione antifrancese che già nel marzo dello stesso anno, riesce a far indietreggiare l'esercito rivoluzionario. La politica militare dell'esercito francese si inasprisce verso la fine del 1793 le offensive riprendono. Per risollevare gli altalenanti esiti sul fronte belga viene inoltre nominato, al fianco del generale Jean-Charles Pichegru, Jean-Baptiste Jourdan: quest'ultimo guida l'ultima grande azione rivoluzionaria per la conquista del Belgio, ovvero la battaglia di Fleurus, del 26 giugno 1794. Il 27 luglio 1794 i rivoluzionari francesi conquistano il Belgio, ma non, come avevano professato inizialmente per liberarlo, bensì per inglobarlo.

#### I furti in Belgio
Dopo la conquista del Belgio, quindi in pieno clima anti-monarchico, ogni simbolo che fosse riconducibile all'Ancien Régime e, più precisamente a ogni forma di tirannia che ponesse in uno stato di sudditanza l'uomo, doveva essere eliminato dalla storia e doveva celebrare l'inizio di una nuova epoca, ovvero quella della ripartizione democratica dei poteri e della garanzia dei diritti inviolabili dell'uomo. Ancor prima di scagliarsi contro le opere e i luoghi rappresentativi dell'Ancien Régime, le masse popolari prendono d'assalto le chiese e i monasteri. L'iconoclastia e le depredazioni artistiche avvenute nelle chiese rappresentano l'estrema reazione di un astio popolare che tuttavia furono atti legalizzati dall'Assemblea. Le opere prelevate da conventi, monasteri e chiese servivano a estinguere i debiti ereditati dall'antico regime: queste vengono raccolte e messere in specifici depositi.
L'instaurazione del dominio francese in Belgio e le conseguenti spoliazioni artistiche inizialmente non suscitano, nella popolazione belga, particolare malcontento. Le opere d'arte vengono scelte e giudicate da commissioni, ovviamente con conoscenze artistiche, create appositamente per decidere quali devono essere tolte dalla loro terra di appartenenza e mandate a Napoleone. Interessante notare la differenza che intercorre tra le requisizioni artistiche operate in Francia e quelle operate in Belgio: le prime avevano lo scopo di conservare per i posteri il patrimonio artistico a prova dell'identità storica della nazione, le seconde invece si configurano come un'opera di salvataggio, di protezione dal degrado e dalla corruzione. Le requisizioni in Belgio sembravano delle opere caritatevoli e altruiste da parte della Francia illuminata verso le altre nazioni europee. Le prime confische iniziano dopo l'occupazione del 1792 ma solo con l'occupazione definitiva del 1794 ha inizio un vero e proprio sistema di requisizioni. Le confische durano fino al 1795, fino al momento in cui la popolazione inizia a mostrare i primi segnali di malcontento. Sono quasi 200 le opere sottratte al Belgio e portate in Francia a occupare posti nei musei regionali e specialmente nell'appena nato museo del Louvre. Fra queste opere, circa una quarantina sono di Pieter Paul Rubens, tra cui una delle più importanti "Ultima cena", e non tutte fecero ritorno in patria o rimasero in Francia, infatti uno scambio importante avviene tra il Museo Louvre di Parigi e la Pinacoteca di Brera.

### Musée Napoléon
Napoleone attuò nel campo dei beni culturali una politica di spoliazione delle nazioni vinte, incamerando opere d'arte dai luoghi di culto del clero, dalle corti reali e dalle collezioni nobili e private delle famiglie dell'Ancien régime che, a scopi propagandistici, trasferiva in prima battuta nel palazzo del Louvre di Parigi, oltre che in altri musei di Francia.
La collezione del Musée Napoléon, che oggi conosciamo come Museo del Louvre, fu inizialmente costituita da reperti tratti dalle collezioni borboniche e dalle famiglie nobili francesi, oltre che da fondi ecclesiastici. Ma già in occasione della prima campagna di guerra nei Paesi Bassi (1794-1795) incamerò oltre 200 capolavori di pittura fiamminga, tra i quali almeno 55 Rubens e 18 Rembrandt. Con la successiva Campagna d'Italia del 1796 portò in Francia altri 110 capolavori grazie all'armistizio di Cherasco (1º maggio 1796). Stessa sorte subirono, con il trattato di Tolentino (22 gennaio 1797), numerose opere d'arte dello Stato Pontificio. La politica di trasferimento in Francia dei beni dei territori italiani occupati rispondeva a un preciso ordine del direttorio, che il 7 maggio 1796 inviò a Bonaparte le seguenti direttive:
Proprio i trattati di pace furono lo strumento legale usato da Napoleone per legittimare queste spoliazioni: tra le clausole faceva rientrare la consegna di opere d'arte (oltre all'imposizione di tasse a titolo di tributi di guerra). Queste stesse opere erano già state individuate in precedenza da una specifica commissione composta da specialisti, al seguito del suo esercito, guidata dal barone Vivant Denon che seguì personalmente, a questo scopo, sette campagne di guerra. Tutte le opere di maggior pregio erano destinate al Musée Napoléon, mentre quelle meno importanti furono collocate nei musei francesi di provincia (Reims, Arles, Tours).

### La Restaurazione e le restituzioni

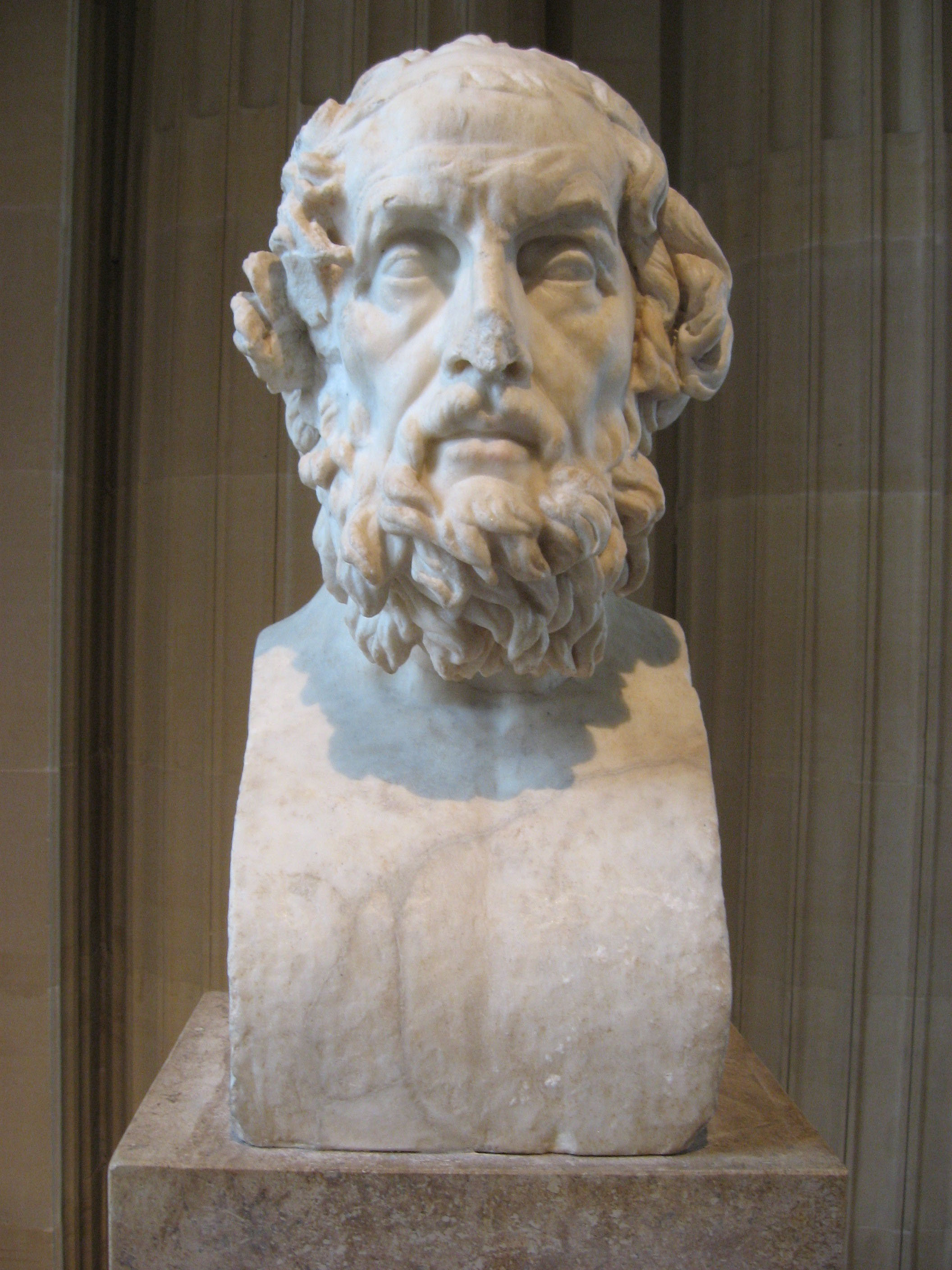
Omero Caetani, marmo pentelico, ottenuto col Trattato di Tolentino; Museo del Louvre

All'indomani della sconfitta di Napoleone nella battaglia di Waterloo (18 giugno 1815) i regni d'Europa inviarono a Parigi propri commissari artistici ed eserciti per pretendere la restituzione delle opere (per esempio Antonio Canova partecipò in rappresentanza dello Stato Pontificio).
Come scriveva il Courier di Londra il 15 ottobre 1815, l'opinione pubblica nei paesi alleati protestava contro l'arroganza dei francesi: " gli ufficiali francesi tornano a Parigi, e, girando senza uniforme, aizzano il popolo. Al ritirarsi delle truppe alleate, l'insolenza dei parigini aumenta. Vogliono la rimozione degli articoli sulle opere d'arte. Perché? In base a quale diritto? Il diritto di conquista? Ebbene, non hanno loro perso già due volte? Insistono a invocare il diritto di preda? Allora perché non consentiamo agli Alleati di saccheggiare la Francia di ogni opera che valga la pena di rimuovere e che avevano in proprietà fino al periodo di Bonaparte?". Come diceva Lord Liverpool ai rappresentanti inglesi a Parigi "La parte ragionevole del mondo sta con chi vuole la restituzione ai proprietari. È desiderabile, in punto di politica da perseguire, rimuoverli dalla Francia, poiché ricordano le memorie delle loro conquiste e alimentano la vanità e lo spirito militare della loro nazione". Ancora, il Corriere di Londra scriveva: "Il Duca di Wellington arriva alle conferenze diplomatiche con una nota in mano in cui si richiede espressamente che tutte le opere vengano restituite ai legittimi proprietari. Ciò ha generato grande attenzione, e i Belgi, che hanno enormi richieste da fare, e sono stati ostinatamente opposti alla permanenza delle opere d'arte in Francia, non hanno aspettato che gli venisse detto che potevano incominciare a riprendersi ciò che vi era di loro. I valorosi Belgi sono già sulla via per la restituzione dei loro Rubens e dei loro Potter".
I Prussiani furono i primi a muoversi con re Federico Guglielmo II, che delegò von Ribbentropp, trisavolo di Ribbentropp, insieme a Jacobi, di occuparsi delle restituzioni. Questi ordinarono a Vivant Denon di restituire tutti i tesori prussiani, ma il direttore del Musée Napoléon oppose la mancanza di una specifica autorizzazione da parte del governo francese. Von Ribbentropp allora minacciò di mandare soldati prussiani a prelevare le opere e portare Denon in prigione in Prussia se non avesse lasciato agire Jacobi. In meno di qualche settimana, tutti i tesori prussiani erano fuori dal Musée Napoléon e in deposito per la spedizione in Prussia. I prussiani aiutarono anche gli altri stati tedeschi settentrionali a recuperare le loro opere. Nel settembre 1814, l'Austria e la Prussia ottennero indietro tutti i loro manoscritti. La Prussia recuperò tutta la statuaria, 10 Cranach e 3 Correggio. Il Duca di Brunswick ottenne 85 dipinti, 174 porcellane di Limoges, 980 vasi in majolica.
Quando i soldati olandesi arrivarono al Musée Napoléon, Vivant Denon negò loro accesso e scrisse allora a Talleyrand allora al Congresso di Vienna: "Se cediamo alle richiese di Olanda e Belgio, neghiamo al museo uno dei più importanti cespiti, quello dei fiamminghi (...) La Russia non è contraria, l'Austria ha già ottenuto tutto indietro, praticamente anche la Prussia. C'è solo l'Inghilterra, che non avrebbe niente da chiedere indietro, ma che siccome ha appena rubato i Marmi Elgin dal Partenone, ora pensa di poter far competizione con il Musée Napoléon, e vuole spogliare questo museo per raccoglierne le briciole ". I francesi volevano tenere i trofei raccolti da Napoleone e argomentavano che tenere le opere d'arte in Francia fosse un gesto di generosità nei confronti dei paesi di provenienza ma anche un tributo all'importanza di ciascun paese.
Il 20 settembre 1814, Austria, Inghilterra e Prussia si accordarono che tutti gli oggetti d'arte dovessero essere restituiti ai loro proprietari. Lo Zar non era parte di questo accordo, e si oppose, avendo appena acquistato per l'Hermitage diverse opere d'arte vendute frettolosamente dai discendenti di Napoleone e avendo ricevuto in dono dalla stessa Giuseppina Bonaparte un cammeo vaticano di Tolomeo e Arsinoe noto come Cammeo Gonzaga.
Per quanto riguarda le città italiane, queste si erano mosse tardi e in modo disorganizzato, a causa della loro divisioni. Solo per quanto concerne i dipinti, su 506 opere catalogate che avevano preso la via della Francia, infatti, ne fu restituita meno della metà, 249 opere. Il Duca di Brunswick da solo ottenne 85 dipinti e tutti i suoi 980 vasi di maiolica. Le opere rimanenti (per la gran parte dallo Stato Pontificio, ma anche del Ducato di Modena e del Granducato di Toscana) rimasero invece in Francia.
Il 24 ottobre 1815, terminate le trattative, fu organizzato un convoglio di 41 carri trainati da 200 cavalli per un peso complessivo di 49 tonnellate. Il convoglio lasciò Parigi scortato da soldati prussiani e giunse a Milano, da dove le opere d'arte furono instradate verso i legittimi proprietari sparsi per la penisola. La restituzione venne accolta da un popolo esultante; esultò anche Giacomo Leopardi nel 1818 per le opere «ritornate alla patria». Le collezioni di camei, disegni e altre opere minori rimasero in Francia e ne vennero perse le tracce.

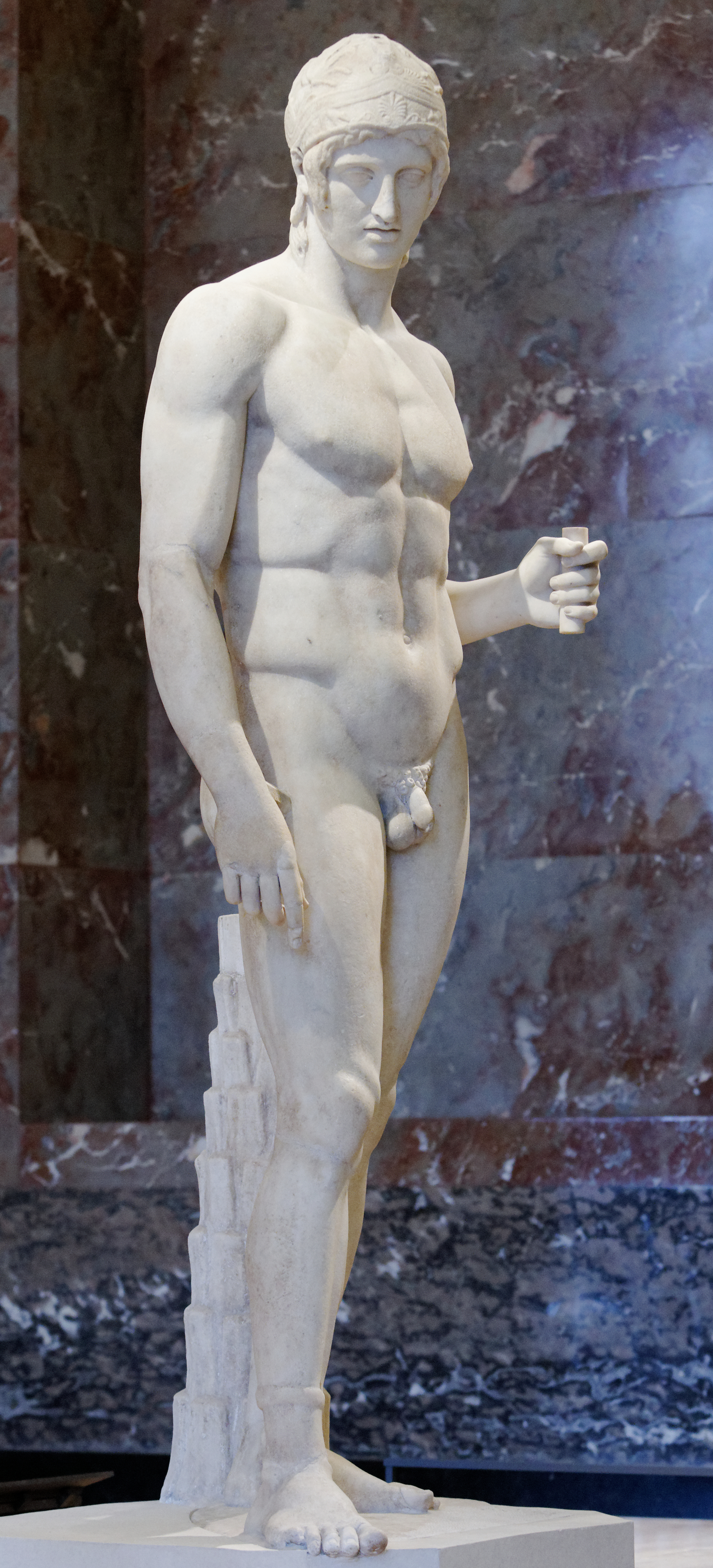
Ares Borghese, Museo del Louvre

Degna di nota la vicenda dei cavalli di San Marco. Secondo il corrispondente del Courier di Londra: «Ho appena visto che gli austriaci stanno togliendo i cavalli in bronzo dall'arco. L'intera corte delle Tuileries e la piazza de Carousel sono riempite da reparti di fanteria e cavalleria austriaci in armi; nessuno è autorizzato ad avvicinarsi; le truppe ammontano a diverse migliaia; folle di francesi in tutte le vie di accesso danno sfogo alle loro emozioni con grida e imprecazioni [...] ]». Il Leone alato della Serenissima in bronzo era stato issato su una fontana agli Invalides. Quando gli operai cercarono di rimuoverlo, cadde a terra e si ruppe in migliaia di pezzi, con grande risate e delizia della folla di francesi ivi accorsa.

A differenza delle confische di opere d'arte in Olanda, Belgio e paesi renani dal 1794 al 1795 da parte dei funzionari del direttorio, in Italia Napoleone legalizzò tutte le cessioni di opere d'arte attraverso trattati. Le restituzioni amareggiarono i francesi, al punto che lo stesso Stendhal ebbe poi a scrivere «Gli alleati hanno preso 1150 dipinti. Spero che mi sia permesso di sottolineare che noi li abbiamo acquisiti per mezzo di un trattato, quello di Tolentino. […] Gli alleati, invece, si prendono i nostri dipinti senza trattato». In altre parole, le acquisizioni francesi erano state legalizzate attraverso trattati, le appropriazioni degli alleati erano mere confische.

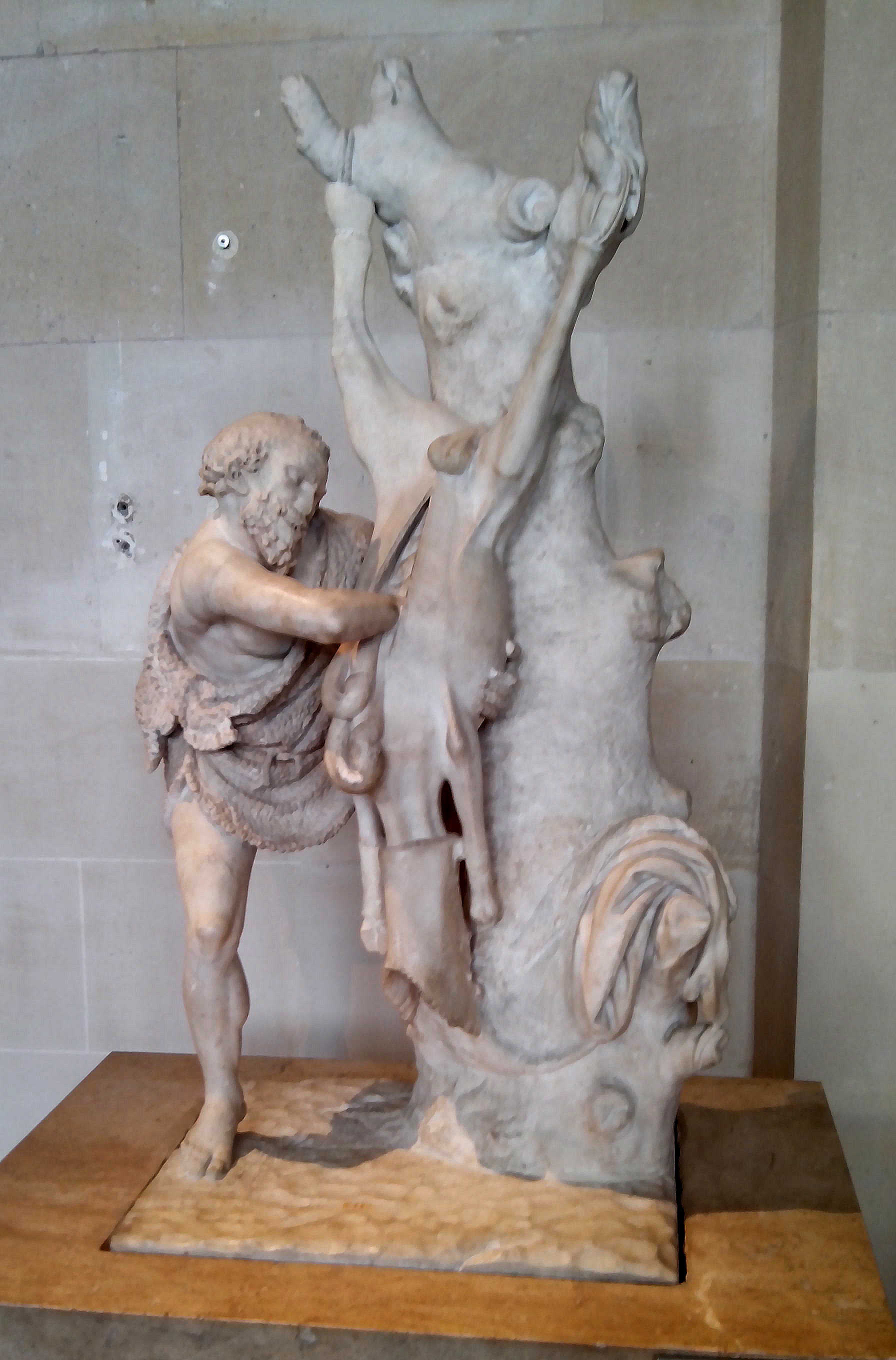
Vecchio macellaio, ottenuto col Trattato di Tolentino, Museo del Louvre

### Restituzione, smantellamento ed eredità

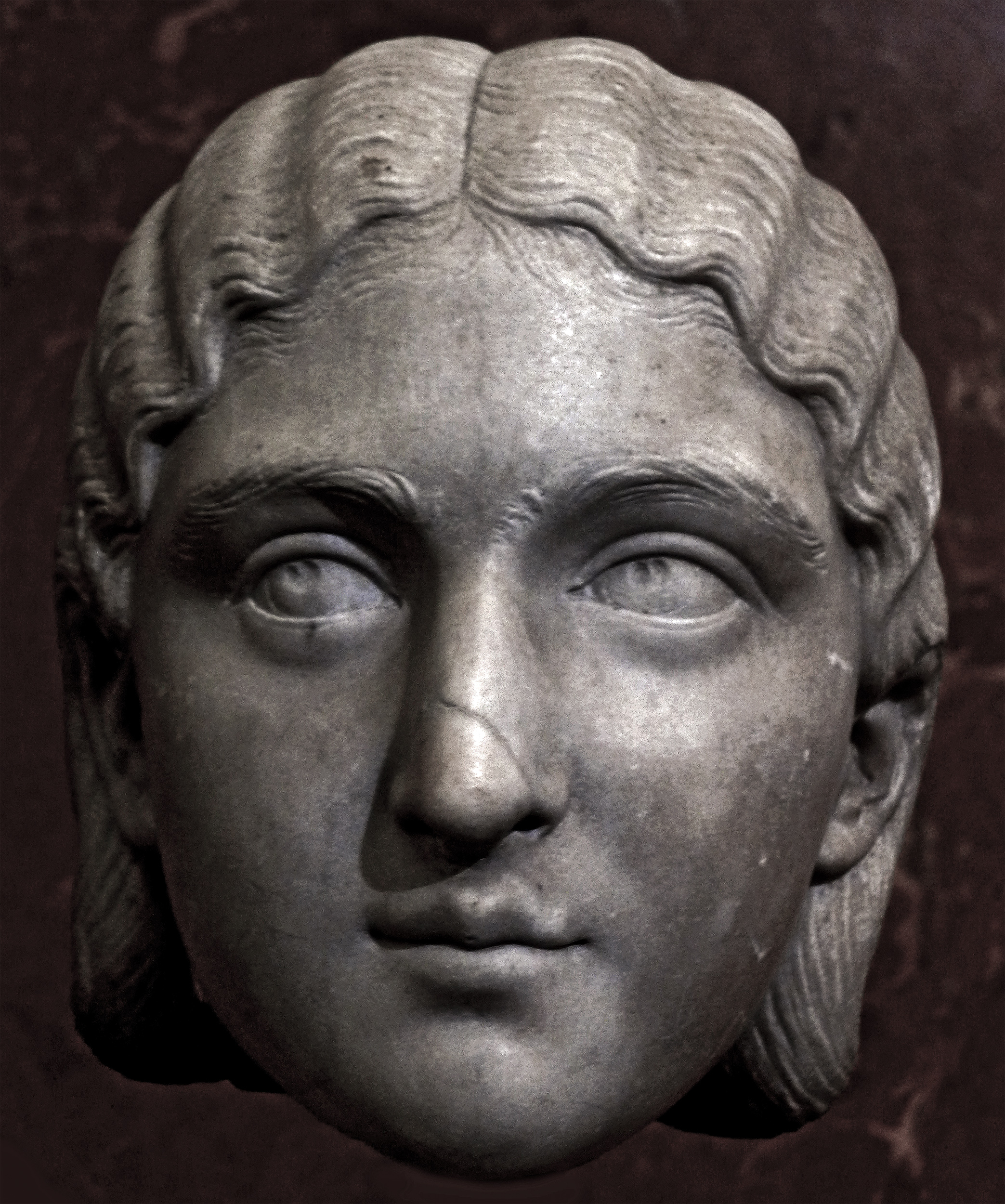
Imperatrice Sallustia Orbiana, ottenuta col Trattato di Tolentino, Museo del Louvre

L'Immacolata Soult di Murillo, dal nome del maresciallo francese Nicolas Jean-de-Dieu Soult che la requisì durante le guerre napoleoniche e la portò a Parigi, i cui eredi nel 1852 lo cedettero allo Stato francese (che l'acquistò per 615.300 franchi d'oro, la cifra più alta pagata fino ad allora per un quadro), venne collocata al Musée Napoléon fino al 1941, quando la tela venne scambiata con il Ritratto di Maria Anna d'Austria di Diego Velázquez, e ceduta alla Spagna in seguito a un accordo tra il Regime di Vichy e la Spagna di Francisco Franco.
Come ricordato, tra il 1814 e il 1815 il Museo Napoléon venne smantellato (sebbene alcune opere vi rimasero intenzionalmente o dimenticate). Paul Wescher sottolineò ciò che rimase di quell’esperienza, scrivendo "Il grande Museo di Napoleone non finì tuttavia con la dispersione materiale dei suoi capolavori. Il suo esempio stimolante gli sopravvisse a lungo, contribuendo in modo decisivo alla formazione di tutti i musei europei. Il Musée Napoléon, museo nazionale di Francia, aveva dimostrato per la prima volta che le opere d’arte del passato, anche se raccolte dai principi, appartenevano in realtà ai loro popoli, e fu questo principio (con l'eccezione della collezione reale britannica) a ispirare i grandi musei pubblici dell'800." Paul Wescher sottolineò ancora come "Il ritorno delle opere d’arte trafugate ebbe poi, di per sé stesso, un effetto notevole e inatteso... Esso contribuì a creare la coscienza di un patrimonio artistico nazionale, coscienza che nel ‘700 non esisteva."
Nel 1994, l’allora direttore generale del Ministero dei Beni Culturali, Francesco Sisinni, riteneva che ci fossero le condizioni culturali per il rientro delle Nozze di Cana del Veronese. Nel 2010 lo storico Ettore Beggiatto, già assessore regionale del Veneto ai lavori pubblici e consigliere regionale per quindici anni, scrisse una lettera all'allora première dame Carla Bruni per sollecitare il ritorno dell’opera medesima.
Diverse personalità pubbliche si sono pronunciate sulle opere oggi in Francia a seguito delle spoliazioni napoleoniche. Alberto Angela dichiara " È pieno di opere sottratte da Napoleone con i fucili spianati; quando giro tra quelle sale e leggo il cartellino Campagna d'Italia avverto un moto di fastidio profondo: vuol dire che è stata razziata".
L'Egitto ha fatto richiesta di restituzione della Stele di Rosetta scoperta ed esportata dall'Egitto al British Museum dopo l'occupazione francese dell'Egitto. Zahi Hawass, autorità suprema per le antichità egiziane, all'indomani della restituzione da parte del Museo del Louvre delle pitture staccate dalla tomba Tetiki, sovrano della 18ª dinastia sepolto a Luxor che il Louvre aveva acquistato in violazione delle norme internazionali sulla circolazione di opere d'arte, ha affermato: «Non ci fermeremo. Ora vogliamo ottenere anche la restituzione di altri sei reperti conservati al Museo del Louvre, fra i quali lo Zodiaco di Dendera». Lo Zodiaco di Dendera venne tagliato e spostato in Francia durante la Restaurazione ed è oggi al Museo del Louvre.

## Tabella riassuntiva del catalogo francese del 1936
Il Bulletin de la Société de l'histoire de l'art pubblicò una ricerca abbastanza dettagliata sulla situazione delle opere confiscate in Italia e parzialmente restituite. Vi si indicava anche dove fossero state redistribuite molte opere poi rilasciate dal Louvre ad altri musei e istituzioni francesi.
| Luogo e data di prelievo       | Opere prelevate | Recuperate nel 1815 | Rimaste in Francia | Opere disperse |
|                                |                 |                     |                    |                |
| Milano. Maggio 1796            | 19              | 6                   | 11                 | 2              |
| Cremona. Giugno 1796           | 6               | 2                   | 4                  |                |
| Modena. Giugno 1796            | 20              | 10                  | 10                 |                |
| Parma. Giugno 1796             | 15              | 12                  | 3                  |                |
| Bologna. Luglio 1796           | 31              | 15                  | 16                 |                |
| Cento. Luglio 1796             | 12              | 6                   | 6                  |                |
| Livorno. Luglio 1796           | 1               | 0                   | 1                  |                |
| Modena. Ottobre 1796           | 30              | 11                  | 19                 |                |
| Loreto. Febbraio 1797          | 3               | 1                   | 2                  |                |
| Perugia. Febbraio 1797         | 30              | 10                  | 20                 |                |
| Mantova. Febbraio 1797         | 4               | 0                   | 4                  |                |
| Foligno. Février 1797          | 1               | 1                   | 0                  |                |
| Pesaro. 1796                   | 7               | 3                   | 4                  |                |
| Fano. 1797                     | 3               | 0                   | 3                  |                |
| Roma. 1797                     | 13              | 12                  | 1                  |                |
| Verona. Mai 1797               | 14              | 7                   | 7                  |                |
| Venezia. Settembre 1797        | 18              | 14                  | 4                  |                |
| TOTALE 1796-1797               | 227             | 110                 | 115                | 2              |
| Roma. 1798                     | 14              | 0                   | 14                 |                |
| Torino. 1799                   | 66              | 46                  | 20                 |                |
| Firenze. 1799                  | 63              | 56                  | 0                  | 7              |
| Torino. 1801                   | 3               | 0                   | 3                  |                |
| Napoli. 1802                   | 7               | 0                   | 7                  |                |
| Roma (San Luigi dei Francesi). | 26              | 0                   | 26                 |                |
| Parma. 1803                    | 27              | 14                  | 13                 |                |
| TOTALE 1798-1803               | 206             | 116                 | 83                 | 7              |
| Savona. 1811                   | 6               | 3                   | 3                  |                |
| Genova. 1811                   | 9               | 6                   | 3                  |                |
| Chiavari. 1811                 | 2               | 1                   | 1                  |                |
| Levanto. 1811                  | 1               | 1                   | 0                  |                |
| La Sapienza. 1811              | 1               | 1                   | 0                  |                |
| Pisa. 1811                     | 9               | 1                   | 8                  |                |
| Firenze. 1811                  | 9               | 0                   | 9                  |                |
| Parma. 1811                    | 5               | 2                   | 3                  |                |
| Foligno. 1811                  | 1               | 1                   | 0                  |                |
| Todi. 1811                     | 3               | 2                   | 1                  |                |
| Perugia. 1811                  | 10              | 5                   | 5                  |                |
| Milano (Brera). 1812           | 5               | 0                   | 5                  |                |
| Firenze. 1813                  | 12              | 0                   | 12                 |                |
| TOTALE 1811-1813               | 73              | 23                  | 50                 |                |
| TOTALE GENERALE                | 506             | 249                 | 248                | 9              |

## Non rientrate in Italia (elenco parziale)

### Non rientrate in Campania

#### Napoli
- Madonna della Colomba di Piero di Cosimo, oggi conservata presso il Museo del Louvre, Parigi
- L'adorazione dei magi, dello Spagnoletto, ora al Museo del Louvre
- La Sacra Famiglia dello Schedoni, anticamente ospitato presso la Basilica di Capodimonte, andò al Museo del Louvre dal 1802 dove si trova ancora oggi
- La Vergine con il Bambin Gesù di Cimabue, anticamente ospitato presso le Gallerie di Capodimonte, fu dapprima al Museo del Louvre e dal 1872 al Museo delle belle arti di Lilla
- San Luca ritrae la Vergine, di Luca Giordano, prima al Musée Napoléon poi al Museo delle belle arti di Lione
- Sofonisba riceve il veleno, del Cavalier Calabrese, oggi al Museo delle belle arti di Lione
- La Visitazione, di Lorenzo Sabatini, oggi a Montpellier
- Venere ed Adone, di Andrea Vaccaro, oggi al Museo Granet

### Non rientrate in Emilia-Romagna

#### Modena e Reggio
- 1.300 disegni delle collezioni Estensi, in origine a Modena nelle Gallerie Estensi, oggi alla Biblioteca nazionale di Francia
- Collezioni glittica e di monete antiche delle Collezioni Estensi, oggi in diverse ubicazioni
- Cristo e l'adultera di Giuseppe Porta, oggi al Museo delle belle arti di Bordeaux[20]
- Cristo deriso e incoronato di spine di Giambologna, Bordeaux, oggi al Museo delle belle arti di Bordeaux[20]
- La Madonna con il bambino Gesù benedicente di Guercino, oggi al Museo di belle arti di Chambéry[20]
- La sacra famiglia contempla il Bambin Gesù dormiente di Francesco Gessi, Museo d'arte Roger-Quilliot
- Il martirio di Santa Vittoria di Giovanni Antonio Burrini, Compiègne, Musée National du Chateau[59]
- L'apparizione della vergine ai santi Caterina e Luca di Annibale Carracci, commissionata per la Cattedrale di Reggio Emilia[60], oggi conservata presso il Museo del Louvre, Parigi
- La purificazione della Vergine di Guido Reni, si trovava nella Cappella Sassi del duomo di Modena e passò più tardi nella Galleria Estense oggi è conservata presso il Museo del Louvre, Parigi
- San Bernardino da Siena libera Carpi di Ludovico Carracci, si trovava nella Chiesa di San Bartolomeo a Carpi poi passò più tardi nella Galleria Estense oggi è a Parigi, Notre Dame
- Giuseppe e la moglie di Putifarre di Leonello Spada, si trovava nella Galleria Estense di Modena ora a Lille, Musée des Beaux Arts
- San Paolo di Guercino, si trovava nella collezione del Duca di Modena a Modena oggi conservata presso il Museo del Louvre, Parigi
- Il ritorno del figliol prodigo di Leonello Spada, si trovava nella collezione del Duca di Modena a Modena oggi conservata presso il Museo del Louvre, Parigi
- I santi protettori della città di Modena di Guercino, si trovava nella collezione del Duca di Modena oggi conservata presso il Musée des Augustins, Toulouse
- Salome riceve la testa di san Giovanni di Guercino, si trovava nella collezione del Duca di Modena oggi conservata presso Musée des Beaux Arts, Rennes
- La Madonna e il Bambin Gesù e il martirio di San Paolo di Guercino, commissionata per la Cattedrale di Reggio Emilia ora a Toulouse, Musée des Augustins
- San Sebastiano curato da Irene di Francesco Cairo, Tours, Musée des Beaux Arts[20]
- San Francesco d'Assisi riceve le stigmate di Guercino, Magonza, Mittelrehinschers Landesmuseum[20]
- Cristo adorato dagli angeli con San Bernardino e Sebastiano di Carlo Bononi, proveniente dalla città di Reggio Emilia oggi conservata presso il Museo del Louvre, Parigi
- Il martirio di San Cristoforo di Leonello Spada, Epernay, Notre Dame
- Il sogno di Giacobbe di Cigoli, Nancy, Musée des Beaux Arts
- Martirio di San Pietro e Paolo di Ludovico Carracci, Rennes, Musée des Beaux Arts
- Gesù compianto dalla Vergine di Guercino, Rennes, Musée des Beaux Arts
- La visitazione di Guercino, Rennes, Musée des Beaux Arts
- La gloria di Ognissanti di Guercino, Tolosa, Musée des Augustins
- Rinaldo impedisce ad Armida di uccidersi di Alessandro Tiarini, Lille, Palais des Beaux-Arts de Lille[61]

#### Parma
- Madonna col Bambino in trono tra i santi Giovanni Battista e Maria Maddalena di Cima da Conegliano, oggi conservata presso il Museo del Louvre, Parigi

#### Bologna
- Trionfo di Giobbe di Guido Reni per la chiesa di Santa Maria dei Mendicanti di Bologna ora nella cattedrale di Notre-Dame.
- Resurrezione di Cristo di Annibale Carracci ora al Louvre.

### Non rientrate in Lombardia

#### Milano
- Codice Atlantico di Leonardo da Vinci, fogli 44, 196 e altri disegni ancillari, in origine presso la Biblioteca Ambrosiana, oggi conservate presso Bibliothéque Nationale, Parigi e Musée des beaux-arts, Nantes
- Manoscritto A di Francia, Manoscritto B di Francia, Manoscritto C di Francia, Manoscritto D di Francia, Manoscritto E di Francia, Manoscritto F di Francia, Manoscritto G di Francia Manoscritto H di Francia, Manoscritto I di Francia, Manoscritto K di Francia, Manoscritto L di Francia, Manoscritto M di Francia di Leonardo da Vinci in origine presso la Biblioteca Ambrosiana, oggi conservati presso Institut de France, Parigi

#### Mantova
- Battesimo di Cristo di Rubens per la cappella maggiore della chiesa della Trinità dei Gesuiti di Mantova, Musee des Beaux Arts di Anversa
- Trasfigurazione di Cristo di Rubens per la chiesa dei Gesuiti a Mantova, oggi al Museo delle Belle Arti di Nancy
- Madonna della Vittoria di Andrea Mantegna, in origine a Mantova presso la chiesa di Santa Maria della Vittoria, oggi conservata presso il Museo del Louvre, Parigi
- Adorazione dei pastori con San Longino e San Giovanni Evangelista di Giulio Romano presso la cappella dei Sacri Vasi nella Basilica di Sant'Andrea a Mantova, oggi conservata presso il Museo del Louvre, Parigi
- Sant’Antonio abate, di Paolo Veronese, tra le 10 tele del Duomo di Mantova, commissionate ad artisti veronesi e mantovani dal cardinale Ercole Gonzaga alla metà del millecinquecento. Oggi si trova al Museo di Caen, in Normandia

### Non rientrate in Toscana
- La Natività, dipinto da Filippo Lippi, oggi al Museo del Louvre, proveniente dal Convento di Santa Margherita della città di Prato.
- Incoronazione della Vergine di Beato Angelico, in origine a Fiesole nel convento di San Domenico, oggi conservata presso il Museo del Louvre, Parigi

#### Pisa
- La Maestà di Cimabue, in origine a Pisa nella chiesa di San Francesco, oggi conservata presso il Museo del Louvre, Parigi
- Stigmate di San Francesco di Giotto, in origine a Pisa nella chiesa di San Francesco, oggi conservata presso il Museo del Louvre, Parigi
- Maria Santissima col suo Divin Figlio di Taddeo di Bartolo, Musée du Grenoble, proveniente dalla Chiesa di San Paolo all'Orto a Pisa
- Maria Santissima col suo Divin Figlio fra mezzo e degli Angioli di Turino Vanni, dal convento di San Silvestro in Pisa, oggi conservata presso il Museo del Louvre, Parigi
- San Tommaso d'Aquino fra i Dottori della Chiesa di Benozzo Gozzoli, in origine proveniente dal Duomo di Pisa, oggi conservata presso il Museo del Louvre, Parigi

#### Firenze
- Pala Barbadori, dipinto da Fra Filippo Lippi, proveniente dalla sagrestia di Santo Spirito di Firenze, oggi conservata presso il Museo del Louvre, Parigi
- Incoronazione della Vergine di Filippino Lippi dalla Chiesa dei Santi Girolamo e Francesco alla Costa di Firenze, oggi conservata presso il Museo del Louvre, Parigi
- La Visitazione di Domenico Ghirlandaio, dalla chiesa di Santa Maria Maddalena de' Pazzi, di Firenze, oggi conservata presso il Museo del Louvre, Parigi
- Presentazione al tempio, di Gentile da Fabriano, in origine dall'Accademia delle Belle Arti di Firenze, oggi conservata presso il Museo del Louvre, Parigi
- La Madonna con Bambino, Sant'Anna, San Sebastiano, San Pietro e San Benedetto di Jacopo da Pontormo, proveniente dalla chiesa di Sant'Anna sul Prato di Firenze, oggi conservata presso il Museo del Louvre, Parigi

### Non rientrate nelle Marche
- Quattordici ritratti di Uomini illustri del passato e del presente di Giusto di Gand e Pedro Berruguete provenienti dallo Studiolo di Federico da Montefeltro del Palazzo Ducale di Urbino sono oggi al Museo del Louvre.
- Natività della Vergine di Annibale Carracci, commissionata per la Basilica della Santa Casa di Loreto, oggi conservata presso il Museo del Louvre, Parigi
- Consegna delle chiavi di Guido Reni, commissionata per la Chiesa di San Pietro in Valle di Fano, oggi conservata presso il Museo del Louvre, Parigi
- San Giovanni alla fonte di Guercino, commissionata per la Chiesa di San Pietro in Valle di Fano, oggi conservata presso il Museo Fabre, Montpellier
- La vocazione dei santi Pietro e Andrea di Federico Barocci, commissionata per l'Oratorio della Confraternita di S. Andrea di Pesaro, oggi conservata presso il Musées Royaux des Beaux-Arts, Bruxelles
- La Circoncisione di Gesù di Federico Barocci, commissionata per la chiesa pesarese del Santissimo Nome di Gesù, oggi conservata presso il Museo del Louvre[62]
- Dio Padre benedicente di Guido Reni, commissionata per la cappella Olivieri nella Cattedrale di Santa Maria Assunta di Pesaro, oggi conservata presso il Museo delle belle arti di Digione

### Non rientrate in Umbria

#### Perugia
- Sposalizio della Vergine del Perugino, Caen, Musée des Beaux-Arts

Dalla Basilica di San Pietro di Perugia:
- Assunzione della Vergine, Il Sassoferrato, a Parigi nel gennaio 1814 e al Museo del Louvre dal 1814
- Polittico di San Pietro
  - Ascensione, 280x216 cm, Lione, Musée des Beaux-Arts
  - Eterno benedicente con cherubini e angeli, dalla cimasa, 114x230 cm, Lione, Musée des Beaux-Arts
  - Tondo di Geremia, diametro 127 cm, Nantes, Musée des Beaux-Arts
  - Tondo di Isaia, diametro 127 cm, Nantes, Musée des Beaux-Arts
  - Adorazione dei Magi, dalla predella, 32x59 cm, Rouen, Musée des Beaux-Arts
  - Battesimo di Cristo, dalla predella, 32x59 cm, Rouen, Musée des Beaux-Arts
  - Resurrezione, dalla predella, 32x59 cm, Rouen, Musée des Beaux-Arts

Dalla Chiesa di Sant'Agostino di Perugia:
- La Vergine in gloria, san Antonio abate, e santa Lucia, del Barocci, oggi al Louvre, sequestrato il 27 febbraio 1797 e portato a Parigi il 27 Luglio 1798 al museo del Louvre nel 1798, poi nella chiesa di Notre Dame nel 1802 e quindi di nuovo al Louvre dal 1804
- Quattro santi, san Luigi Gonzaga e la Vergine, del Guercino, sequestrato il 31 Luglio 1797, a Parigi al Musée du Louvre nel 1798, poi spostato al Musée de Bruxelles nel 1801
- Polittico di Sant'Agostino (Perugino)
  - Giovane santo con spada, del Perugino, sequestrato il 27 febbraio 1797, a Parigi dal 27 luglio 1798, oggi al Louvre
  - Sant Bartolomeo, del Perugino, sequestrato il 27 febbraio 1797, a Parigi dal 27 luglio 1798, oggi al museo di Birmingham
  - San Giovanni Evangelista, del Perugino, sequestrato il 27 febbraio 1797, a Parigi dal 27 luglio 1798, oggi al Museo di Tolosa
  - Santa Apollonia, del Perugino, sequestrato il 27 febbraio 1797, a Parigi dal 27 luglio 1798, oggi distrutto col bombardamento di Strasburgo
  - Vergine, Gesu san Gerolamo e sant'Agostino, del Perugino, sequestrato il 27 febbraio 1797, a Parigi dal 27 luglio 1798, oggi al Museo di Bordeaux
  - Discesa dalla Croce, del Perugino, sequestrato il 27 febbraio 1797, a Parigi dal 27 luglio 1798, oggi al Museo del Louvre
  - San Ercolano e San Giacomo Maggiore, del Perugino, sequestrato il 27 febbraio 1797, a Parigi dal 27 luglio 1798, oggi al Museo di Grenoble
  - San Sebastiano e santa Apollonia, del Perugino, sequestrato il 27 febbraio 1797, a Parigi dal 27 luglio 1798, oggi al Museo di Lione

### Non rientrate in Veneto

#### Requisizioni del 1797
- Nozze di Cana del Veronese, in origine presso il refettorio benedettino dell'Isola di San Giorgio Maggiore a Venezia, oggi conservata presso il Museo del Louvre, Parigi

- Giove fulmina i vizi di Paolo Veronese in origine presso Palazzo Ducale di Venezia, oggi conservato al Museo del Louvre, Parigi
- San Marco incorona le Virtù Teologali di Paolo Veronese in origine presso Palazzo Ducale di Venezia, oggi conservato al Museo del Louvre, Parigi
- Cena in casa di Simone di Paolo Veronese in origine presso Convento di San Sebastiano a Venezia, oggi a Milano, Pinacoteca di Brera
- Suovetaurila, bassorilievo romano in origine presso lo Statuario Pubblico di Venezia, oggi conservato al Museo del Louvre, Parigi
- San Barnaba guarisce gli ammalati di Paolo Veronese in origine nella chiesa di San Giorgio in Braida a Verona, oggi al Musèe des Beaux Arts di Rouen
- Ritratto di giovane donna del Veronese in origine nel Palazzo Bevilacqua di Verona, oggi conservato al Museo del Louvre, Parigi
- Sacra Famiglia, discussa tra Veronese e Brusaferro in origine nel Palazzo Bevilacqua di Verona, oggi conservato al Museo del Louvre, Parigi
- Bozzetto per il Paradiso di Tintoretto in origine nel Palazzo Bevilacqua di Verona, oggi conservato al Museo del Louvre, Parigi
- Collezione di fossili del marchese di Canossa

#### Opere disperse a seguito delle soppressioni
- Crocifissione di Andrea Mantegna, in origine a Verona presso San Zeno, oggi conservata presso il Museo del Louvre, Parigi

- Orazione nell'orto di Andrea Mantegna, Tours, Musée des Beaux-Arts, in origine a Verona presso San Zeno
- Resurrezione di Andrea Mantegna, Tours, Musée des Beaux-Arts, in origine a Verona presso San Zeno

## Opere ritornate (elenco parziale)

### Ritornate in Italia (elenco parziale)
- Apollo del Belvedere
- Venere Capitolina
- Venere Italica
- Gruppo del Laocoonte
- Testa di Giove
- Cavalli di San Marco
- Venere de' Medici
- Amazzone Mattei
- Lastra sepolcrale di Guidarello Guidarelli di Tullio Lombardo
- Trasfigurazione di Raffaello Sanzio
- Ritratto di Fedra Inghirami di Raffaello Sanzio
- Ritratto di Leone X con i cardinali Giulio de' Medici e Luigi de' Rossi di Raffaello Sanzio
- Madonna della Seggiola di Raffaello Sanzio
- Estasi di santa Cecilia di Raffaello Sanzio
- Ritratto del cardinal Bibbiena di Raffaello Sanzio
- Visitazione di Raffaello Sanzio
- Assunzione della Vergine di Tiziano
- San Giovanni Battista tra i santi Francesco Girolamo, Sebastiano e Antonio da Padova di Perugino
- Crocefissione di San Pietro di Guido Reni
- Strage degli innocenti di Guido Reni
- Fortuna con una corona di Guido Reni
- Madonna dal collo lungo del Parmigianino
- Compianto su Cristo morto di Correggio
- La cattedra di San Pietro del Guercino
- Sposalizio della Vergine di Giulio Cesare Procaccini
- Madonna col Bambino e i santi Luigi Gonzaga e Stanislao Kostka di Giuseppe Maria Crespi
- Marie al sepolcro di Bartolomeo Schedoni
- Ecce Homo di Ludovico Cigoli
- Trasporto di Cristo al sepolcro del Cavalier D'Arpino
- Compianto su Cristo morto con i santi Francesco, Chiara, Giovanni evangelista, Maria Maddalena e angeli di Annibale Carracci
- Gesso di Marte e Venere di Antonio Canova

### Ritornate in Austria (elenco parziale)
- Ladro di nidi di Pieter Bruegel il Vecchio
- Danza di contadini di Pieter Bruegel il Vecchio

### Galleria d'immagini

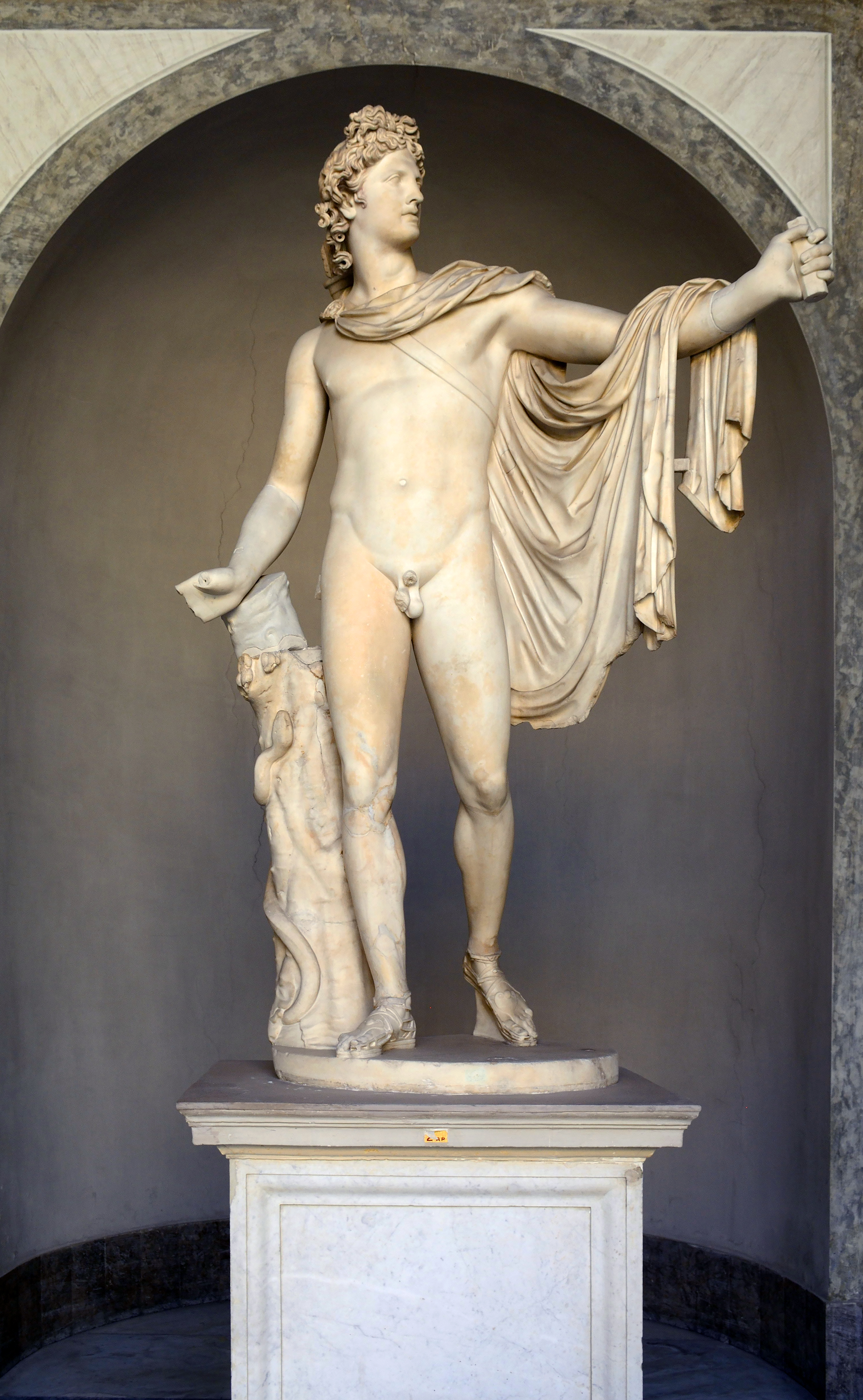
Apollo del Belvedere
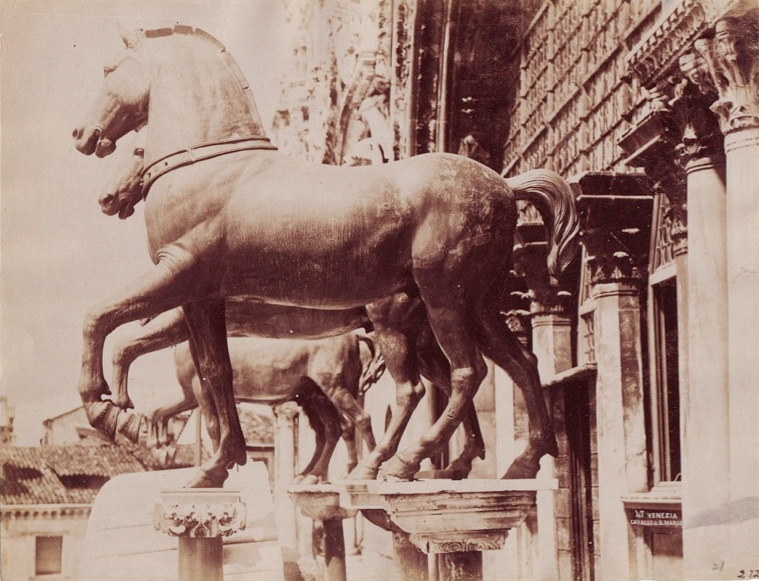
Cavalli di San Marco
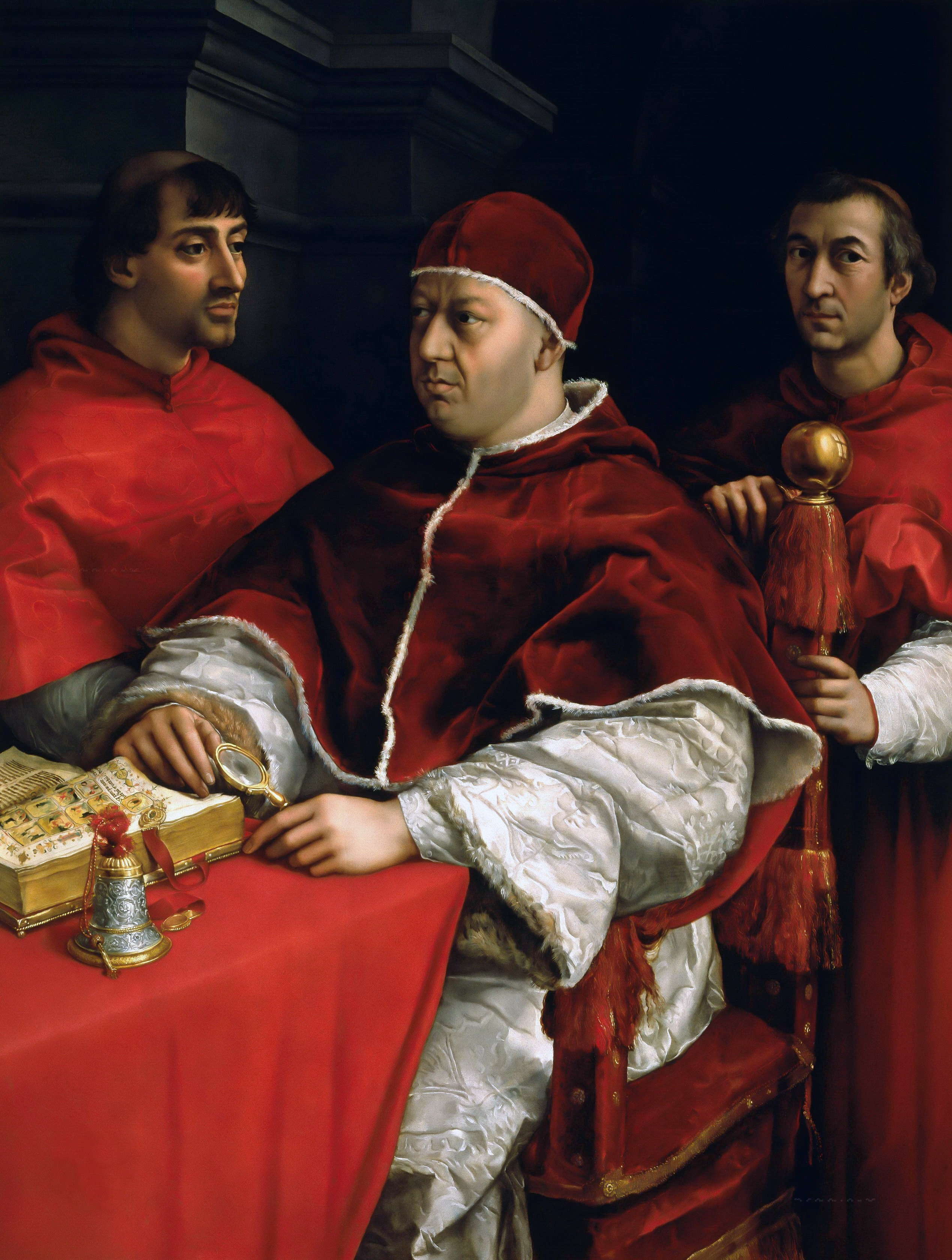
Ritratto di Leone X coi cardinali Giulio de' Medici e Luigi de' Rossi, Raffaello
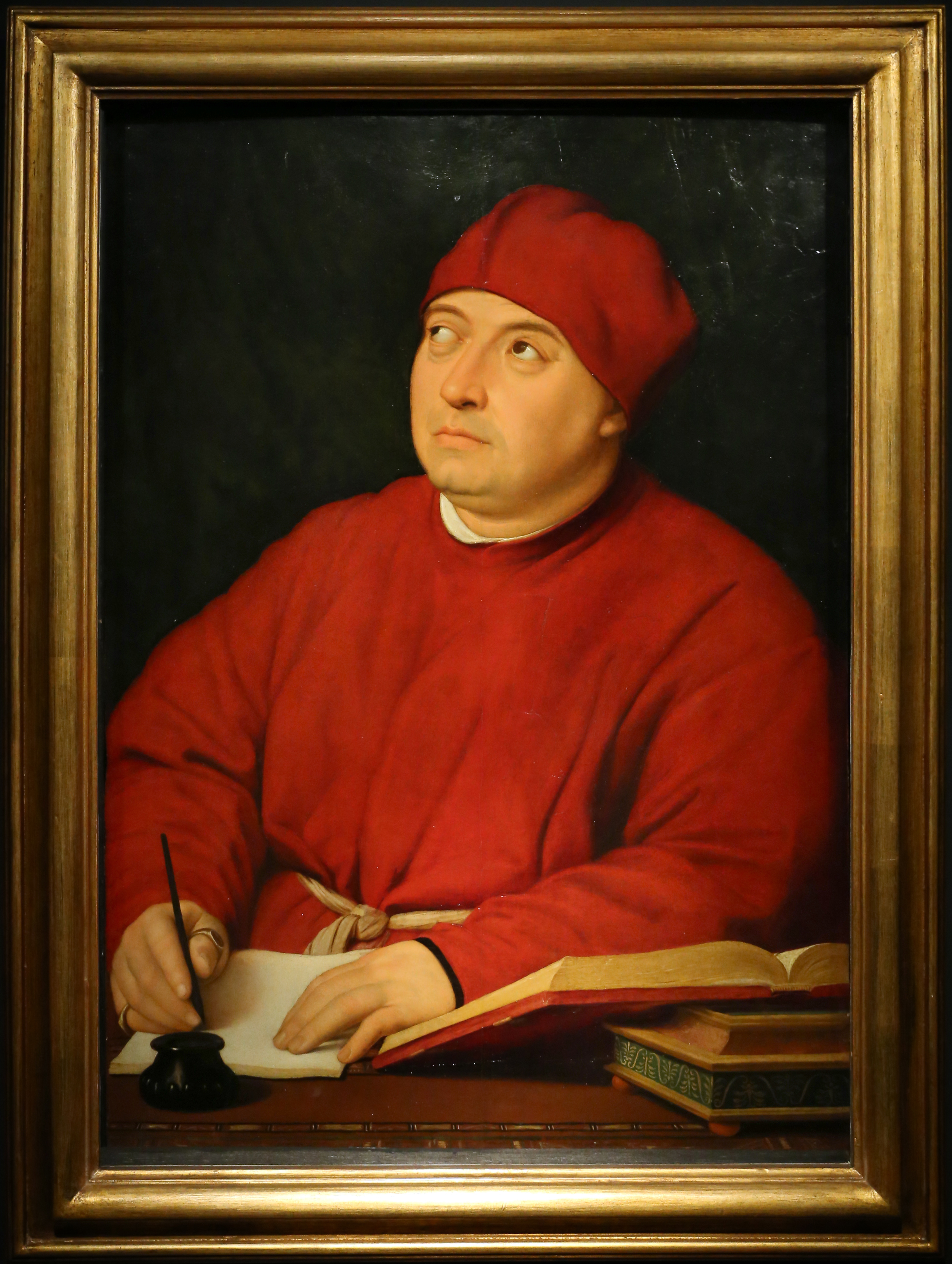
Ritratto di Fedra Inghirami, Raffaello
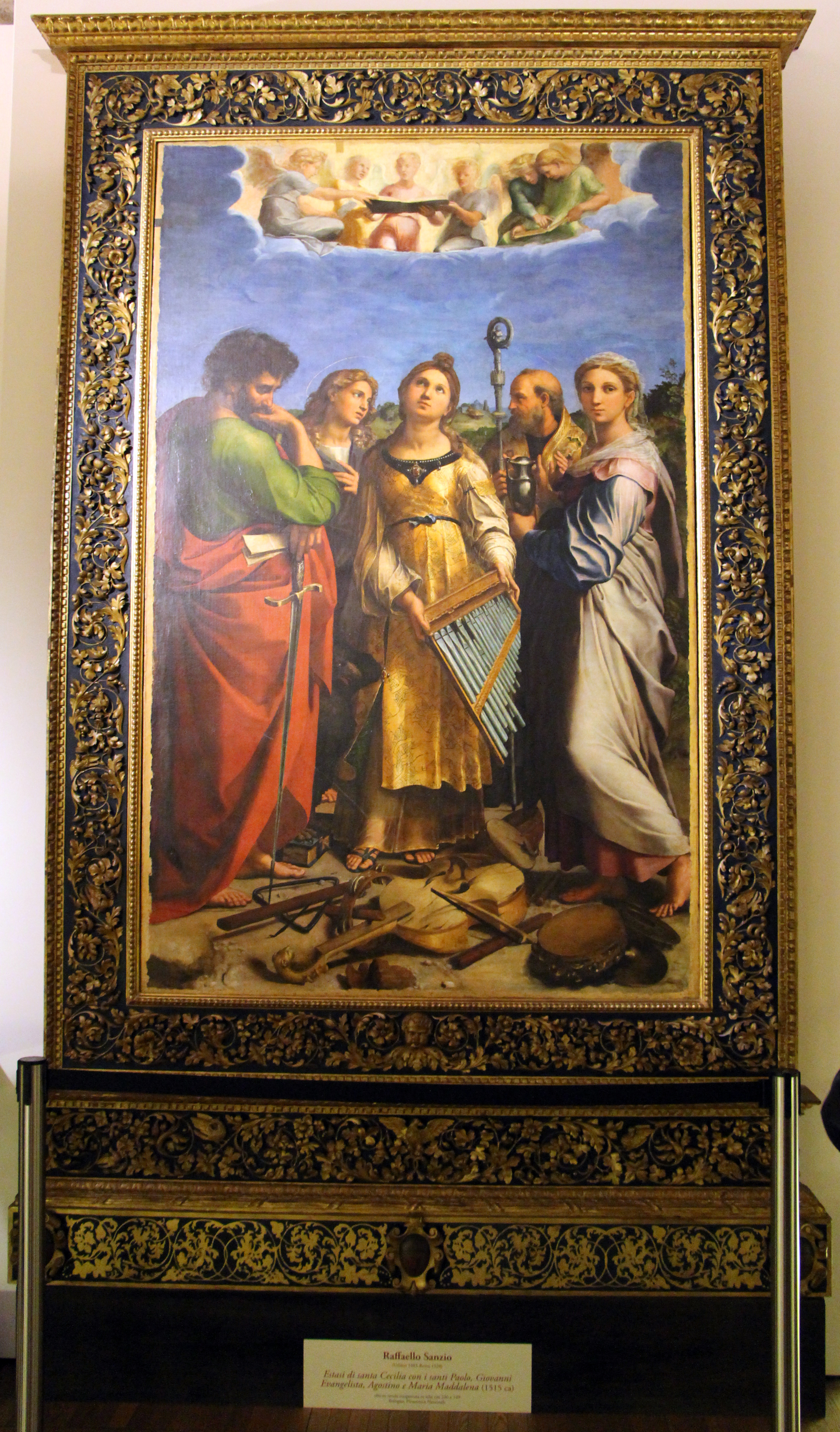
Estasi di santa Cecilia, Raffaello
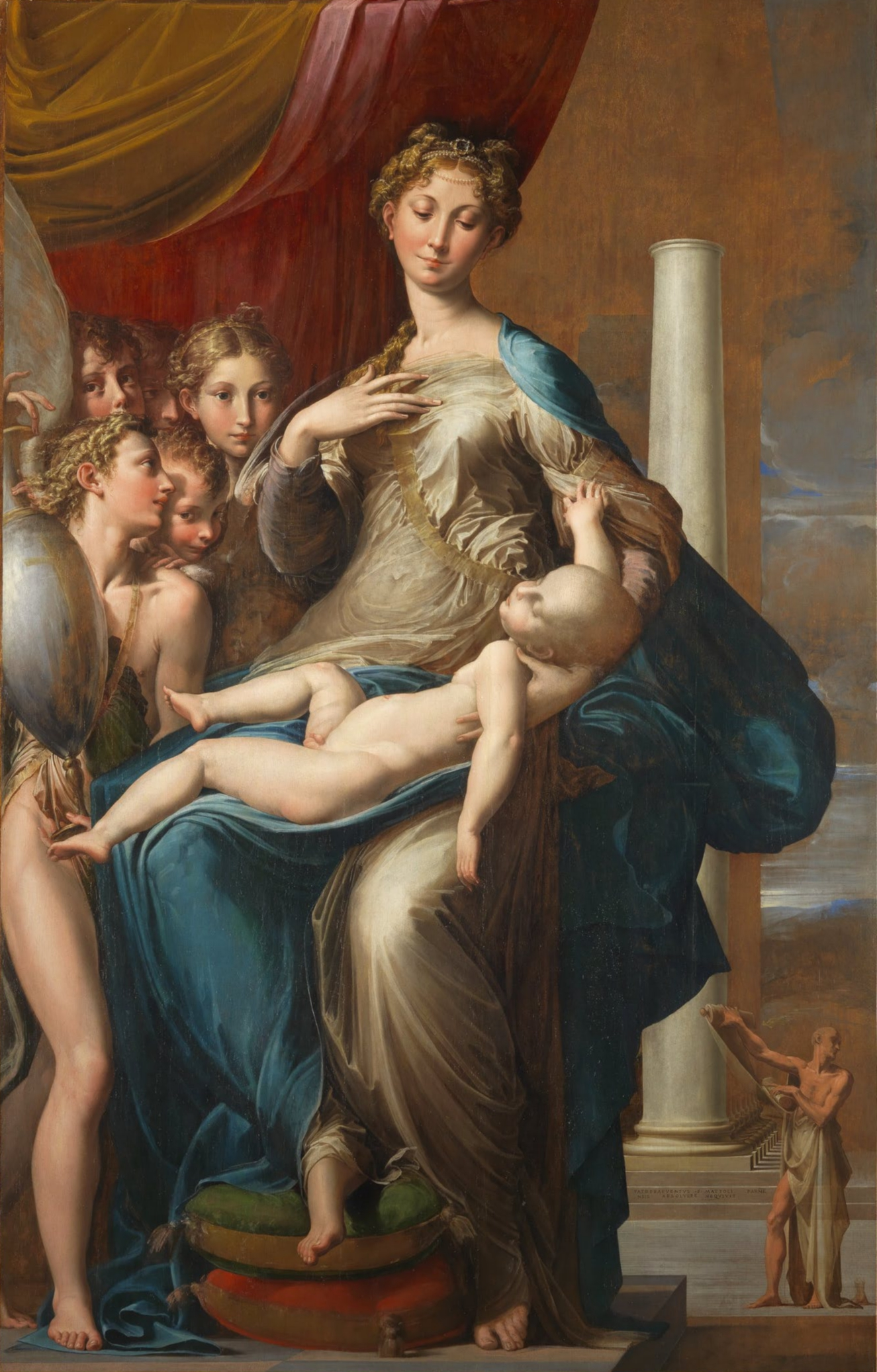
Madonna dal collo lungo, Parmigianino
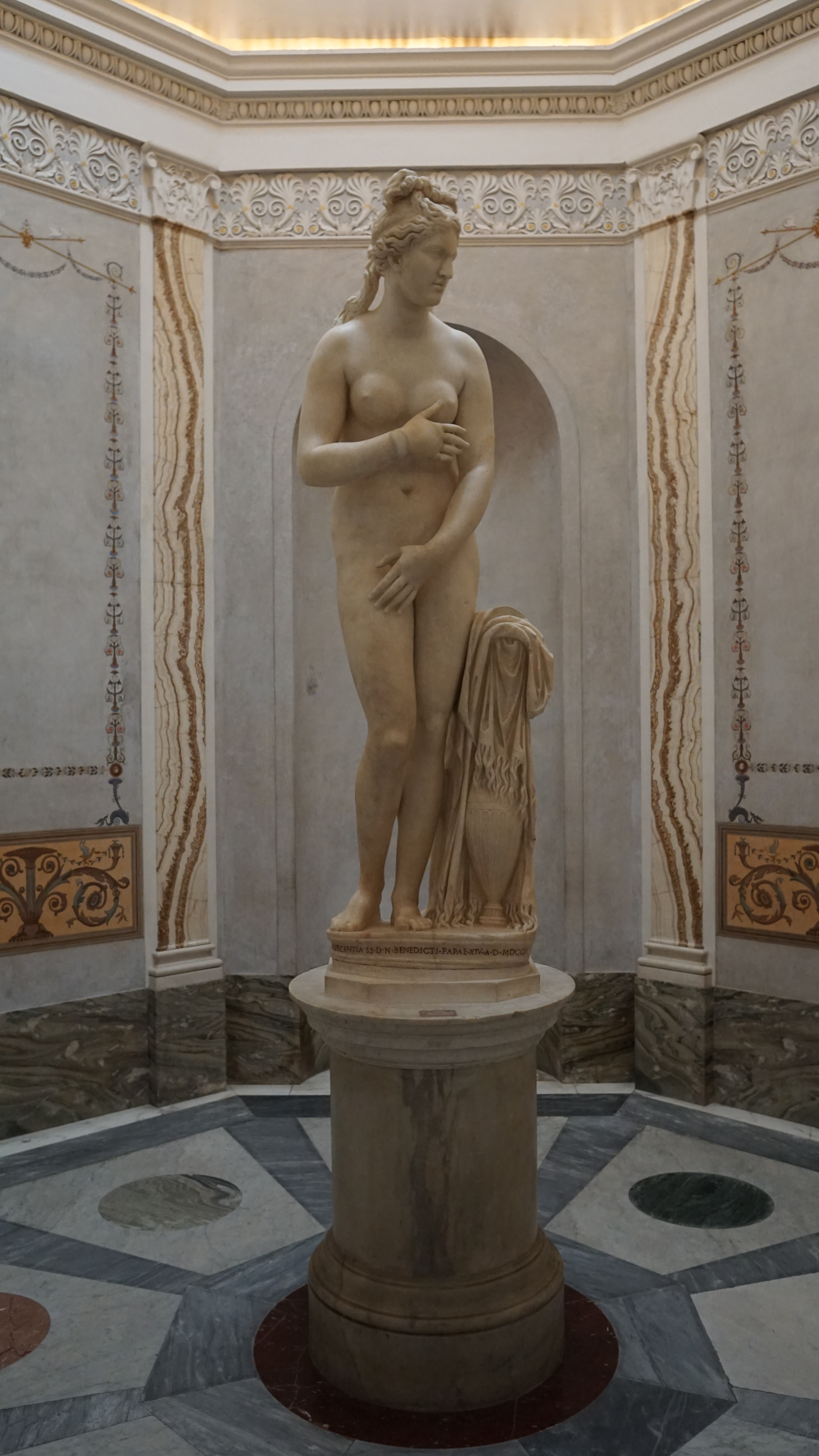
Venere Capitolina
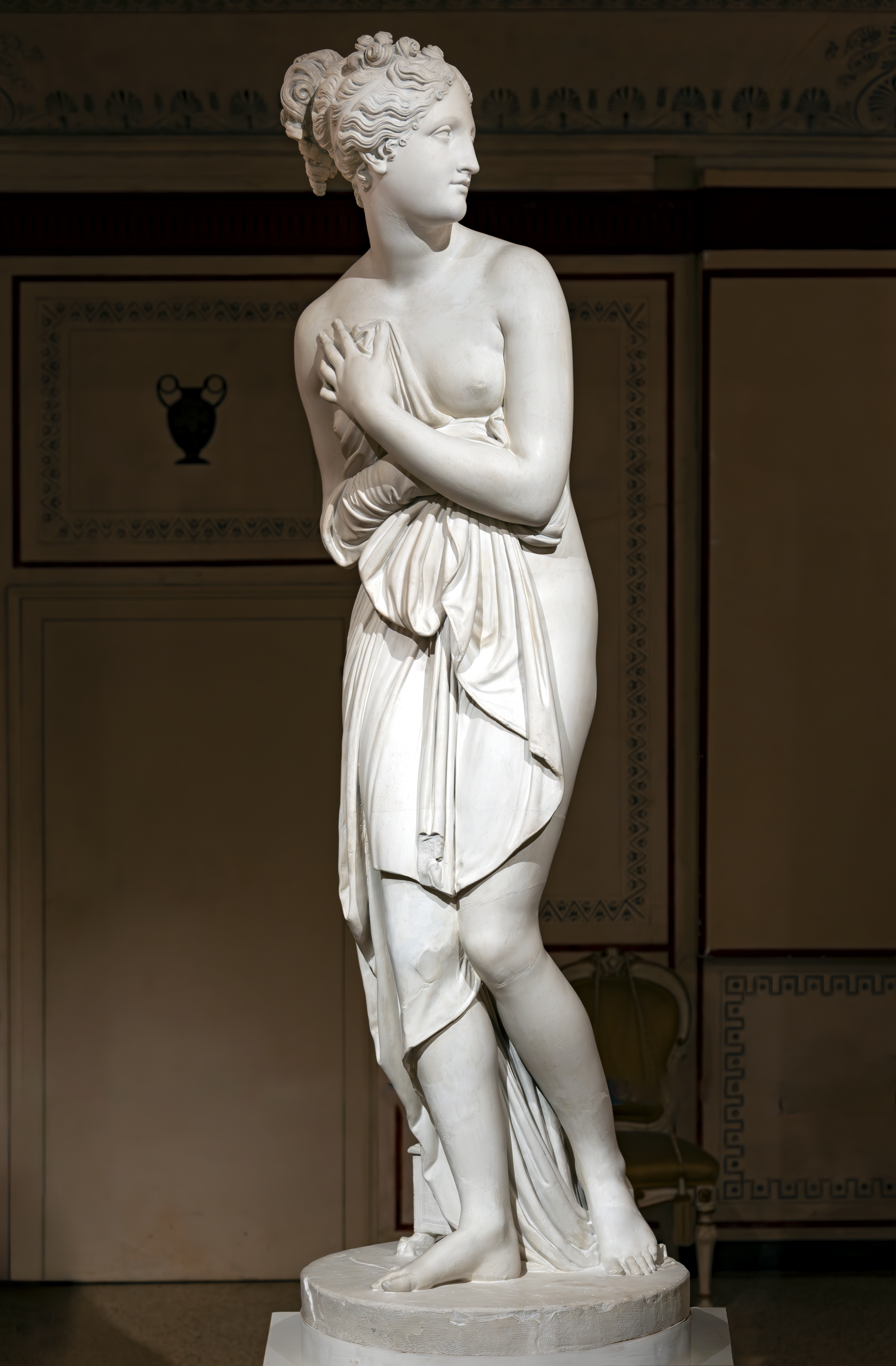
Venere Italica

### Documenti
- (FR) Collection complète des tableaux historiques de la Révolution française, su Gallica, tomo 2, Parigi, 1798.
- Osservazioni sullo stato dei diversi regni, principati e provincie democratizzate nel secolo XVIII con lo stato di tutti i pezzi di belle arti trasportate a Parigi, Losanna, 1799.
- (FR) Notice des principaux tableaux recueillis dans la Lombardie par les commissaires du Gouvernement français, dont l'exposition provisoire aura lieu…, su INHA, Parigi, Imprimerie des Sciences et des Arts, 1798.
- (FR) Notice des principaux tableaux recueillis en Italie par les commissaires du Gouvernement français, seconde partie, Comprenant ceux de l'Etat de Venise et de Rome…, su Gallica, Parigi, Imprimerie des Sciences et des Arts, 1800.
- (FR) Notice des principaux tableaux recueillis en Italie par les commissaires du Gouvernement français, troisieme partie, comprenant ceux de Florence et de Turin…, su Gallica, Parigi, Imprimerie des Sciences et des Arts, 1800.
- (FR) Notice des statues, bustes et bas-reliefs de la galerie des Antiques du Musée Napoléon, su INHA, 1811.
- (FR) Notice des tableaux des écoles primitives de l'Italie, de l'Allemagne, et de plusieurs autres tableaux de exposés dans le grand salon du Musée royal, ouvert le 25 juillet 1814, su Archive.org. URL consultato il 29 luglio 2021.
- (FR) Notice de tableaux, dont plusieurs ont été recueillis à Parme et à Venise : exposés dans le grand Salon du Musée Napoléon…, su INHA, Parigi, Imprimerie des Sciences et des Arts, 1815.
- (FR) Quatremere de Quincy, Considerations morales sur la destination des ouvrages de l’art, oude l’influence de leur emploi, Parigi, 1815.
- (FR) Charle Saunier, Les conquetes artistiques de la revolution et de l'empire: reprises et abandons des allies en 1815, leurs consequences sur les musees d'Europe, Parigi, 1902.
- (FR) Marie-Louise Blumer, Catalogue des peintures transportées d’Italie en France de 1796 a 1814, in Bulletin de la Société de l'histoire de l'art, Parigi, 1936,  pp. 244-348.
- Gaspard Monge, Dall'Italia (1796-1798), a cura di Sandro Cardinali e Luigi Pepe, Palermo, Sellerio, 1993.